# Savinien de Cyrano de Bergerac
Pour les articles homonymes, voir Cyrano de Bergerac.
Savinien de Cyrano, dit de Bergerac, est un écrivain français, né à Paris, rue des Deux-Portes, baptisé le 6 mars 1619 en l'église Saint-Sauveur et mort à Sannois le 28 juillet 1655.
Auteur d'une œuvre audacieuse et novatrice, qui l'inscrit dans le courant libertin de la première moitié du XVIIe siècle, il est surtout connu aujourd'hui du grand public pour avoir inspiré en 1897 à Edmond Rostand son drame romantique de Cyrano de Bergerac, qui, tout en reprenant des éléments de la biographie du poète, s’en écarte par de nombreux aspects.
Par-delà la renommée de la pièce de Rostand, on assiste, depuis la fin des années 1970, à un renouveau des études autour de Cyrano et de son œuvre, auxquels ont été consacrés, en France et à l'étranger, une foison de thèses, articles, biographies et essais.
Ses deux relations de voyage — Les États et empires de la Lune et Les États et empires du Soleil — figurent parmi les premières œuvres de science-fiction.

## Biographie

### Sources
La brève existence de Cyrano est relativement peu documentée. Certains chapitres essentiels n’en sont connus que par la préface de l’Histoire comique par Monsieur de Cyrano Bergerac, contenant les Estats et empires de la Lune, publiée vingt mois après sa mort. Sans Henry Le Bret, ami de l'auteur, qui en rédigea les quelques pages de nature biographique, nous ne saurions rien de l’enfance campagnarde du libertin, de son engagement militaire, des blessures qu’il lui occasionna, de ses prouesses de bretteur, des circonstances de sa mort, ni de sa prétendue conversion finale.
Depuis qu’en 1872, Auguste Jal a fait connaître que le « sieur de Bergerac » était parisien et non gascon, les recherches menées dans les registres paroissiaux et les actes notariés par un petit nombre de chercheurs,,,,,,,,,,,, et au premier chef par Madeleine Alcover (1938-2014), professeur émérite à la Rice University de Houston, ont permis d’en savoir plus sur sa généalogie, son milieu familial, ses domiciles parisiens et certains de ses amis, mais aucun document nouveau n’est venu corroborer ou infirmer les points essentiels du récit de Le Bret, ni en combler les principales lacunes. Aussi ne saurait-on trop se méfier des amplifications paraphrastiques et romanesques auxquelles il a donné lieu.

### Familles
Savinien II de Cyrano est le fils d'Abel I de Cyrano, sieur de Mauvières, (156?-1648), avocat au parlement de Paris, et d'Espérance Bellanger (1586-164?), « fille de défunt noble homme Estienne Bellanger, Conseiller du Roy et Trésorier de ses Finances ».

#### Ascendants

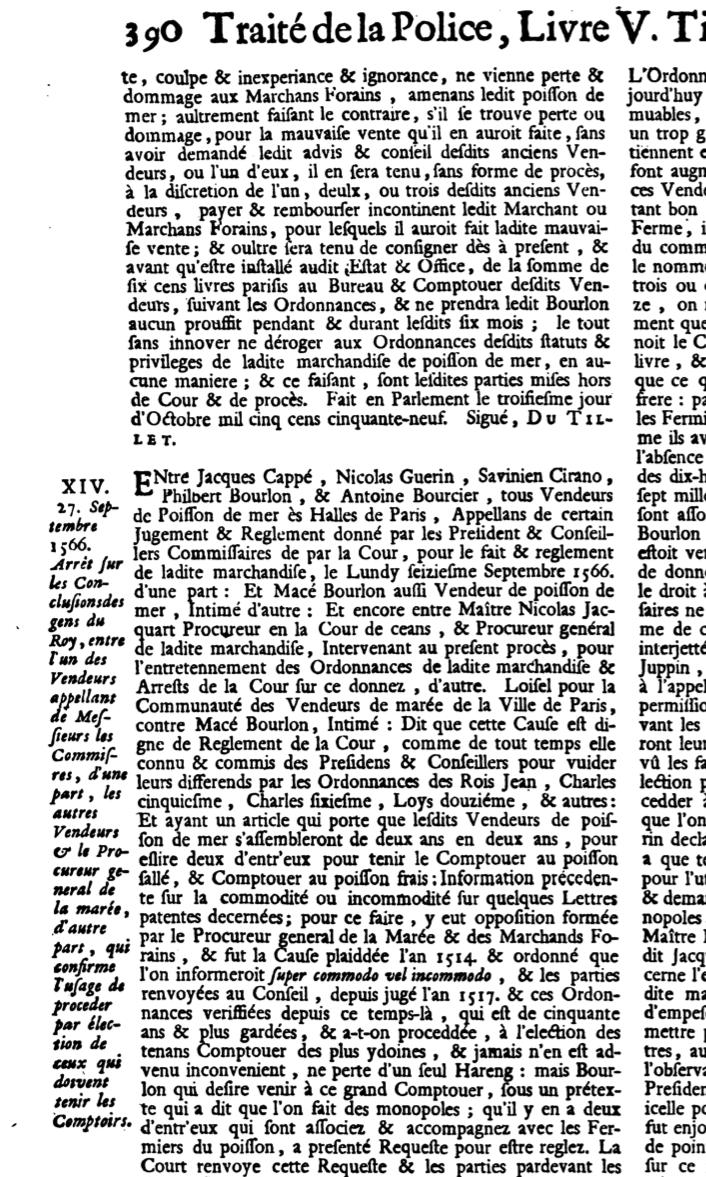
Savinien de Cirano, vendeur de poisson de mer.

Le grand-père paternel, Savinien I de Cyrano (15??-1590), est né probablement dans une famille de notables sénonais (de Sens, en Champagne). Il liquide son héritage foncier situé en la paroisse Saint-Hilaire de Sens en 1578, paroisse qui est aussi celle des Coypeau (Dassoucy) et voisine de celle de la belle-mère du comédien Montfleury. La documentation le qualifie successivement de « marchand et bourgeois de Paris » (20 mai 1555), de « vendeur de poisson de mer pour le Roy » dans plusieurs autres documents des années suivantes, enfin de « conseiller du Roi, maison et couronne de France » (7 avril 1573). Le 9 avril 1551, à Paris, il a épousé Anne Le Maire, fille d'Estienne Le Maire et de Perrette Cardon, qui mourra en 1616. On leur connaît quatre enfants : Abel, père de l'écrivain, Samuel (15??-1646), Pierre (15??-1626) et Anne (15??-1652).
Du grand-père maternel, Estienne Bellanger, « contrôleur des finances en la recette générale de Paris », et de son ascendance, on ignore à peu près tout.
On connaît mieux la famille de sa femme, Catherine Millet : son père, Guillaume II Millet, sieur des Caves, était secrétaire des finances du roi ; son grand-père, Guillaume I Millet (149 ?-1563), licencié en médecine en 1518, médecin ordinaire de trois rois successifs (François Ier, Henri II et François II), avait épousé Catherine Valeton, fille d'un receveur des fouages de Nantes, Audebert Valeton, lequel, accusé de complicité dans l'Affaire des Placards, fut « brûlé vif du bois pris en sa maison » , le 21 janvier 1535, au carrefour de la Croix-du-Trahoir, devant la maison du « Pavillon des singes », où Jean-Baptiste Poquelin, futur Molière, devait voir le jour près d'un siècle plus tard.

#### Parents
Espérance Bellanger et Abel I de Cyrano se sont mariés le 3 septembre 1612 à l'église Saint-Gervais de Paris. Elle avait au moins vingt-six ans, lui environ quarante-cinq. Leur contrat de mariage, signé le 12 juillet précédent à l'hôtel de Maître Denis Feydeau, conseiller, secrétaire et notaire du roi, cousin issu de germain de la mariée, a été publié en 2000 seulement par Madeleine Alcover, qui étudie avec minutie le parcours social des témoins signataires (et plus particulièrement leurs liens avec les milieux dévots) et note que nombre d'entre eux « ont atteint les sphères de la grande finance, de la grande noblesse de robe, de l'aristocratie (y compris celle de Cour) et même de la noblesse d'épée ».

#### La bibliothèque d'Abel
En 1911, Jean Lemoine a fait connaître l'inventaire des biens du marié. Sa bibliothèque, relativement peu fournie (126 volumes inventoriés), témoigne d'une formation de juriste et d'une curiosité très ouverte : goût des langues et des littératures anciennes, lecture des grands humanistes de la Renaissance (Érasme, Rabelais, Juan Luis Vivès), pratique de l'italien, intérêt pour les sciences.
Côté religion, on relève la présence de deux Bibles, d'un Nouveau testament italien et des Oraisons de saint Basile en grec, mais aucun ouvrage de piété. On ne trouve, du reste, aucun objet de cette nature (gravure, tableau, statue, crucifix) parmi les autres biens inventoriés, mais, en revanche, « douze petits tableaux de portraits de dieux et déesses » et « quatre figures en cire : l'une de Vénus et Cupidon, une autre d'une tireuse d'épine, une d'un flûteux et une d'une femme nue, honteuse » .
Enfin, on note la présence de plusieurs œuvres de protestants notoires : les Discours politiques et militaires de François de la Noue, deux volumes de George Buchanan, la Dialectique de Pierre de La Ramée, l’Alphabet de plusieurs sortes de lettres de Pierre Hamon et La Vérité de la religion chrétienne, de Philippe Duplessis-Mornay, présence qui confirme qu'Abel a vécu ses années de jeunesse dans un milieu huguenot.

#### Fratrie
Espérance et Abel I auront au moins six enfants :
- Denis, tenu sur les fonts baptismaux de l'église Saint-Eustache, le 31 mars 1614, par Anne Le Maire, sa grand-mère, et Denis Feydeau, financier. Il fera des études de théologie à la Sorbonne et mourra dans les années 1640 ;
- Antoine, tenu sur les fonts de Saint-Eustache, le 11 février 1616, par sa tante paternelle, Anne Cyrano, et un parrain qui n'est pas nommé dans le baptistaire relevé par Auguste Jal, mais qui pourrait bien être le financier Antoine Feydeau (1573-1628), frère cadet de Denis. Mort en bas âge ;
- Honoré, tenu sur les fonts de Saint-Eustache, le 3 juillet 1617, par Honoré Barentin, trésorier des parties casuelles, et une marraine non nommée. Mort en bas âge ;
- Savinien II (1619-1655), qui fait l'objet de cet article ;
- Abel II, né vers 1624[Note 9], qui reprendra le titre de « sieur de Mauvières », après la mort de son père en 1648 ;
- Catherine, dont on ignore la date de naissance et qui sera religieuse au couvent des Filles de la Croix, rue de Charonne.

### Enfance et adolescence

#### Baptême, parrain et marraine
À l'historien Auguste Jal revient le mérite d'avoir découvert, dans les années 1860, l'acte de baptême du prétendu Gascon :

« Enfin, après de longues peines, je connus qu'Abel Cyrano avait quitté le quartier de Saint-Eustache pour celui de Saint-Sauveur, et qu'Espérance Bellanger était accouchée dans son nouveau logis d'un garçon dont voici l'acte de baptême : « Le sixième mars mil six cent dix neuf, Savinien, fils d'Abel de Cyrano, écuyer, sieur de Mauvières, et de damoiselle Espérance Bellenger (sic), le parrain noble homme Antoine Fanny, conseiller du roi et auditeur en sa chambre des comptes, de cette paroisse, la marraine damoiselle Marie Fédeau (sic), femme de noble homme Me Louis Perrot, conseiller et secrétaire du roi, maison et couronne de France, de la paroisse de Saint-Germain-l'Auxerrois. » Ce fils d'Abel de Cyrano à qui l'on ne donnait pas le nom d'Antoine, qui était celui de son parrain, parce qu'il avait un frère de ce nom né en 1616, mais que l'on nommait Savinien en mémoire de son grand-père, qui pourrait douter que ce ne soit le Savinien Cyrano né, selon les biographes, au château de Bergerac, en 1620 ou vers 1620? »

Savinien a des parents âgés : Espérance Bellanger est dans sa trente-quatrième année, Abel de Cyrano a environ cinquante-deux ans. À titre de comparaison, le futur Molière, qui naîtra trois ans plus tard, grandira sous l'autorité d'un père âgé de 25 ans au moment de sa naissance.
Le patronyme du parrain, Fanny, n’apparaissant nulle part dans l’étude très complète que le comte Henry Coustant d’Yanville a publiée en 1875 sur La Chambre des comptes de Paris (il n’apparaît, du reste, dans aucun document français du XVIIe siècle), le généalogiste Oscar de Poli suggérait, en 1898, qu’il devait s’agir d’une erreur de transcription et proposait de lire Lamy. Un Antoine Lamy a en effet été reçu auditeur des comptes le 2 septembre 1602, un an avant Pierre II de Maupeou, cousin d'Espérance Bellanger, gendre de Denis Feydeau et témoin en 1612 au mariage des parents de Savinien. Sa femme, Catherine Vigor, collaboratrice de Vincent de Paul, sera présidente de la Confrérie de la Charité de Gentilly, ville dans laquelle les deux époux fonderont une mission en 1634. Elle pourrait bien être la marraine de Catherine de Cyrano.
Marie Feydeau, commère d'Antoine Fanny ou Lamy, est la sœur de Denis et Antoine Feydeau, et l'épouse de Louis (ou Loys) Perrot (15??-1625), lequel, outre ses titres de « conseiller et secrétaire du roi », a également celui d’« interprète du roi en langues étrangères ».

#### Mauvières et Bergerac

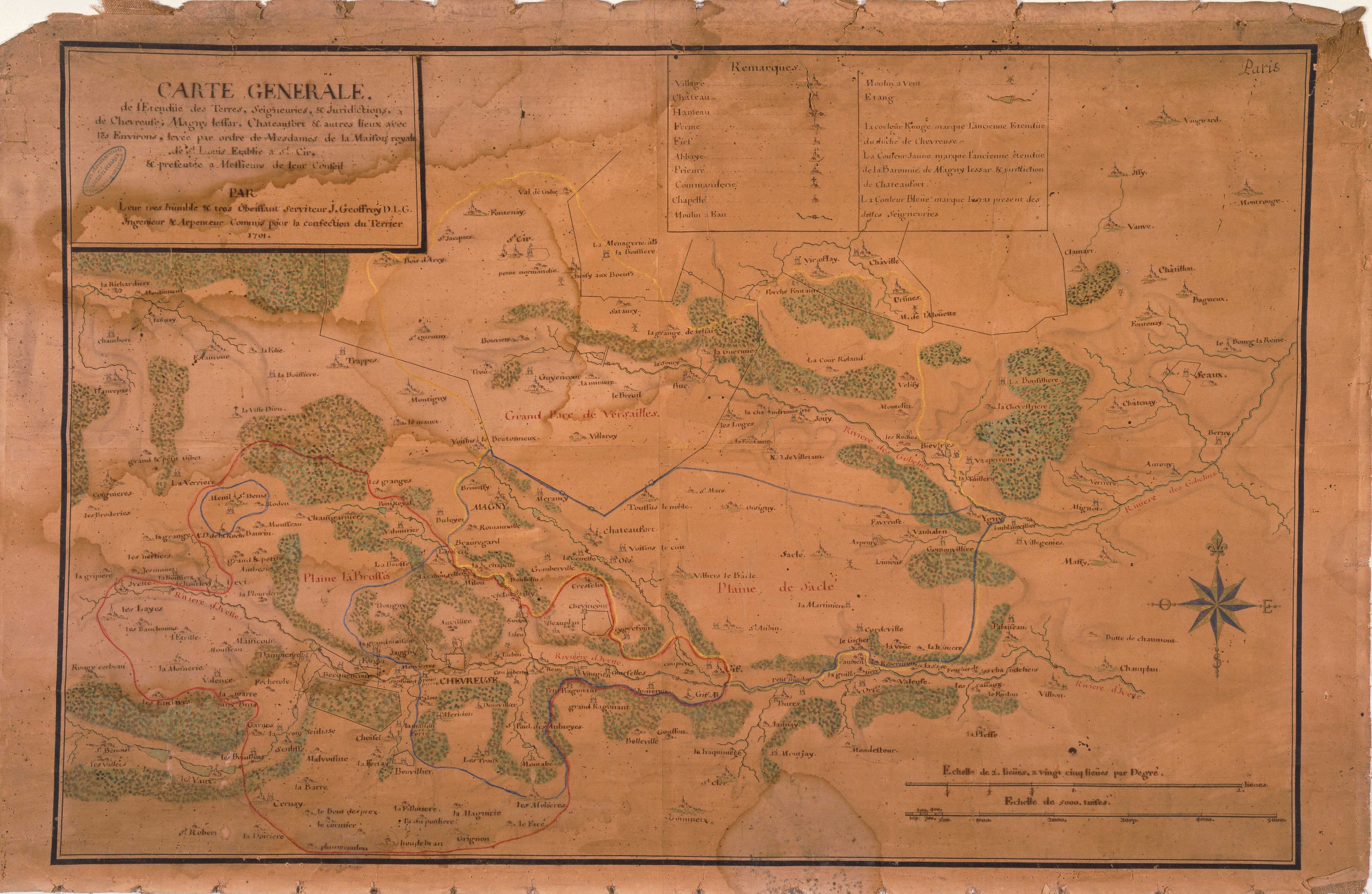
La Vallée de Chevreuse en 1701. On distingue Sous-Forêt et Mauvières à l'ouest de Chevreuse, sur les bords de l'Yvette.

En 1622, Abel de Cyrano quitte Paris avec sa famille et part s'installer sur ses terres de Mauvières et Bergerac, dans la vallée de Chevreuse, qui lui sont advenues en partage après la mort de sa mère, en 1616.
Ces fiefs, situés sur les bords de l'Yvette, paroisse de Saint-Forget, Savinien I de Cyrano les avait achetés, quarante ans plus tôt, à Thomas de Fortboys, qui les avait lui-même achetés, en 1576, au sieur Dauphin de Bergerac (ou Bergerat), dont les ancêtres les détenaient depuis plus d'un siècle.
Au moment où Savinien I de Cyrano l'a acquise, la seigneurie de Mauvières consistait « en un hôtel manable » […] où il y a salle basse, cave dessous, cuisine, dépense, chambre haute, greniers, étables, grange, portail, le tout couvert de tuiles, avec la cour, colombiers clos de murailles ; moulin, clos, jardin et vivier, le droit de moyenne et basse justices… ». L'actuel château de Mauvières, situé sur la route départementale 58 à mi-chemin entre Dampierre-en-Yvelines et Chevreuse, de pur style XVIIIe siècle, a sans doute été bâti sur les restes de cette modeste demeure.
Le fief de Bergerac, qui jouxtait le précédent, comprenait une maison avec portail, cour, grange, masure et jardin, soit un arpent ou environ, plus quarante-six arpents et demi, dont trente-six et demi de terre et dix de bois, avec droit de justice moyenne et basse.

#### Scolarité campagnarde

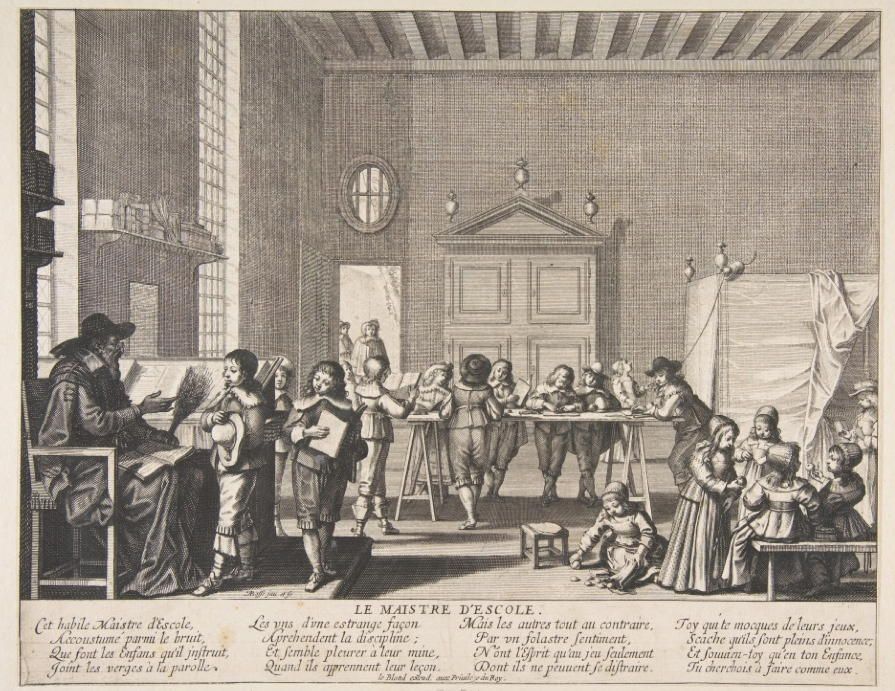
Abraham Bosse (1602-1676). Le Maître d'école.

C'est dans cet environnement champêtre que le jeune Savinien grandit, et dans quelque paroisse voisine qu'il apprend à lire et à écrire. Son ami Le Bret se souviendra :
« L'éducation que nous avions eue ensemble chez un bon prêtre de la campagne qui tenait de petits pensionnaires nous avait faits amis dès notre plus tendre jeunesse, et je me souviens de l'aversion qu'il avait dès ce temps-là pour ce qui lui paraissait l'ombre d'un Sidias, parce que, dans la pensée que cet homme en tenait un peu, il le croyait incapable de lui enseigner quelque chose ; de sorte qu'il faisait si peu d'état de ses leçons et de ses corrections, que son père, qui était un bon vieux gentilhomme assez indifférent pour l'éducation de ses enfants et trop crédule aux plaintes de celui-ci, l'en retira un peu trop brusquement, et, sans s'informer si son fils serait mieux autre part, il l'envoya en cette ville [Paris], où il le laissa jusqu'à dix-neuf ans sur sa bonne foi. »
Il semble donc qu'entre les années passées en nourrice et le temps qu'il a été pensionnaire chez le « bon prêtre », le jeune Savinien n'a que peu partagé la « vie de château » de sa famille.

#### Adolescence parisienne
Si l'on ignore à quel âge il arrive à Paris, on peut supposer, avec Hervé Bargy, qu'il y est hébergé par son oncle Samuel de Cyrano, « trésorier des offrandes, aumônes et dévotions du roi », qui habite avec les siens la grande maison familiale de la rue des Prouvaires où les parents de Savinien ont vécu jusqu'en 1618. Dans cette hypothèse, c'est là qu'il aurait fait la connaissance de son cousin Pierre, avec lequel, s'il faut en croire Le Bret, il nouera une durable amitié et chez qui il se fera porter, cinq jours avant de mourir.

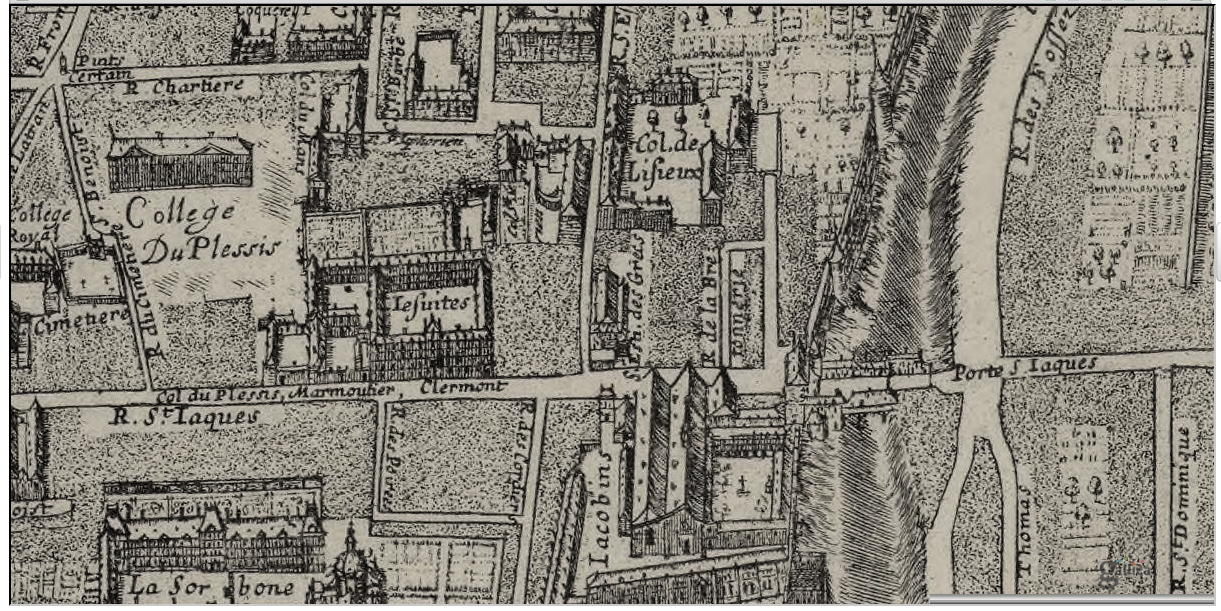
Jacques Gomboust, Plan de Paris, 1652, détail. Le haut de la rue Saint-Jacques et le collège de Lisieux.

Il est certain qu'il suit des études secondaires, mais on ignore dans quel collège précisément et avec quelle assiduité. On a affirmé pendant longtemps qu'il avait fréquenté le collège de Beauvais, où se déroule l'action de sa comédie du Pédant joué, et dont le principal, Jean Grangier, aurait inspiré le personnage du pédant Granger, mais sa présence, en juin 1641, comme élève de rhétorique au collège de Lisieux (voir ci-dessous), incline les plus récents historiens à réviser cette opinion.

#### Retour des parents à Paris
En juillet 1636 (Savinien a alors dix-sept ans), son père vend Mauvières et Bergerac à un certain Antoine Balestrier, sieur de l'Arbalestrière, et revient s’installer avec sa femme, sa fille Catherine et deux de ses fils au moins, à Paris, dans « un modeste logis, en haut de la grande rue du faubourg Saint-Jacques près de la Traverse » (paroisse Saint-Jacques-du-Haut-Pas), à deux pas du collège de Lisieux. Mais rien n'assure que Savinien soit venu vivre avec eux.
À la même époque, Denis, l'aîné des enfants survivants d'Abel de Cyrano et d'Espérance Bellanger, poursuit des études de théologie à la Sorbonne. En mars 1639, dans le temps même, probablement, où Savinien s'engagera dans les Gardes, leur père assurera à Denis les cent-cinquante livres de rente qui lui sont nécessaires pour accéder à la prêtrise. Aucun document ultérieur ne permet de suivre son parcours : il serait donc décédé entre cette date et la mort de son père en janvier 1648.
En avril 1641, Catherine, la cadette, entrera comme novice au couvent des dominicaines, dites Filles de la Croix, situé rue de Charonne, au faubourg Saint-Antoine, « disant ladite damoiselle de Cyrano que Dieu lui ayant fait la grâce depuis quelques années de reconnaître les désordres de la vie du monde et les empêchements puissants qui s'y rencontrent pour y pouvoir vivre selon l'ordre et la volonté de Dieu, elle aurait dès longtemps fait dessein d'être religieuse et pour cet effet choisi la maison dudit ordre réformé de Saint-Dominique, dites des Filles de la Croix ». Elle y sera religieuse pendant près de soixante ans, sous le nom de sœur Catherine de Sainte-Hyacinthe, et y mourra dans les premières années du siècle suivant.
La prieure du couvent, et l'une de ses cofondatrices, est Marguerite de Senaux (1589-1657), en religion Marguerite de Jésus. […]

#### Une pente dangereuse
Henry Le Bret continue son récit :

« Cet âge [dix-neuf ans] où la nature se corrompt plus aisément, et la grande liberté qu'il avait de ne faire que ce que bon lui semblait, le portèrent sur un dangereux penchant, où j'ose dire que je l'arrêtai… »

Les historiens ne s'accordent pas sur ce « penchant » qui menaçait de corrompre la (bonne ?) nature de Cyrano. Pour exemple de l'imagination romanesque de certains d'entre eux, on citera ces lignes de Frédéric Lachèvre :

« En face d'un père aigri et mécontent, Cyrano oublia promptement le chemin de la maison paternelle. Bientôt on le compta au nombre des goinfres et des bons buveurs des meilleurs cabarets, il se livra avec eux à des plaisanteries d'un goût douteux, suites ordinaires de libations prolongées outre mesure. […] Il contracta aussi la déplorable habitude du jeu. Ce genre d'existence ne pouvait indéfiniment continuer, d'autant qu'Abel de Cyrano devenait tout à fait sourd aux demandes de fonds réitérées de son fils. »

Quarante ans plus tard, deux excellents éditeurs de Cyrano en rajouteront sur le réalisme et la couleur locale :

« Comme rien ne retient Cyrano dans l'humble logement du Faubourg Saint-Jacques où les incertitudes du sort ont condamné sa famille, il se livre tout entier à Paris, à ses rues et, selon le terme d'un de ses proches, “à ses verrues”. Il boit, fréquente assidûment la rue Glatigny, dite Val d'amour, à cause des dames qui y marchandent le plaisir, joue, parcourt la ville endormie pour y faire peur aux bourgeois ou falsifier les enseignes, provoque le guet, fait des dettes et se lie à cette bohème littéraire qui, autour de Tristan L'Hermite et de Saint-Amant, cultive le souvenir de Théophile et de son lyrisme impie. »

Selon la biologiste Rita Benkő, d'autres sens de l'expression "un dangereux penchant" pourraient être valables : le libertinage ou l'occultisme.

### Introït D'Assoucy

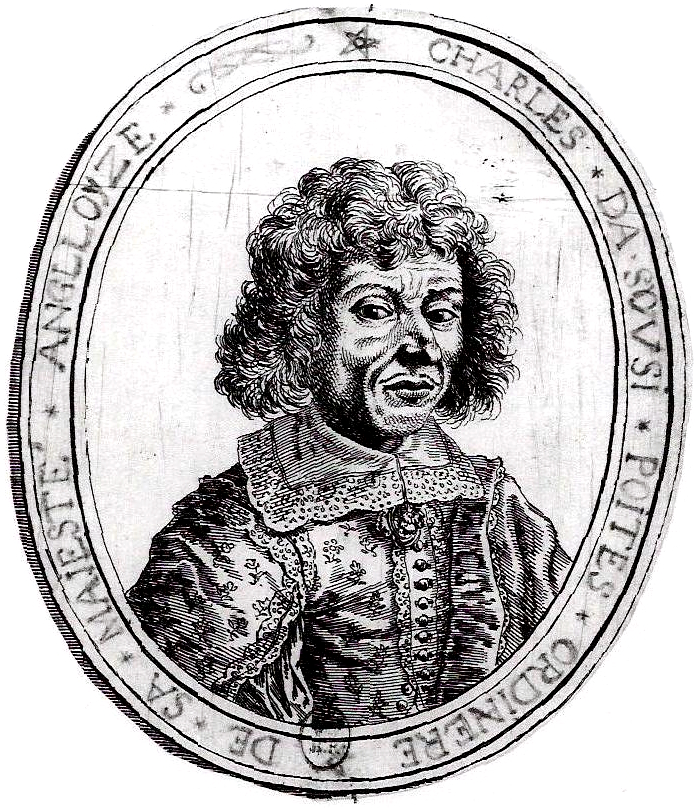
D'Assoucy vers 1630.

Dans sa volumineuse biographie de Charles Coypeau d'Assoucy, Jean-Luc Hennig suggère, avec plus de vraisemblance, que Savinien aurait entamé vers 1636 (il avait alors dix-sept ans) une relation homosexuelle avec le musicien-poète, son aîné de quatorze ans. Il note que tous deux avaient des origines sénonaises, un père avocat et des frères et sœurs entrés en religion, et que D'Assoucy, « sodomite » notoire, recherchait exclusivement les éphèbes. À propos des femmes de Montpellier qui l'accuseront en 1656 de les négliger, il écrira que « tout cela est sans autre fondement que leur chimérique imagination, déjà préoccupée, qui leur avait appris les longues habitudes [qu'il avait] eues avec C[hapelle], feu D[e] B[ergerac] et feu C. » Plus tard encore, dans ses Pensées de Monsieur Dassoucy dans le Saint-Office de Rome, il évoquera l'athéisme de Cyrano, « un homme dont je puis bien parler, puisque je l'ai nourri [= élevé, éduqué] longtemps ».
L'hypothèse de l'« homosexualité » (ni le mot ni la notion n'existent au XVIIe siècle) de Cyrano a été formulée pour la première fois explicitement par Jacques Prévot et Madeleine Alcover à la fin des années 1970.

### Le temps des armes

#### Sous les drapeaux
En 1639, s'il faut en croire Le Bret, qui est l’unique témoin de ces événements, Cyrano s'engage dans une compagnie du Régiment des Gardes françaises :

« …j'ose dire que je l'arrêtai, parce qu'ayant achevé mes études, et mon père voulant que je servisse dans les gardes, je l'obligeai d'entrer avec moi dans la compagnie de Monsieur de Carbon Castel Jaloux,,. Les duels, qui semblaient en ce temps-là l'unique et plus prompt moyen de se faire connaître, le rendirent en si peu de jours si fameux, que les Gascons, qui composaient presque seuls cette compagnie, le considéraient comme le démon de la bravoure, et en comptaient autant de combats que de jours qu'il y était entré. Tout cela cependant ne le détournait point de ses études, et je le vis un jour, dans un corps de garde, travailler à une élégie avec aussi peu de distraction que s'il eût été dans un cabinet fort éloigné du bruit. Il alla quelque temps après au siège de Mouzon,, où il reçut un coup de mousquet au travers du corps, et depuis un coup d'épée dans la gorge au siège d'Arras en 1640. »

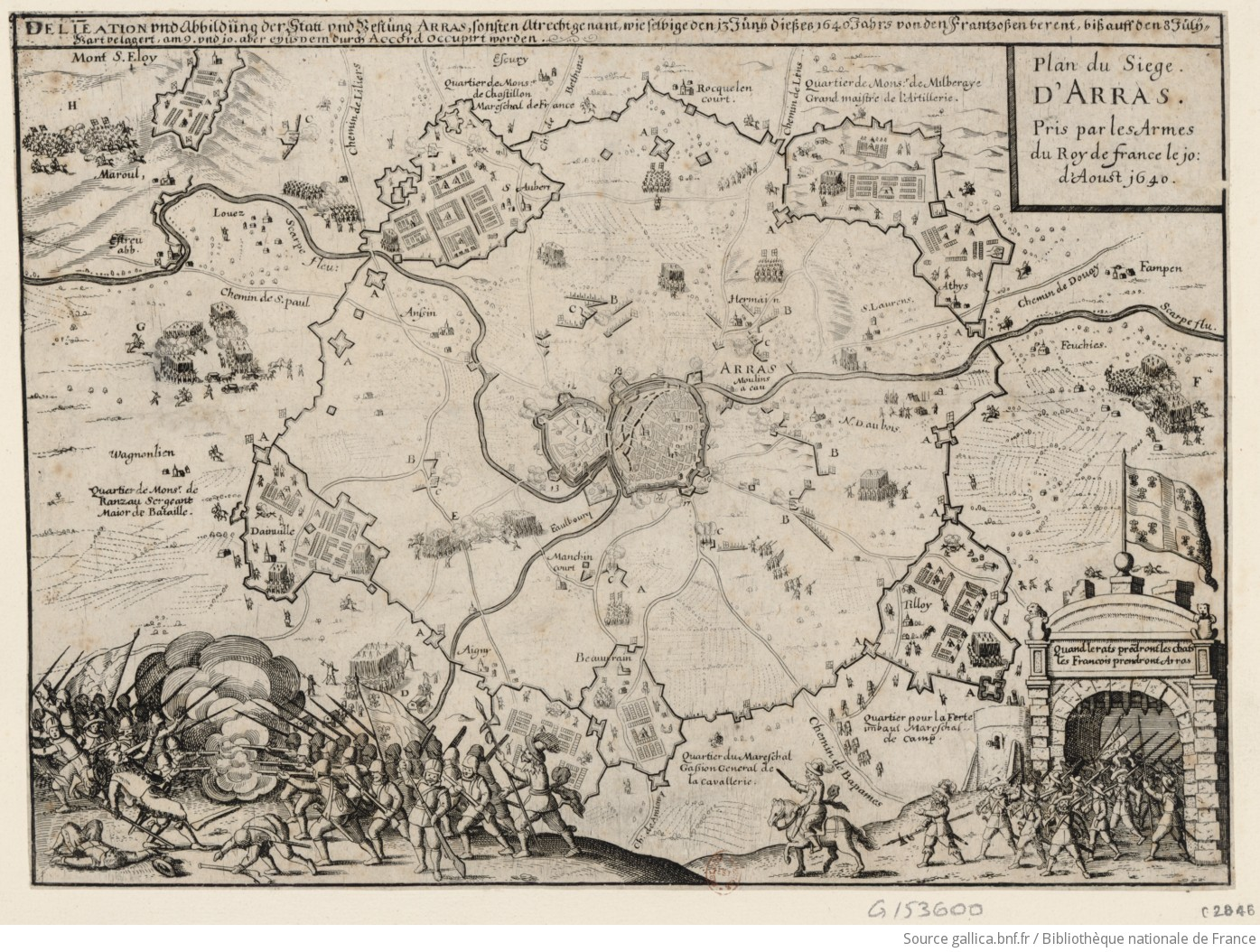
Plan du siège d'Arras, août 1640. Source : BNF-Gallica.

Encore que Le Bret n'emploie pas le mot, il est très probable que Cyrano et lui ont servi en tant que cadets. « On appelait cadets, écrit le père Daniel, des jeunes gens qui se mettaient volontaires dans les troupes sans recevoir de paye ni être mis sur les rôles, et à qui on ne pouvait refuser le congé. Ils servaient seulement pour apprendre le métier de la guerre, et se rendre capables d'y avoir de l'emploi. »
Nombre de cadets de familles gasconnes se sont illustrés dans les armées royales, et singulièrement dans le Régiment des Gardes Françaises (l'un des plus célèbres, Charles de Batz de Castelmore, dit d'Artagnan, pourrait avoir lui aussi été présent au siège d'Arras) ; il a existé plus tard (sous le ministère de Louvois) une compagnie formée uniquement de cadets (pas nécessairement gascons), mais quoi qu’en écrivent encore certains auteurs, dont le plus récent biographe de Cyrano, il n’a jamais existé, dans aucun corps des armées françaises de l’ancien régime, une unité portant le nom ou le titre de « Cadets de Gascogne ». Il s’agit là d’une invention d’Edmond Rostand, qui ne l’a assurément pas trouvée chez son principal informateur, le littérateur Paul Lacroix, auteur de l’édition des œuvres de Cyrano que le dramaturge a utilisée. Cela étant dit, le capitaine de la compagnie dans laquelle Savinien a combattu était un authentique Gascon.
Le Bret, qui évoque longuement les duels et combats « civils » de Cyrano, ne dit rien de son attitude pendant les deux campagnes militaires auxquelles il a participé et se contente de noter les « incommodités » qu'il y a souffertes. Du reste, il n'indique pas s'il y a lui-même participé.
Les noms de Cyrano de Bergerac et de Carbon de Casteljaloux n'apparaissent nulle part dans l'abondante documentation concernant le siège d'Arras, auquel a participé la fine fleur des officiers de l'armée française : La Meilleraye, Chastillon, Chaulnes, Hallier, Gassion, Rantzau, Erlach, Fabert, Grancey, Guiche, Enghien (futur prince de Condé), Mercœur, Luynes, Beaufort, Nemours, Coaslin, ainsi que deux écrivains militaires encore peu connus : Roger de Bussy-Rabutin et Charles de Marguetel de Saint-Denis, sieur de Saint-Évremond.

#### Le bretteur

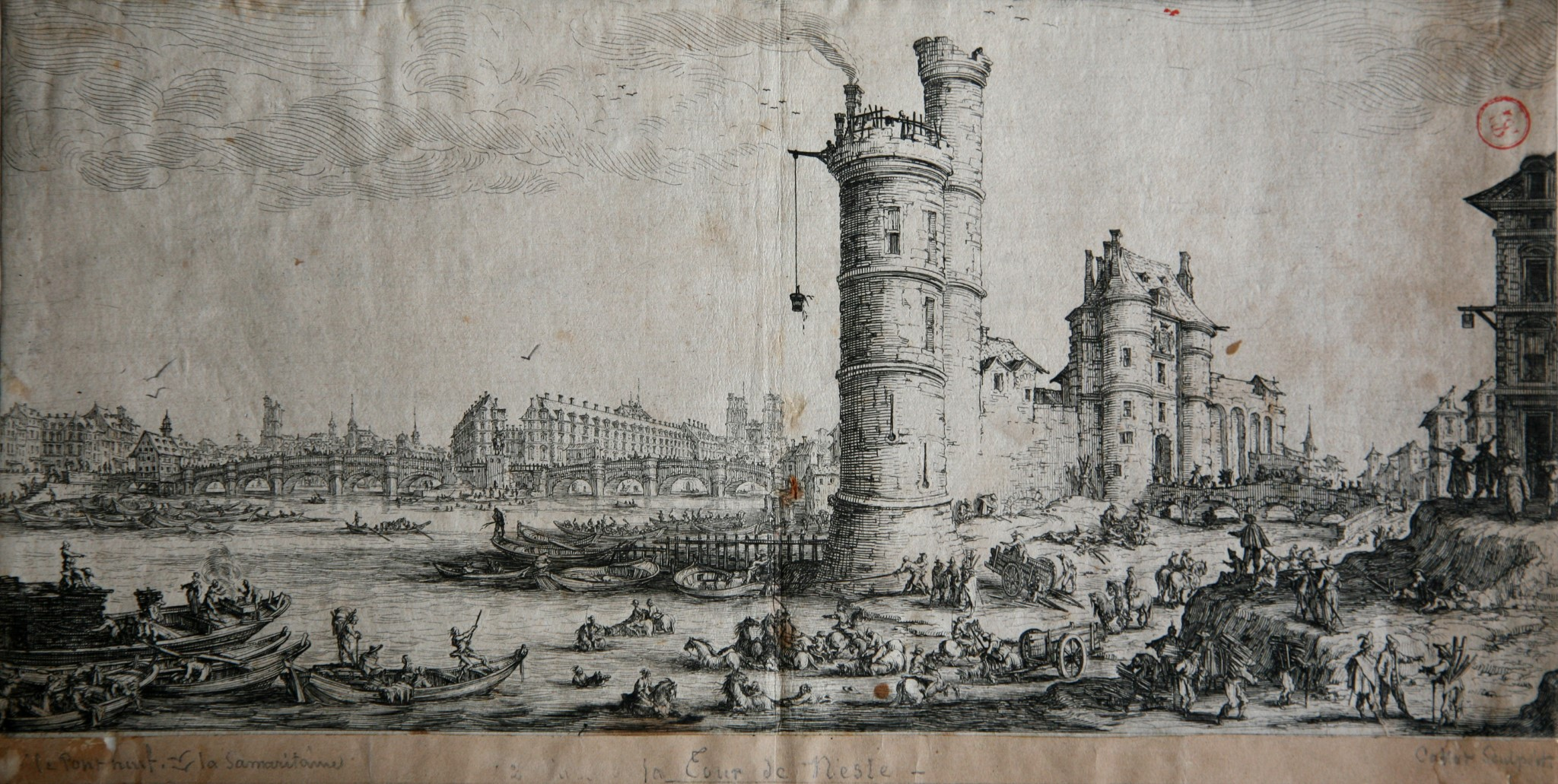
Jacques Callot, La Tour de Nesle. Vers 1630.

Le Bret poursuit son récit en ces termes :

« Mais les incommodités qu'il souffrit pendant ces deux sièges, celles que lui laissèrent ces deux grandes plaies, les fréquents combats que lui attirait la réputation de son courage et de son adresse, qui l'engagèrent plus de cent fois à être second (car il n'eut jamais une querelle de son [propre] chef), le peu d'espérance qu'il avait d'être considéré, faute d'un patron auprès de qui son génie tout libre le rendait incapable de s'assujettir, et enfin le grand amour qu'il avait pour l'étude, le firent entièrement renoncer au métier de la guerre, qui veut tout un homme et qui le rend autant ennemi des lettres que les lettres le font ami de la paix. Je t'en particulariserais quelques combats qui n'étaient point des duels, comme fut celui où, de cent hommes attroupés pour insulter en plein jour à un de ses amis sur le fossé de la porte de Nesle, deux par leur mort et sept autres par de grandes blessures payèrent la peine de leur mauvais dessein ; mais, outre que cela passerait pour fabuleux, quoique fait à la vue de plusieurs personnes de qualité qui l'ont publié assez hautement pour empêcher qu'on en puisse douter, je crois n'en devoir pas dire davantage, puisque aussi bien en suis-je à l'endroit où il quitta Mars pour se donner à Minerve… »

Ce récit manque pour le moins de précision chronologique et ne recule pas devant les ellipses. S'il semble certain que l'expérience militaire de Cyrano s'est achevée en 1640 avec sa participation au siège d'Arras et la reprise de ses études quelques mois plus tard au collège de Lisieux (voir ci-dessous), il est plus que probable qu'il a continué pendant plusieurs années à se battre en duel, tout ami qu'il fût des lettres et donc de la paix.
On est en droit de s'étonner de la complaisance avec laquelle Le Bret s'étend sur le sujet des duels et fait l'éloge des prouesses de son ami en la matière, quand on considère qu'il rédige cette préface au cours de l'hiver 1656-1657, dans le temps même où il se met au service de Pierre de Bertier, évêque de Montauban, probable membre de la Compagnie du Saint-Sacrement et promoteur du livre de Claude Marion, baron de Druy, La Beauté de la valeur et la lâcheté du duel.

#### La cousine Madeleine

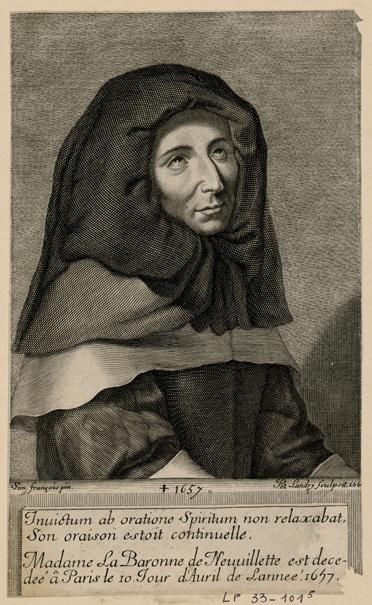
Madeleine Robineau, baronne de Neuvillette (1609-1657).

Au nombre des victimes du siège d'Arras, figure Christophe de Champagne, baron de Neuvillette, capitaine d'une compagnie de chevau-légers, mort le 24 juin 1640,,. Le 20 février 1635, il avait épousé Madeleine Robineau (1609-1657), cousine de Savinien du côté maternel,. Aucun document n'atteste une quelconque relation entre les deux hommes au cours du siège : le baron était cavalier, Cyrano fantassin. Se sont-ils connus, dans les années précédentes, à Paris, où la baronne menait grand train dans le monde ? Rien ne le suggère.
Devenue veuve, Mme de Neuvillette renonce à la vie mondaine et opère une conversion radicale, sous la direction du baron Gaston de Renty, « supérieur » de la Compagnie du Saint-Sacrement.
Le Bret écrira que, dans les derniers mois de la vie de Cyrano, elle avait contribué à l'arracher au libertinage, « dont les jeunes gens sont pour la plupart soupçonnés », et à le ramener à des sentiments chrétiens (voir plus bas, le sous-chapitre « Les convertisseuses »).

### Fin d'études
De retour à la vie civile, Savinien reprend des études au collège de Lisieux, et ce dès le mois d'octobre 1640, sans doute. En effet, un document daté du 18 juin 1641, découvert aux Archives nationales par Madeleine Alcover, et reproduit dans son édition des États et Empires de la Lune et du Soleil, p. 465-466, le présente comme « écolier étudiant en rhétorique au collège de Lisieux » :

« Furent présents en leurs personnes Me Simon Boutier, président de la communauté des pauvres écoliers du collège de Montaigu, fondé en l’université de Paris, et Me Jean Léger, procureur de ladite communauté et ayant charge d’icelle pour l’effet des présentes ; lesquels ont reconnu et confessé avoir remis et quitté […] à Savinien de Cyrano, écolier étudiant en rhétorique au collège de Lisieux, ce acceptant par demoiselle Espérance Bellanger, sa mère, pour le tout tenir lieu de dépenses, dommages et intérêts et autres choses généralement quelconques, que ladite communauté pourra prétendre et demander tant contre ledit Cyrano que contre ledit Prévost, dit de Dimier, son complice, pour raison des excès, voies de fait par eux commises en la personne de François Le Heurteur, l’un des pauvres de ladite communauté […] ; consentent que toutes les poursuites et procédures soient et demeurent nulles et de nul effet, comme non avenues. Cette quittance faite tant moyennant la somme de 30 livres, qui a été payée par ladite demoiselle entre les mains dudit sieur Léger, savoir quinze livres pour ledit Heurteur et les autres quinze livres pour le chirurgien qui l’a pansé […] Comme aussi ladite demoiselle reconnaît que l’épée dudit Cyrano son fils a été rendue par lesdits procureurs de la communauté, et ledit Prévost a reconnu que son manteau lui a été rendu, dont lesdits sieurs de la communauté se tiennent déchargés… »

#### Révérence et rapière

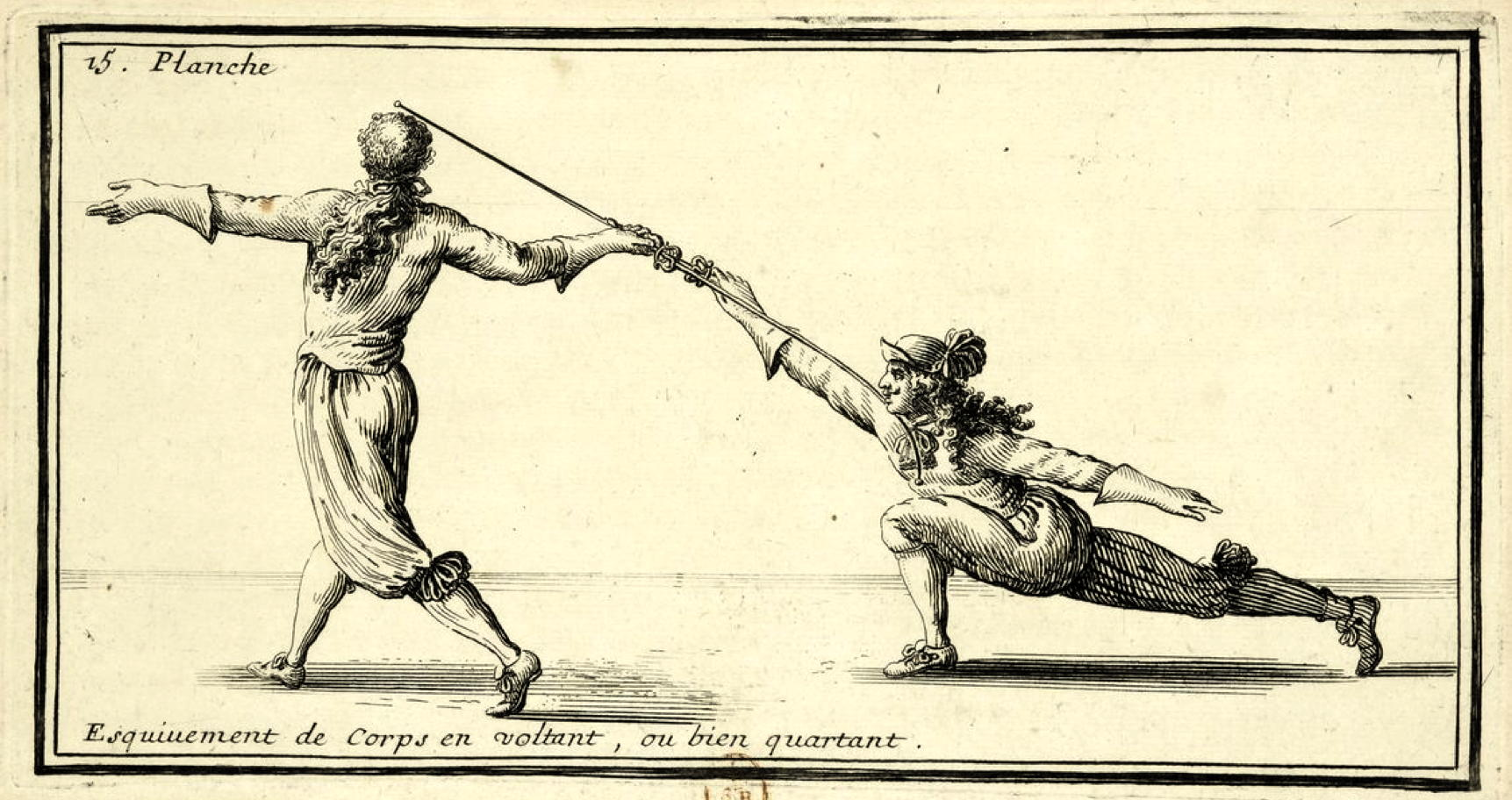
Philipert de la Touche, Les Vrays principes de l'espée seule, 1670.

Le 8 octobre 1641, Cyrano, qui vient d'entrer sans doute en classe de philosophie, passe un marché avec un maître d'armes :

« Fut présent Savinien de Cyrano, écuyer, demeurant à Paris, au collège de Lisieux, fondé rue Saint-Étienne-des-Grès, lequel a promis par ces présentes à Pierre Moussard, dit La Perche, maître en fait d’armes à Paris, y demeurant rue Saint-Jacques, à ce présent, de lui bailler et payer en cette ville dans deux ans [d’aujour]d’hui prochain la somme de deux cent quarante livres, moyennant que ledit La Perche sera tenu et obligé de montrer et enseigner à son pouvoir audit sieur de Cyrano à faire des armes en sa salle aux jours ordinaires pendant ledit temps de deux ans à compter de ce jourd’hui ainsi et comme il fait à ses autres écoliers, icelle somme de deux cent quarante livres ayant été convenue à raison de dix livres par mois que lui paient ses autres écoliers. Fait et passé ès études, l’an mil six cent quarante et un, le huitième jour d’octobre après midi […], promettant et obligeant chacun en son égard renonçant ledit sieur de Cyrano a élu son domicile irrévocable en la maison de Mre de Cyrano, son père, sise au faubourg Saint-Jacques. »

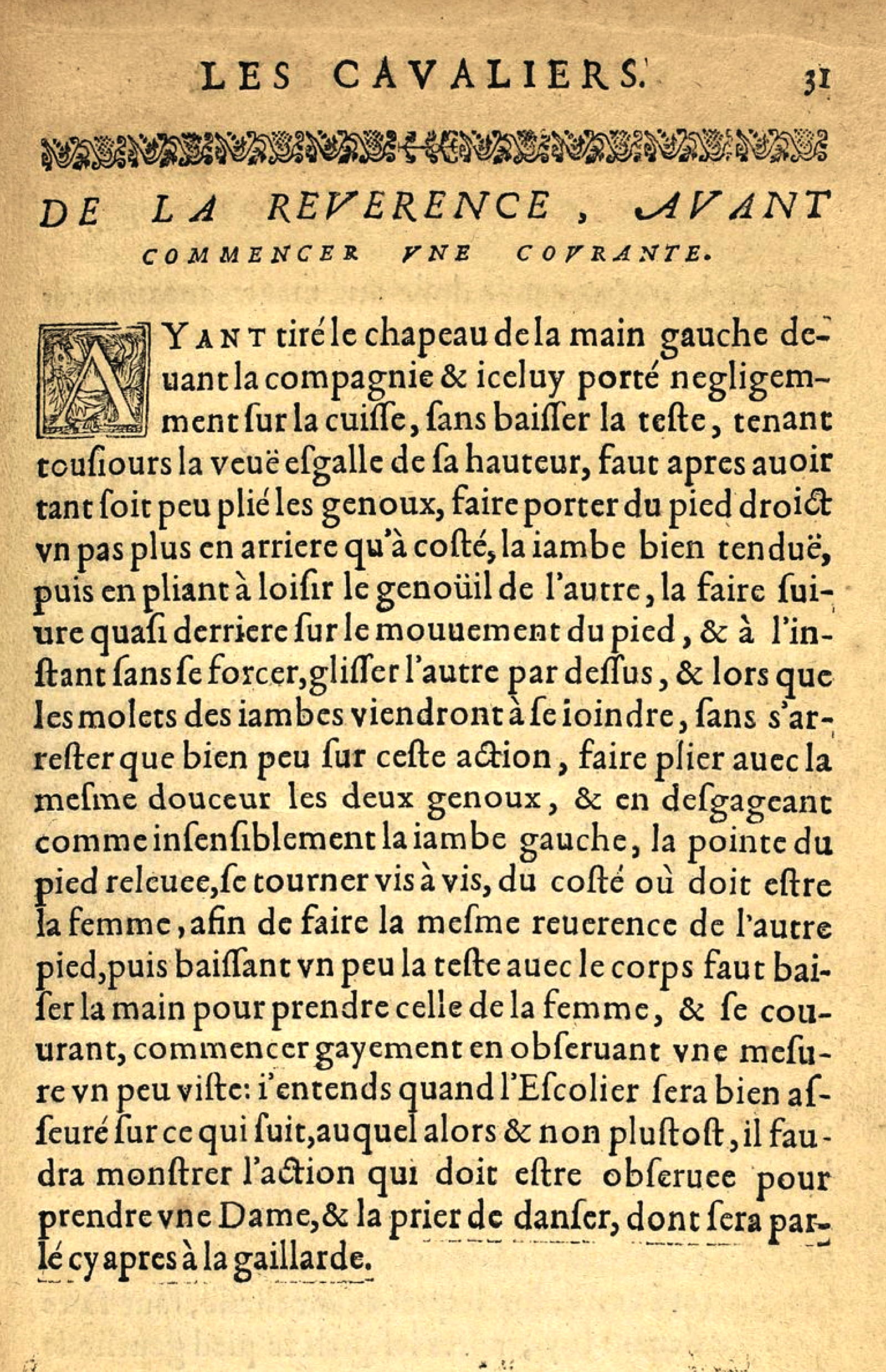
François de Lauze, Apologie de la danse, 1623.

Quinze jours plus tard, le 24 octobre, il prend un engagement avec un maître à danser :

« Fut présent en sa personne David Dupron, maître à danser, demeurant à Paris, rue Saint-Jacques, paroisse Saint-Séverin, lequel a promis et promet par ces présentes à Savinien de Cyrano, demeurant au collège de Lisieux, à ce présent et acceptant, de lui montrer et enseigner à danser ainsi et comme il fait à ses autres écoliers pendant deux ans prochains […], et, à cette fin, ledit sieur de Cyrano sera tenu se rendre en la salle dudit Dupron aux jours et heures ordinaires pour le fait de ladite danse, et ce moyennant la somme de deux cent quarante livres que ledit sieur de Cyrano sera tenu et s’oblige bailler et payer audit Dupron en cette ville d’aujourd’hui en deux ans prochains, élisant ledit sieur de Cyrano son domicile en la maison de Mre de Cyrano son père, sis ès faubourg Saint-Jacques. »

La caution apportée par Abel I de Cyrano pour le financement de ces leçons, venant après l'épisode du mois de juin, donne l'impression que la vie de Savinien, encore mineur, prend un nouveau départ.
Madeleine Alcover souligne, d'autre part, que « ces lieux, qui étaient des lieux de rencontre, pouvaient être aussi des lieux de rendez-vous, car ils étaient fréquentés par beaucoup de monde : tous les fils de famille suivaient ces cours, et Descartes lui-même s'entraîna au menuet. Ces lieux étaient socialement équivalents aux gymnasia antiques. »

### Rencontres

#### Chapelle

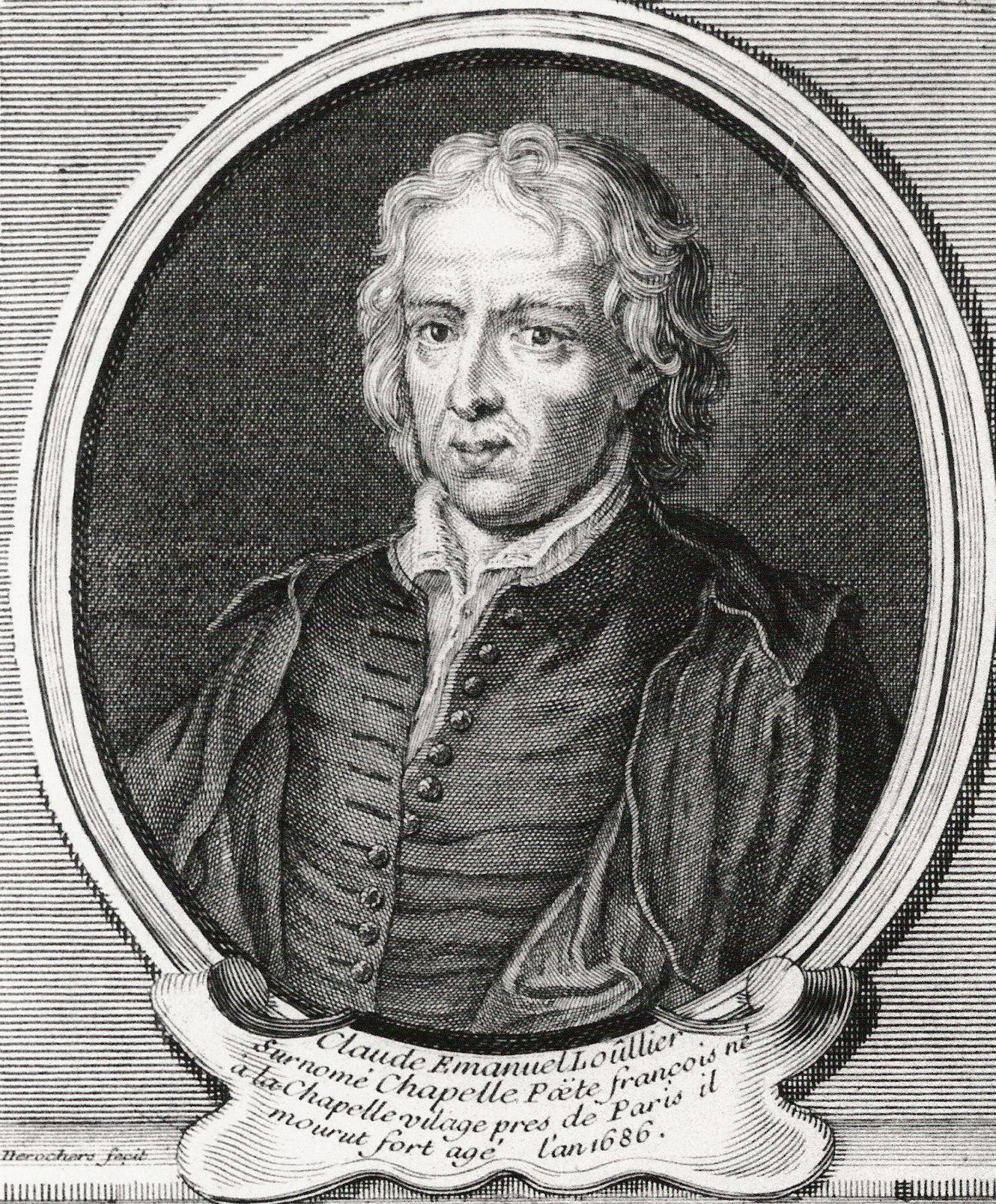
Claude-Emmanuel Luillier, dit Chapelle (1626-1686).

C'est vers ce temps probablement (1640-1641) que Cyrano fait la connaissance de Claude-Emmanuel Luillier, dit Chapelle, son cadet de sept ans. Tous deux auraient formé, avec d'Assoucy, ce que Madeleine Alcover a qualifié de « gay trio ».
Ici encore, le témoin principal n’est pas Henry Le Bret — qui, dans son édifiante préface, n'a garde de citer deux incrédules notoires comme d'Assoucy et Chapelle parmi les amis de Cyrano dont il « consigne les noms pour la postérité » —, mais le D’Assoucy des années 1670, de retour à Paris après quinze ans de pérégrinations dans le Languedoc et l'Italie. Chapelle et Bachaumont l'ayant très méchamment (et dangereusement) brocardé dans leur fameux Voyage, il répond au premier — « cet enfant gâté, qui tout fricasse et tout embroche » — dans ses Avantures [sic] de Monsieur D'Assoucy :

« Pour moi, chez qui il [Chapelle] a toujours trouvé la porte ouverte, le baril en perce et les verres bien rincés, il me semble qu’il a tout le tort du monde de me faire sentir dans ses écrits les plus fiers accès de sa colère. Feu B[ergerac] avait raison de me vouloir tuer, puisque dans son plus famélique accès je fus assez inhumain pour soustraire à sa nécessité un chapon du Mans, qu’en vain au sortir de la broche je fis cacher sous mon lit, puisque la fumée qui en même temps lui ouvrit l’appétit et lui serra le cœur lui fit assez connaître qu’il n’avait plus en moi qu’un cruel et barbare ami. Mais avec l’ami C[hapelle] je n’ai jamais eu de si mortel différend… »

Et D'Assoucy de poursuivre, quelques pages plus loin :

« Il n’avait pas encore dix-sept ans, l’ami C[hapelle], que feu B[ergerac], qui mangeait déjà son pain et usait ses draps, me donna l’honneur de sa connaissance. C’est pourquoi il ne faut pas s’étonner si j’en ai si bien profité. Comme en ce temps-là il était fort généreux, quand il m’avait retenu à souper chez lui, et que pour me retirer chez moi l’heure était indue, il me cédait fort librement la moitié de son lit. C’est pourquoi, après avoir eu de si longues preuves de la qualité de mes désirs, et m’avoir bien daigné honorer plusieurs fois de sa couche, il me semble que c’était plutôt à lui à me justifier qu’à Messieurs du Présidial de Montpellier, avec lesquels je n’ai jamais couché. »

En 1671 déjà, dans ses Rimes redoublées de Monsieur Dassoucy, « l'empereur du burlesque », comme il se nommait lui-même, avait répondu aux accusations de sodomie de son ancien amant :

« Il est vrai que, depuis les premiers poils qui, ombrageant votre menton, causèrent un si notable divorce entre vous et le sieur C[yrano] B[ergerac], qui dès vos plus tendres années prit le soin de votre éducation, les grandes cures que ce docte enfant d'Esculape a fait sur votre illustre personne sont autant de témoins irréprochables de l'amendement de votre vie… »

Que peut-on conclure de ces bribes de souvenirs ? Que Cyrano a été l'amant du jeune Chapelle, qu'il a vécu un temps chez lui et à ses crochets, mais que leur relation amoureuse n'a sans doute pas survécu à la rencontre entre Chapelle et D'Assoucy. Cela n'exclut pas qu'il soit resté l'ami de son cadet et qu'il ait suivi, quelques années plus tard, les « leçons » que Gassendi aurait données à Chapelle et à certains de ses amis chez François Luillier (père de Chapelle), qui l'hébergeait depuis son arrivée à Paris en 1641.

#### Molière?
Dans une page célèbre de sa Vie de M. de Molière, parue en 1705, Jean-Léonor Le Gallois, sieur de Grimarest, tentera, dans des termes peu flatteurs pour Cyrano, de justifier les emprunts que Molière a faits à son œuvre. Après avoir indiqué que le père du futur comédien s'était résolu à l'envoyer au collège des Jésuites, il écrit :

« Le jeune Pocquelin était né avec de si heureuses dispositions pour les études qu'en cinq années de temps, il fit non seulement ses Humanités, mais encore sa Philosophie. Ce fut au collège qu'il fit connaissance avec deux hommes illustres de notre temps : Mr de Chapelle et Mr Bernier. Chapelle était fils de Mr Luillier, […] [lequel] n'épargna rien pour [lui] donner une belle éducation, jusqu'à lui choisir pour précepteur le célèbre Mr de Gassendi, qui, ayant remarqué dans Molière toute la docilité et toute la pénétration nécessaires pour prendre les connaissances de la philosophie, se fit un plaisir de la lui enseigner en même temps qu'à Messieurs de Chapelle et Bernier. Cyrano de Bergerac, que son père avait envoyé à Paris sur sa propre conduite, pour achever ses études, qu'il avait assez mal commencées en Gascogne, se glissa dans la société des disciples de Gassendi, ayant remarqué l'avantage considérable qu'il en tirerait. Il y fut admis cependant avec répugnance ; l'esprit turbulent de Cyrano ne convenait point avec de jeunes gens qui avaient déjà toute la justesse d'esprit que l'on peut souhaiter dans des personnes toutes formées. Mais le moyen de se débarrasser d'un jeune homme aussi insinuant, aussi vif, aussi gascon que Cyrano ? Il fut donc reçu aux études et aux conversations que Gassendi conduisait avec les personnes que je viens de nommer. Et comme ce même Cyrano était très avide de savoir et qu'il avait une mémoire fort heureuse, il profitait de tout et il se fit un fonds de bonnes choses dont il tira avantage dans la suite. Molière aussi ne s'est-il pas fait un scrupule de placer dans ses ouvrages plusieurs pensées que Cyrano avait employées auparavant dans les siens. "Il m’est permis, disait Molière, de reprendre mon bien où je le trouve." »

Ces lignes sont le seul « document » qui évoque :
1. la rencontre dès cette époque de Chapelle et Molière, dont l'amitié n'est avérée, par de nombreux témoignages, qu'à partir de 1659 ;
2. l'assistance de Molière aux entretiens de Gassendi ;
3. la rencontre de Cyrano avec Molière.

Elles ont été abondamment glosées et leur autorité parfois violemment récusée, mais nombre d'auteurs continuent à y voir un « noyau de vérité ». D'autres, comme François Rey, préfèrent « s'en tenir au pas impossible que dicte une bonne méthode historique… »

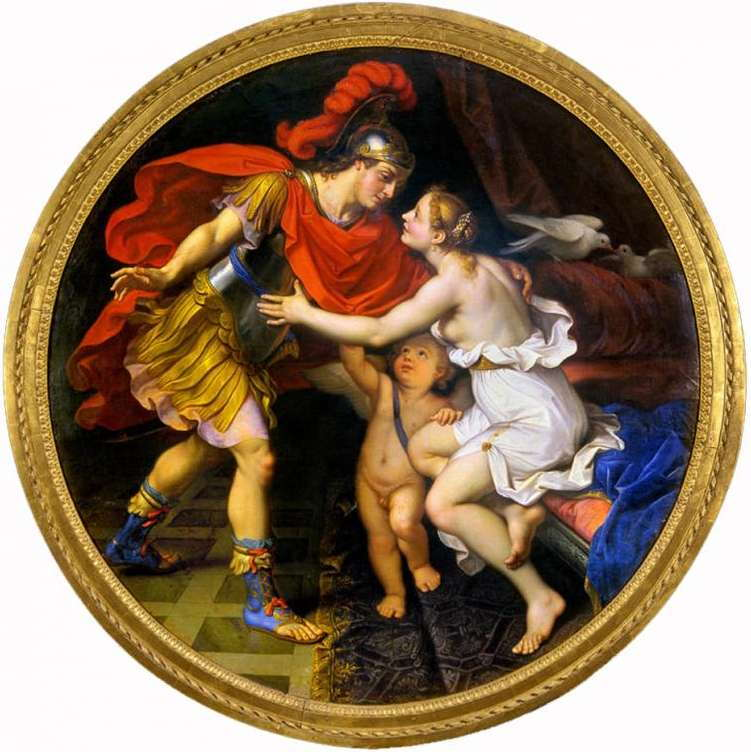
Madeleine Béjart et Molière dans La Mort de Pompée de Corneille, modèles pour "Mars et Vénus" de Nicolas Mignard, 1658.

Cela étant, il est très vraisemblable que Cyrano, passionné de théâtre comme tous ceux de sa génération, a assisté aux spectacles donnés en 1644 et 1645 par l'Illustre théâtre, qui créa en particulier La Mort de Crispe de Tristan L'Hermite. Parmi les comédiens fondateurs de la troupe figurait Denis Beys, frère du poète Charles Beys, proche de plusieurs amis avérés de Cyrano (Jean Royer de Prade, Chapelle).
En 1702, Nicolas Boileau, qui, né en 1636, n'avait pas connu Cyrano, en évoquera la figure devant l'avocat Claude Brossette, à propos de quelques vers du Chant IV de son Art poétique :
« Un fou du moins fait rire et peut nous égayer :

Mais un froid écrivain ne sait rien qu'ennuyer.

J'aime mieux Bergerac et sa burlesque audace

Que ces vers où Motin se morfond et nous glace. »
Brossette note alors quelques commentaires de Boileau :

« Cyrano n'aimait pas Montfleury, qui était pourtant un grand comédien. Celui-ci avait fait une tragédie, nommée [blanc], qui était pillée des autres tragédies qu'on jouait alors. Ce n'était que comme une espèce de centon. […] Molière aimait Cyrano, qui était plus âgé que lui. C'est du Pédant joué de Cyrano que Molière a pris ce mot fameux : Mais qu'allait-il faire dans cette galère ?  »

Molière aimait Cyrano, certes, mais il aimait également bien d'autres auteurs : Corneille, Tristan l'Hermite, Scarron, Charles Sorel, et l'on peut supposer que si Boileau avait voulu dire que Molière avait de l'affection ou de l'amitié pour l'individu Cyrano, il l'aurait dit et Brossette l'aurait formulé plus explicitement.
Reste ce constat : plusieurs amis ou connaissances avérés de Cyrano : Chapelle, Dassoucy, Bernier, Rohault, Royer de Prade, le sieur de Saint-Gilles, Louis-Henri de Loménie de Brienne, François de La Mothe Le Vayer fils, ont été, dans les années 1658-1673, des amis ou connaissances avérés de Molière, sans qu'on puisse, dans aucun cas, faire remonter leurs relations avant la mort de Cyrano.

#### Les «libertins érudits»

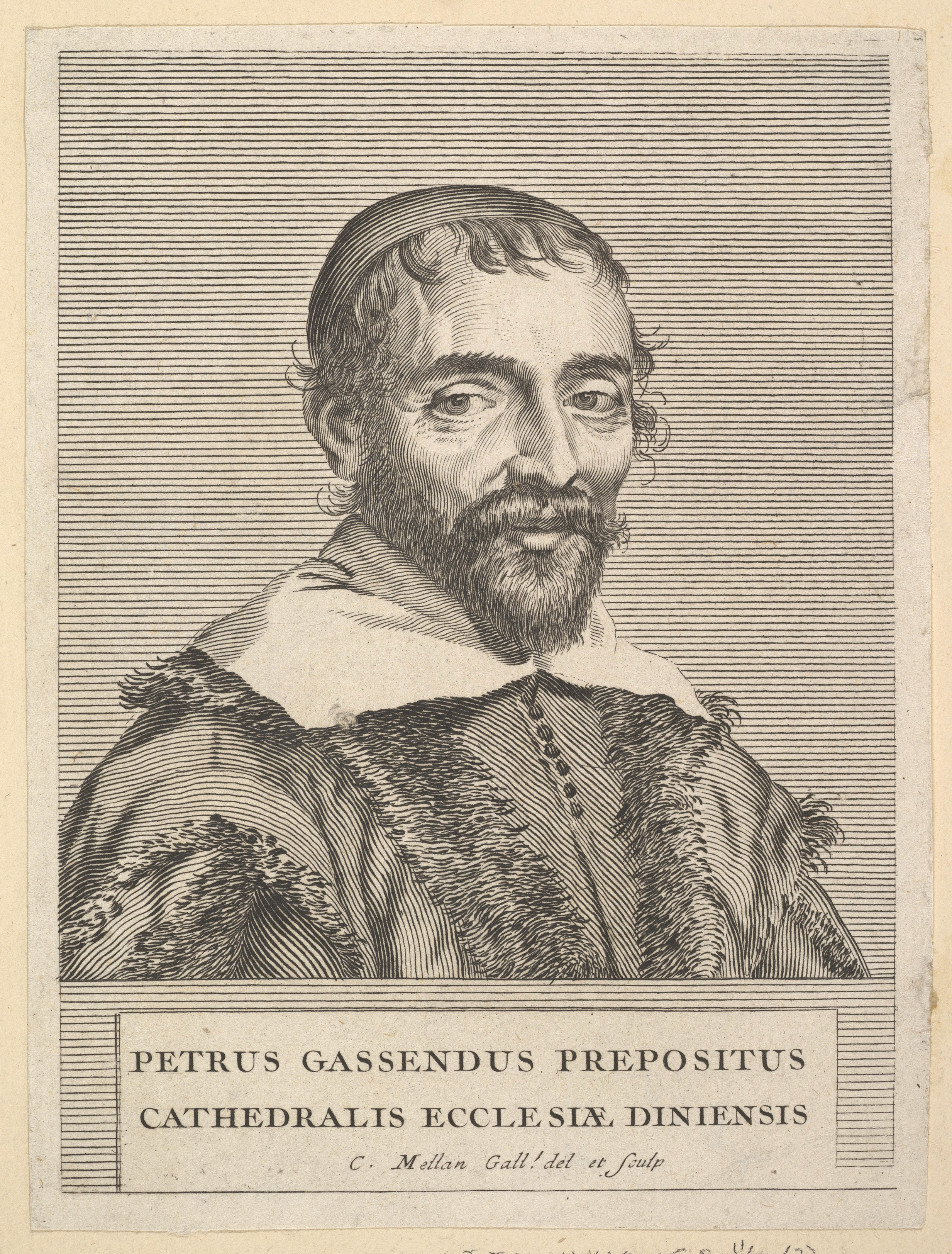
Pierre Gassendi (1592-1655).

Dans Les États et empires de la Lune, le personnage du « Démon de Socrate » raconte au héros-narrateur qu'il a fréquenté en France La Mothe Le Vayer et Gassendi. « Ce second, précise-t-il, est un homme qui écrit autant en philosophe que ce premier y vit. » Dans sa lettre « Contre les frondeurs », dédiée au fils de La Mothe Le Vayer, Cyrano évoquera « le docte Naudé, [que Mazarin] honore de son estime, de sa table et de ses présents », et « le judicieux choix qu'il [Mazarin] a fait d’un des premiers philosophes de notre temps [= La Mothe Le Vayer] pour l’éducation de Monsieur, le frère du Roi ».
Sont réunis là les trois principaux membres de la fameuse « Tétrade » étudiée par René Pintard dans ses Libertins érudits de la première moitié du dix-septième siècle. Aucun d'entre eux n'est cité par Le Bret au nombre des amis ou connaissance de Cyrano. Un nom figure dans les pages « didactiques » de la préface — « notre divin Gassendi, si sage, si modeste et si savant en toutes choses » —, mais il n'est pas certain que ces pages soient de Le Bret lui-même.
Il y a de fortes probabilités, cependant, que le poète ait rencontré au moins La Mothe Le Vayer, dont il loue le mode de vie philosophique, et Gassendi, précepteur occasionnel de son ami Chapelle. Quelle connaissance a-t-il de leurs œuvres ? Ses études mouvementées lui ont-elles donné une connaissance du latin suffisante pour lire les textes théoriques passablement ardus du redécouvreur et réhabilitateur d'Épicure ?

#### Jean Royer de Prade

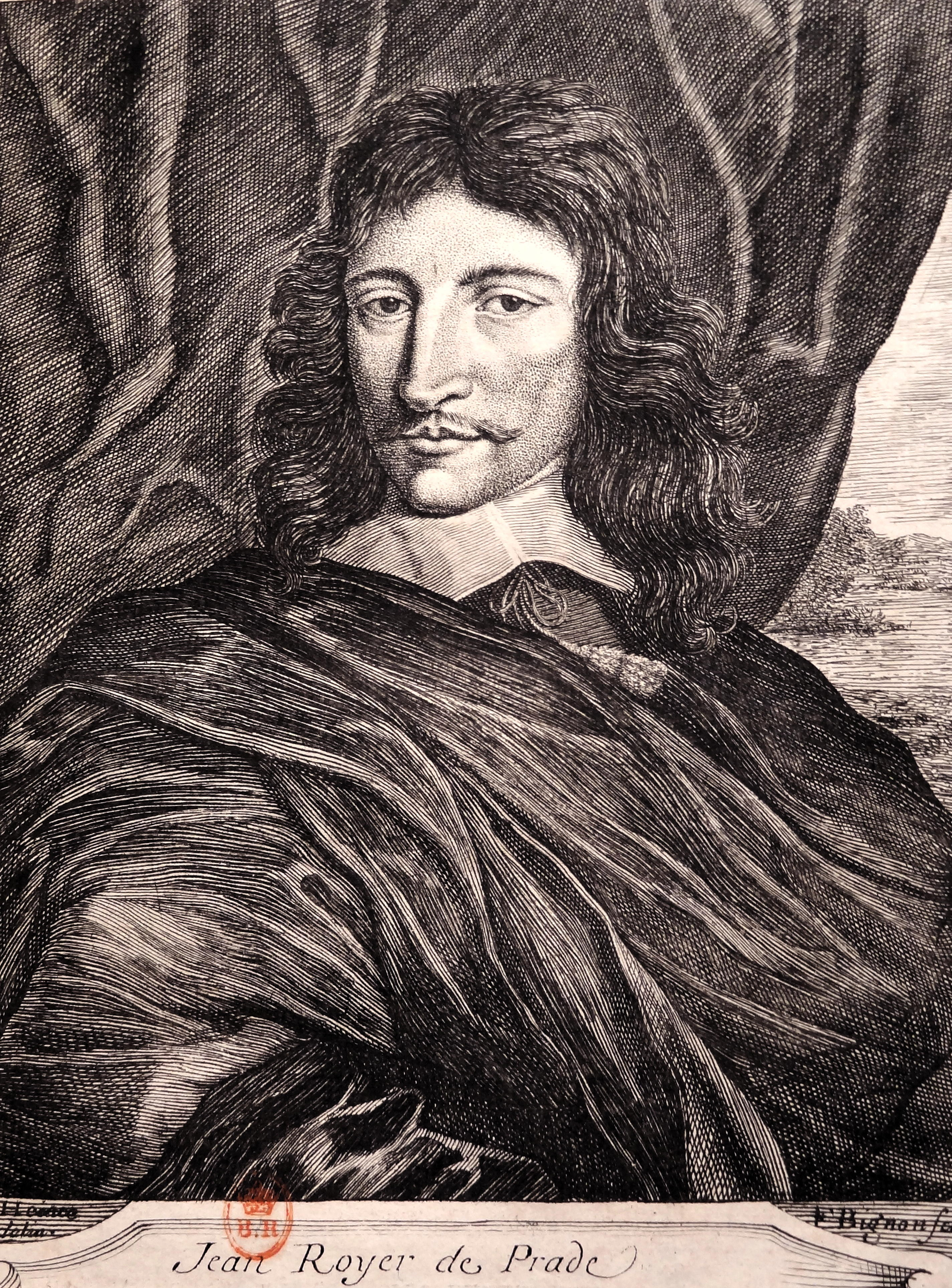
Jean Royer de Prade, dessiné et gravé par François Bignon, d'après un tableau de Zacharie Heince.

Jean Royer de Prade est le premier des nombreux amis de Cyrano — « tous d'un mérite extraordinaire » — dont Henry Le Bret énumèrera les noms et qualités dans sa préface aux Estats et empires de la lune :

« Plusieurs raisons, et principalement l’ordre du temps, veulent que je commence par Monsieur de Prade, en qui la belle science égale un grand cœur et beaucoup de bonté ; que son admirable Histoire de France fait si justement nommer le Corneille Tacite des Français, et qui sut tellement estimer les belles qualités de Monsieur de Bergerac qu’il fut après moi le plus ancien de ses amis et un de ceux qui le lui a témoigné plus obligeamment en une infinité de rencontres. »

Fils de Louis Royer, contrôleur général des vivres des camps et armées du roi, et de Louise Grosset, Jean Royer de Prade (162?-168?) est allié au chancelier Pierre Séguier par sa tante Marie Pellault, fille d’Antoinette Fabri et épouse de son oncle Jean Royer, sieur des Estangs et de Breuil.
La formulation de Le Bret donne à penser que, contrairement aux amis qu'il cite immédiatement après, Royer de Prade ne fait pas partie des « compagnons d’armes » de Cyrano. La documentation le concernant établit néanmoins que dans les années 1640 il maniait l'épée aussi volontiers que la plume.
[…]

#### Tristan L'Hermite?

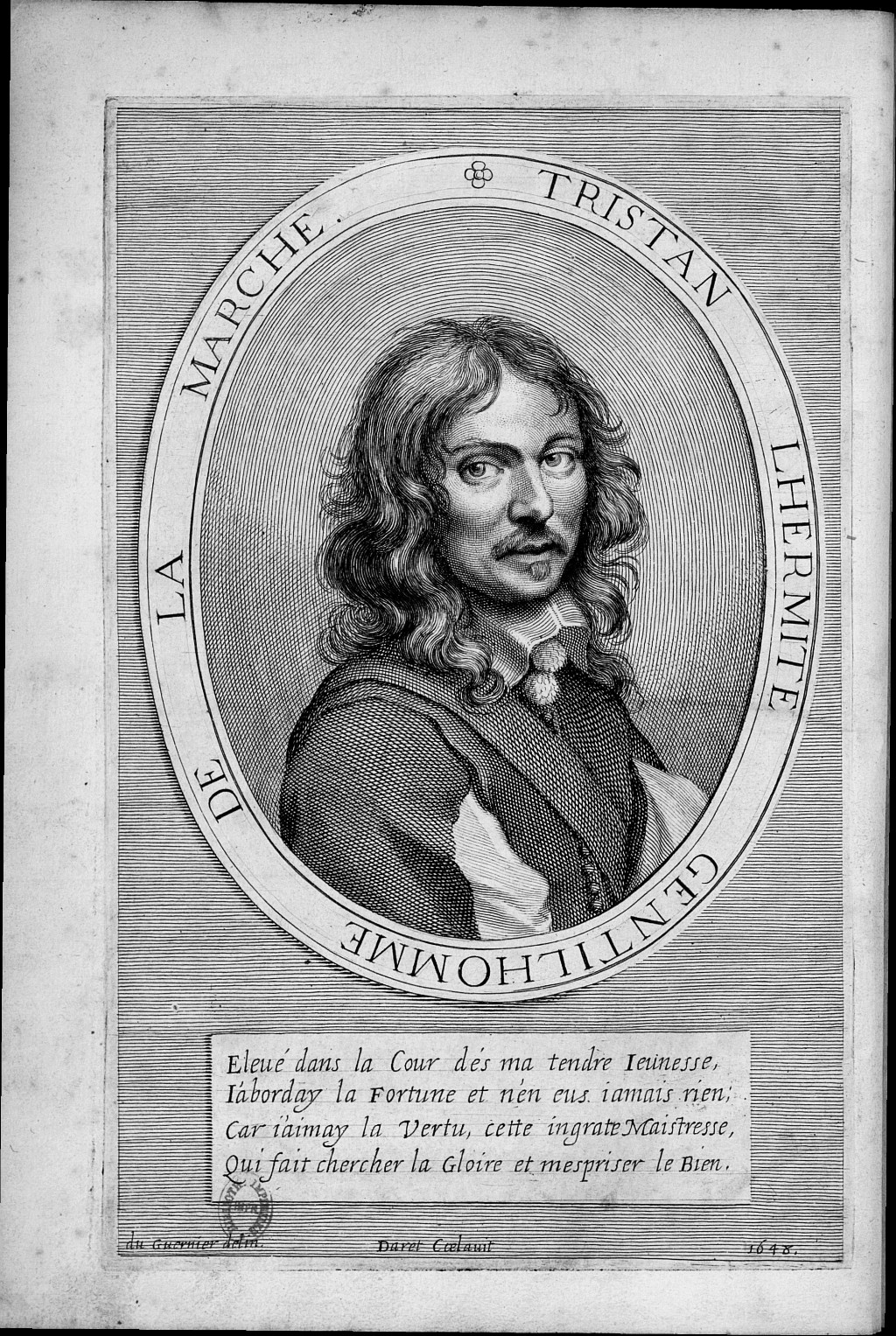

Le Bret ne cite pas Tristan L'Hermite parmi les amis de Cyrano, mais celui-ci en fait un tel éloge, dans Les États et empires de la Lune, par la bouche du « démon de Socrate », qu'on peut conjecturer qu'ils se sont au moins rencontrés :

« Comme je traversais de votre pays en Angleterre pour étudier les mœurs de ses habitants, je rencontrai un homme, la honte de son pays ; car certes c’est une honte aux grands de votre État de reconnaître en lui sans l’adorer la vertu dont il est le trône. Pour abréger son panégyrique, il est tout esprit, il est tout cœur, et si donner à quelqu’un toutes ces deux qualités, dont une jadis suffisait à marquer un héros, n’était dire Tristan l’Hermite, je me serais bien gardé de le nommer, car je suis assuré qu’il ne me pardonnera point cette méprise ; mais comme je n’attends pas de retourner jamais en votre monde, je veux rendre à la vérité ce témoignage de ma conscience. Véritablement, il faut que je vous avoue que, quand je vis une vertu si haute, j’appréhendai qu’elle ne fût pas reconnue […] Enfin, je ne puis rien ajouter à l’éloge de ce grand homme, si ce n’est que c’est le seul poète, le seul philosophe et le seul homme libre que vous ayez. »

Constatant que Tristan « n'a pas nommé une seule fois Cyrano dans son œuvre » et que Cyrano n'a nommé Tristan, dans sa terrible « lettre contre Soucidas » [= d'Assoucy, voir ci-dessous], que pour accuser ce dernier d'en avoir été aidé dans ses œuvres, observant d'autre part qu'« il n'y a aucune preuve de relations quelconques entre les deux écrivains », Madeleine Alcover se refuse à voir un véritable panégyrique dans ces lignes qu'elle juge équivoques ; un soupçon que Didier Kahn s'est attaché à nourrir dans un article très argumenté sur « les apparitions du démon de Socrate parmi les hommes ».
[…]

### Une «maladie secrète»

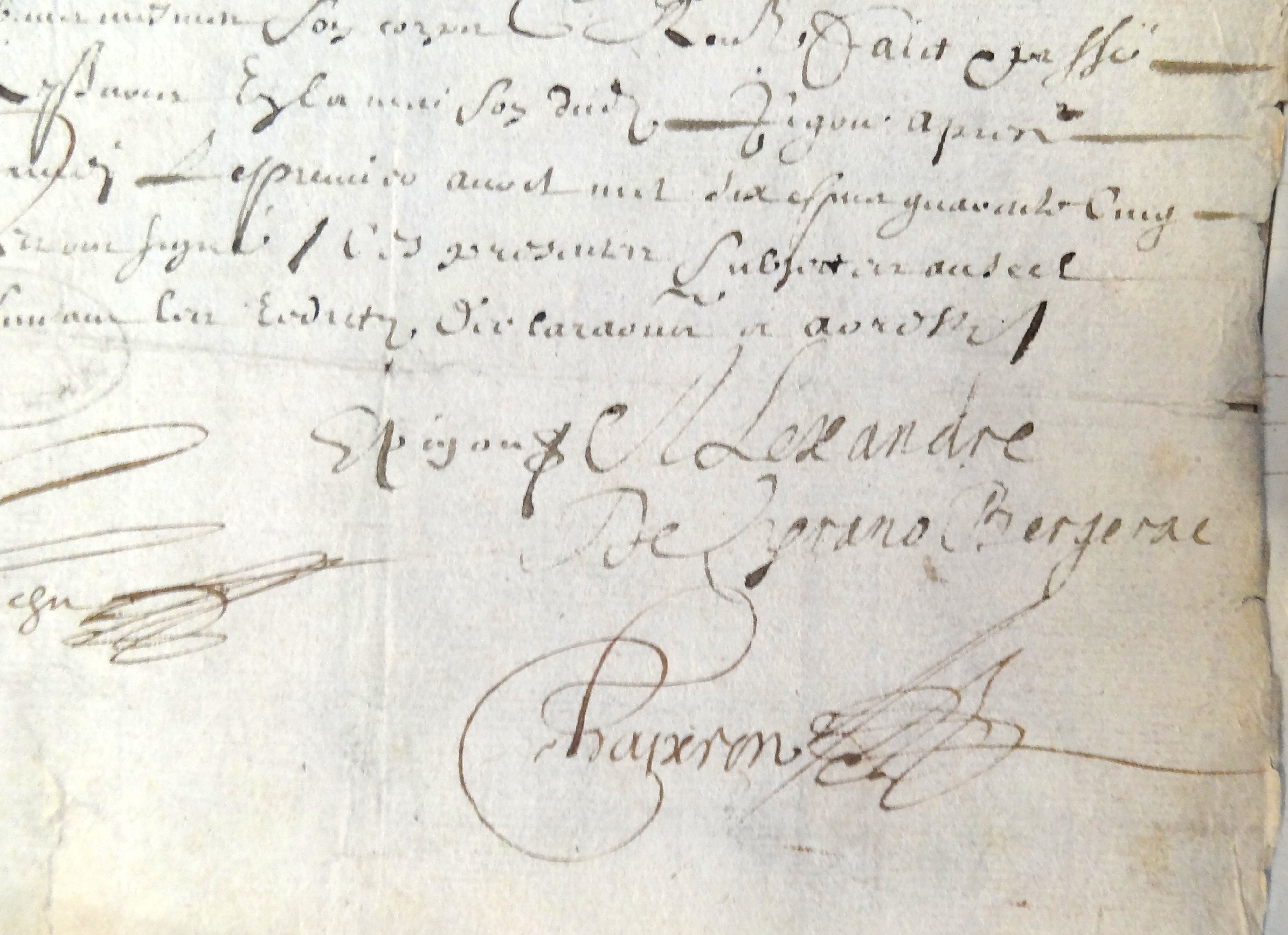
Signature d'Alexandre de Cyrano Bergerac, au bas d'une obligation au chirurgien-barbier Hélie Pigou du 1er avril 1645.

Le 1er avril 1645, Cyrano signe une reconnaissance de dette envers un barbier-chirurgien du nom d'Hélie Pigou :

« Fut présent Alexandre de Cyrano Bergerac, écuyer, demeurant au faubourg Saint-Jacques, en cette ville de Paris, paroisse Saint-Jacques Saint-Philippe, étant de présent logé rue Neuve-Saint-Honoré, paroisse Saint-Roch, en la maison d’un créancier ci-après nommé, lequel [Cyrano] a reconnu et confessé devoir bien et loyalement à honorable homme Hélie Pigou, maître barbier chirurgien à Paris, à ce présent et acceptant, la somme de quatre cents livres tournois, pour l’avoir traité, pansé, médicamenté et guéri de la maladie secrète dont il était détenu, à cet effet l’avoir nourri, logé et fourni tout ce qu’il lui a convenu… »

Les historiens ne s'accordent pas sur la nature de la « maladie secrète » dont il est question : syphilis, comme l'affirmaient Paul Lacroix et Frédéric Lachèvre ? maladie urinaire due aux blessures militaires, comme le suggère Madeleine Alcover ?
Puisqu'il y a pansement, donc plaie et saignement ou suintement, on peut également évoquer les suites d'un duel ou d'un combat quelconque. Au cours de cette même année 1645, un groupe de jeunes nobles, parmi lesquels deux amis avérés de Cyrano, Jean Royer de Prade et Pierre Ogier de Cavoye, se prennent de querelle devant le Palais avec des bourgeois du quartier. L'affrontement est particulièrement violent : deux bourgeois sont tués, deux des jeunes messieurs sont arrêtés, les autres prennent la fuite, tous sont condamnés par sentence du bailli du Palais à être décapités, et sont exécutés en effigie à la pointe de l'île de la Cité. Cependant, le cas étant jugé rémissible, des lettres d'absolution leur seront accordées et il leur en coûtera 24 000 livres de réparations au titre du droit des veuves. On peut, avec quelque vraisemblance, émettre l'hypothèse que Cyrano faisait partie des assaillants et que le caractère « secret » de sa « maladie » est lié au fait qu'il est alors en fuite et recherché par la police.
Signe de l'impécuniosité du malade, Hélie Pigou sera payé trois ans plus tard seulement, et ce ne sera pas par Cyrano lui-même, mais par un « François Bignon, marchand bourgeois de Paris », qui est probablement le graveur des Portraits des hommes illustres françois, pour lesquels Cyrano, Le Bret et Royer de Prade écriront des pièces liminaires en 1649 (voir ci-dessous).
Ce document est le seul où Cyrano signe du prénom Alexandre, qui est celui de son capitaine de régiment ; il est en outre le premier où apparaît le titre de « Bergerac ». Le choix de ce titre, au lieu de celui de Mauvières, que Savinien aurait pu prendre en tant qu'aîné et qu'il laisse à son frère Abel, marque bien sa prédilection pour la Gascogne. Quoi qu'il en soit, les fiefs de Mauvières et de Bergerac ayant été vendus par leur père en 1636, ni l'un l'autre fils n'auraient dû pouvoir s'en prévaloir pour se dire écuyers.

### Composition duPédant joué?
C'est autour de cette année 1645 que les éditeurs placent généralement la composition de la comédie du Pédant joué, hypothèse confortée par la référence faite par deux fois au cours de la pièce au récent mariage (le 6 novembre 1645) de la princesse Louise-Marie de Gonzague avec le roi de Pologne Ladislas IV Vasa.
La pièce reprend l'une des trois intrigues du Chandelier [Candelaio] que Giordano Bruno avait fait imprimer à Paris en 1582 et dont une adaptation française avait été publiée en 1633 sous le titre de Boniface et le Pédant.
Granger, le «pédant» de la comédie de Cyrano, a pour modèle ou pour source Jean Grangier, mort, selon l'abbé Goujet, au cours de l'année 1644, âgé d'environ soixante-huit ans.
[…]

### 1646-1647: deux lettres datables

#### À Monsieur Gerzan sur sonTriomphe des dames

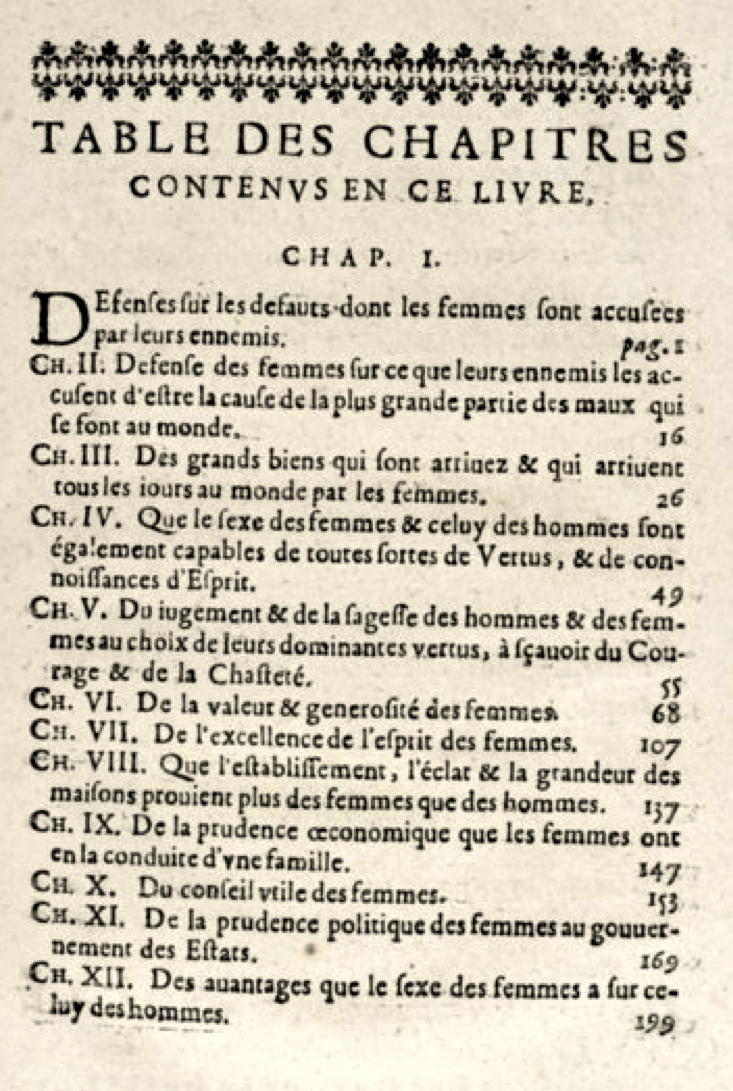
Table des matières du Triomphe des dames.

En octobre 1646, François du Soucy de Gerzan, un vieil alchimiste et romancier, déjà auteur de plusieurs volumes, met en vente chez lui-même, « au faubourg Saint-Germain, devant la grande porte de l’église de la Charité, proche le Nom de Jésus », un livre intitulé Le Triomphe des dames, dédié à son altesse royale Mademoiselle, qui s'ouvre sur rien moins que vingt pièces liminaires, des sonnets pour la plupart, dont plusieurs signées de Chapelle, de Guillaume Colletet et son fils François, d'Antoine Furetière, de François Cassandre, de François de La Mothe Le Vayer le fils, et d'autres dont la postérité n'a pas retenu le nom.
Ces poètes n'étant connus ni pour leur dévotion ni pour leur « féminisme », il semble que cet assaut d'éloges participe davantage de la farce de potaches que d'un véritable enthousiasme collectif. Et c'est bien ainsi que l'entendra Cyrano. Le sieur de Gerzan lui ayant envoyé un exemplaire de son livre, il se fendra quatre mois plus tard d'une lettre truculente « À M. de Jerssan sur son Triomphe des femmes » .

« Monsieur, Après les éloges que vous donnez aux femmes, résolument je ne veux plus être homme. Je m’en vais tout à l’heure porter ma chandelle au Père Bernard, afin d’obtenir de ce piteux saint ce qu’impétra l’empereur Héliogabale du rasoir de ses empiriques. Puisque les miracles qu’exhale tous les jours cette précieuse momie sont si nombreux qu’ils regorgent par-dessus les murs de la Charité jusque dans votre Parnasse, il n’est pas impossible qu’un bienheureux fasse pour moi ce que la plume d’un malheureux poète a bien fait pour Tirésias ; mais en tout cas c’est à faire à me tronçonner d’un coup de serpe le morceau qui me fait porter un caleçon. La sotte chose, en effet, de ne se masquer qu’au carnaval ! Je ne l’eusse, par ma foi, pas cru, si vous ne m’eussiez envoyé votre livre. Oh ! que Notre-Seigneur savait bien ce que vous écririez un jour là-dessus ; quand il refusa d’être fils d’un homme et qu’il voulut naître d’une femme, sans doute il connaissait la dignité de leur sexe, puisque notre grand-mère ayant tué le genre humain dans une pomme, il jugea glorieux de mourir pour le caprice d’une femme, et méprisa cependant de venger l’injure de sa mort, à cause que c’étaient seulement des hommes qui l’avaient procurée. C’est aussi une marque évidente de l’estime particulière qu’il en a toujours faite, de les avoir choisies pour nous porter […] Que si, comme nous, elles ne vaquent pas au massacre des hommes, si elles ont horreur de porter au côté ce qui nous fait détester un bourreau, c’est à cause qu’il serait honteux que celles qui nous donnent à la lumière portassent de quoi nous la ravir, et parce aussi qu’il est beaucoup plus honnête de suer à la construction qu’à la destruction de son espèce. Donc, en matière de visage, nous sommes de grands gueux, et sur ma foi, de tous les biens de la terre en général, je les crois plus riches que nous, puisque si le poil fait la principale distinction de la brute et du raisonnable, les hommes sont, au moins pour l’estomac, les joues et le menton, plus bêtes que les femmes.
Malgré toutefois ces muettes mais convaincantes prédications de Dieu et de la Nature, sans vous, Monsieur, ce déplorable sexe allait tomber sous le nôtre ; sans vous qui, tout caduc et prêt à choir de cette vie, avez, en tombant vous-même, relevé cent mille dames qui n’avaient point d’appui. Qu’elles se vantent, après cela, de vous avoir donné le jour ! Quand elles vous auraient enfanté plus douloureusement que la mère d’Hercule, elles vous devraient encore beaucoup, à vous qui, non content de les avoir enfantées toutes ensemble, les avez fait triompher en naissant. Une dame, à la vérité, vous a porté neuf mois, mais vous les avez toutes portées sur la tête de leurs ennemis. Pendant vingt siècles, elles avaient combattu ; elles avaient vaincu pendant vingt autres ; et vous, depuis quatre mois seulement, leur avez décerné le triomphe. Oui, Monsieur, chaque période de votre livre est un char de victoire où elles triomphent plus superbement que les Scipions ni les Césars n’ont jamais fait dans Rome. Vous avez fait de toute la terre un pays des Amazones et vous nous avez réduits à la quenouille. Enfin, l’on peut dire qu’auparavant vous, toutes les femmes n’étaient que des pions que vous avez mis à dame. Nous voyons bien cependant que vous nous trahissez, que vous tournez casaque au genre masculin pour vous ranger de l’autre. Mais comment vous punir de cette faute ? Comment se résoudre à diffamer une personne qui a fait entrer nos mères et nos sœurs dans son parti ? Et puis, on ne saurait vous accuser de poltronnerie, vous étant rangé du côté le plus faible, ni votre plume d’être intéressée, ayant commencé l’éloge des dames en un âge où vous êtes incapable d’en recevoir des faveurs. Confessez pourtant, après les avoir fait triompher et avoir triomphé de leur triomphe même, que leur sexe n’eût jamais vaincu sans le secours du nôtre. Ce qui m’étonne, à la vérité, c’est que vous ne leur avez point mis en main, pour nous détruire, les armes ordinaires ; vous n’avez point cloué des étoiles dans leurs yeux ; vous n’avez point dressé des montagnes de neige à la place de leur sein ; l’or, l’ivoire, l’azur, le corail, les roses et les lis n’ont point été les matériaux de votre bâtiment, ainsi que de tous nos écrivains modernes, qui, malgré la diligence que fait le soleil pour se retirer de bonne heure, ont l’impudence de le dérober en plein jour ; et des étoiles aussi, que je ne plains pas pour leur apprendre à ne point tant aller la nuit ; mais ni le feu ni la flamme ne vous ont point donné de froides imaginations : vous nous avez porté des bottes dont nous ignorons la parade. Jamais homme n’a monté si haut sur des femmes. Enfin je rencontre dans ce livre des choses si divinement conçues que j’ai de la peine à croire que le Saint-Esprit fût à Rome quand vous le composâtes. Jamais les dames n’ont sorti de la presse en meilleure posture, ni moi jamais mieux résolu de ne plus aller au tombeau du Père Bernard pour voir un miracle, puisque Monsieur de Gerzan loge à la porte de l’église. Ô dieux ! encore une fois, la belle chose que vos Dames ! Ah ! Monsieur, vous avez tellement obligé le sexe par ce panégyrique que pour mériter aujourd’hui l’affection d’une reine, il ne faut qu’être, Madame (sic !), Votre serviteur. »

#### Contre le gras Montfleury
Au début de l'année 1647, la Troupe royale de l'Hôtel de Bourgogne crée La Mort d'Asdrubal, une tragédie écrite par l'un de ses comédiens, Zacharie Jacob, dit Montfleury, qui sera publiée au mois d'avril. « Monseigneur, écrit l'auteur dans son épître dédicatoire au duc d'Épernon, Je passerais pour téméraire en vous présentant ce fameux héros, si tout Paris n’avait autant estimé sa représentation qu’il a plaint ses infortunes : sa feinte mort a tiré de véritables larmes des yeux de toute l’assistance… » Il n'empêche, quelque chose dans la pièce, dans sa représentation, dans l'interprétation de son auteur-acteur, a dû déplaire fortement à Cyrano et il a dû provoquer un esclandre à l'Hôtel de Bourgogne, car quelque temps après il fait circuler une lettre « Contre le gras Montfleury, mauvais auteur et comédien ».

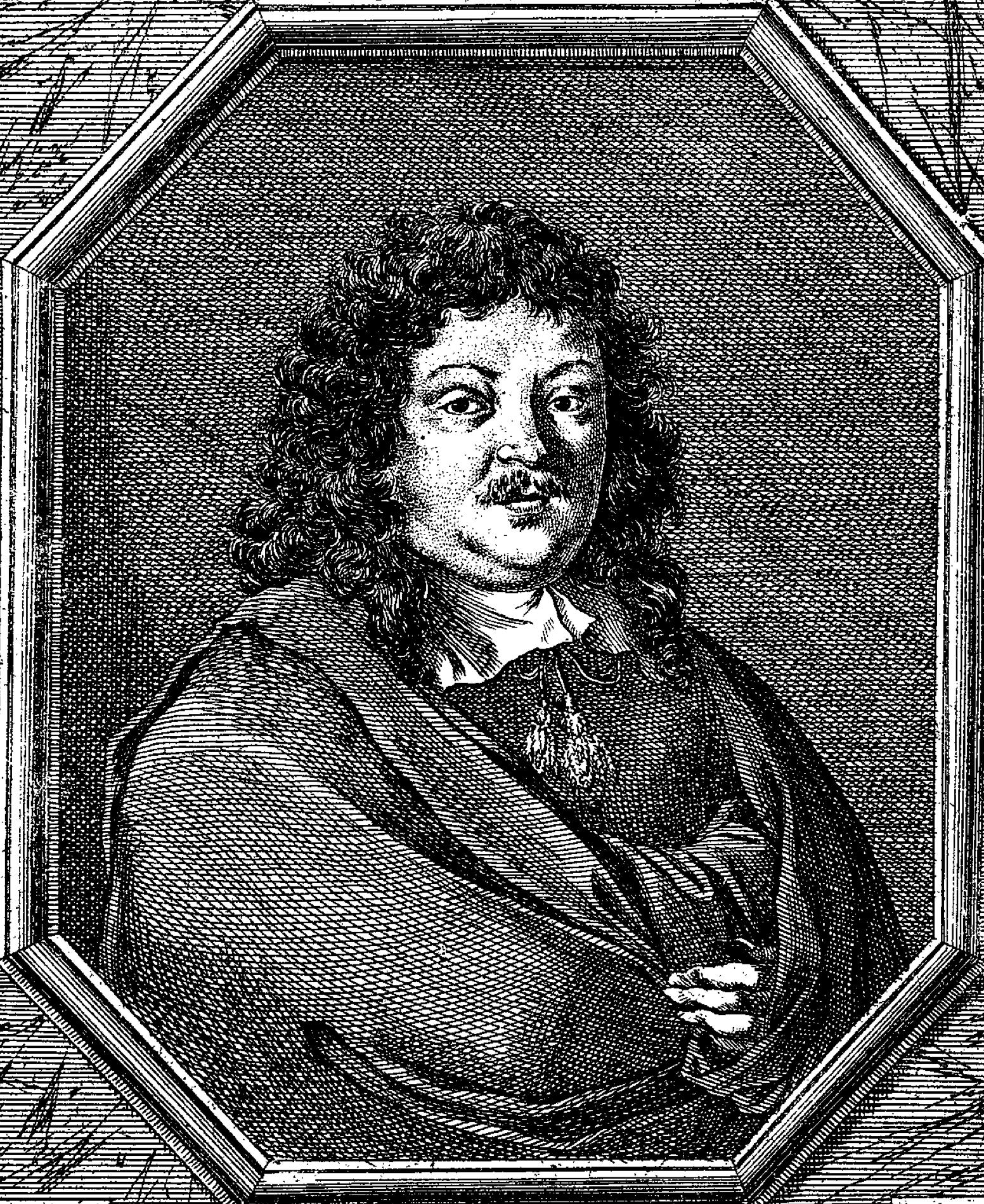
Zacharie Jacob, dit Montfleury (1608-1667). Frontispice d’Asdrubal.

« Gros Montfleury, enfin je vous ai vu, mes prunelles ont achevé sur vous de grands voyages, et le jour que vous éboulâtes corporellement jusqu’à moi, j’eus le temps de parcourir votre hémisphère, ou, pour parler plus véritablement, d’en découvrir quelques cantons. […] La nature, qui vous ficha une tête sur la poitrine, ne voulut pas expressément y mettre de col, afin de le dérober aux malignités de votre horoscope ; que votre âme est si grosse qu’elle servirait bien de corps à une personne un peu déliée ; que vous avez ce qu’aux hommes on appelle la face si fort au-dessous des épaules, et ce qu’on appelle les épaules si fort au-dessus de la face, que vous semblez un saint Denis portant son chef entre ses mains. Encore je ne dis que la moitié de ce que je vois, car si je descends mes regards jusqu’à votre bedaine, je m’imagine voir […] sainte Ursule qui porte les onze mille Vierges enveloppées dans son manteau ou le cheval de Troie farci de quarante mille hommes. […] Si la terre est un animal, vous voyant (comme assurent quelques philosophes) aussi rond et aussi large qu’elle, je soutiens que vous êtes son mâle et qu’elle a depuis peu accouché de l’Amérique, dont vous l’aviez engrossée. […] Je me doute bien que vous m’objecterez qu’une boule, qu’un globe, ni qu’un morceau de chair ne font pas des ouvrages de théâtre, et que le grand Asdrubal est sorti de vos mains. Mais entre vous et moi, vous en connaissez l’enclouure ; il n’y a personne en France qui ne sache que cette tragédie […] a été construite d’un impôt par vous établi sur tous les poètes de ce temps ; que vous l’avez sue par cœur auparavant que de l’avoir imaginée […] j’ajouterai même que cette pièce fut trouvée si belle qu’à mesure que vous la jouiez, tout le monde la jouait. […] Mais bons Dieux ! qu’est-ce que je vois ? Montfleury plus enflé qu’à l’ordinaire ! Est-ce donc le courroux qui vous sert de seringue ? Déjà vos jambes et votre tête se sont unies par leur extension à la circonférence de votre globe. Vous n’êtes plus qu’un ballon ; c’est pourquoi je vous prie de ne pas approcher de mes pointes, de peur que je ne vous crève. […] Je vous puis même assurer que si les coups de bâton s’envoyaient par écrit, vous liriez ma lettre des épaules […] Je serai moi-même votre Parque, et je vous eusse dès l’autre fois écrasé sur votre théâtre, si je n’eusse appréhendé d’aller contre vos règles, qui défendent d’ensanglanter la scène. Ajoutez à cela que je ne suis pas encore bien délivré d’un mal de rate, pour la guérison duquel les médecins m’ont ordonné encore quatre ou cinq prises de vos impertinences. Mais sitôt que […] je serai saoul de rire, tenez par tout assuré que je vous enverrai défendre de vous compter entre les choses qui vivent. Adieu, c’est fait. J’eusse bien fini ma lettre à l’ordinaire, mais vous n’eussiez pas cru pour cela que je fusse votre très-humble, très-obéissant et très affectionné. C’est pourquoi, Montfleury, Serviteur à la paillasse. »
 On lit, dans la troisième édition du Menagiana (1715, tome III, p. 240), cette anecdote parfaitement invérifiable, mais dont Edmond Rostand a tiré parti dans sa comédie :

« Bergerac était un grand ferrailleur. Son nez, qu'il avait tout défiguré, lui a fait tuer plus de dix personnes. Il ne pouvait souffrir qu'on le regardât, il faisait mettre aussitôt l'épée à la main. Il avait eu bruit avec Montfleury le comédien, et lui avait défendu de sa pleine autorité de monter sur le théâtre. “Je t'interdis, lui dit-il, pour un mois.” À deux jours de là, Bergerac se trouvant à la comédie, Montfleury parut et vint faire son rôle à son ordinaire. Bergerac, du milieu du parterre, lui cria de se retirer en le menaçant, et il fallut que Montfleury, crainte de pis, se retirât. »

### L'année 1648

#### La mort du père
Le 18 janvier 1648, Abel I de Cyrano, veuf depuis un certain nombre d'années et âgé de plus de quatre-vingts ans, meurt en la maison de la rue du Faubourg-Saint-Jacques où il avait emménagé en 1636. Travaillé depuis plusieurs années par une rétention d’urine qui, à partir de l'été 1647, le tient cloué au lit, il a dicté, le 8 octobre, ses dernières volontés, qu'il a amendées, le 16 novembre, puis le 30 décembre, par deux codicilles. Il déclare dans le second que dès avant sa maladie divers objets lui ont été volés, à savoir des tableaux, des tapis, des tapisseries, des couvertures, un oreiller, de nombreuses pièces de linge, de la vaisselle d'argent et d'étain, plusieurs volumes in-folio (dont les Vies parallèles de Plutarque), « pour quoi faire on a forcé les serrures des armoires et coffres où étaient lesdites hardes et choses, et attendu qu'il sait par quelles personnes lesdites choses lui ont été soustraites, les noms desquelles il ne veut être exprimés pour certaines considérations, il en décharge entièrement ladite Élisabeth Descourtieux [sa servante] et tous autres ».
Il ne fait guère de doute que les personnes dont le vieillard ne peut citer les noms sont ses propres fils, Savinien et Abel II, sans qu'il soit possible d'imputer ces vols à l'un plutôt qu'à l'autre.
Selon la biologiste Rita Benkő, vu la fréquence des délires chez les personnes âgées, il est également possible qu'Abel I. de Cyrano ait souffert d'un trouble délirant. Aussi, les circonstances décrites par le codicile une vingtaine de jours avant la mort de M. Mauvières indiqueraient des délires - le père dépouillé avait encore 600 livres dans ses mains, et les voleurs ont forcé les armoires à s'ouvrir, alors que M. Mauvières a encore ses clés.
Abel I est inhumé le 20 janvier en l'église Saint-Jacques-du-Haut-Pas.

#### Vers la Lune

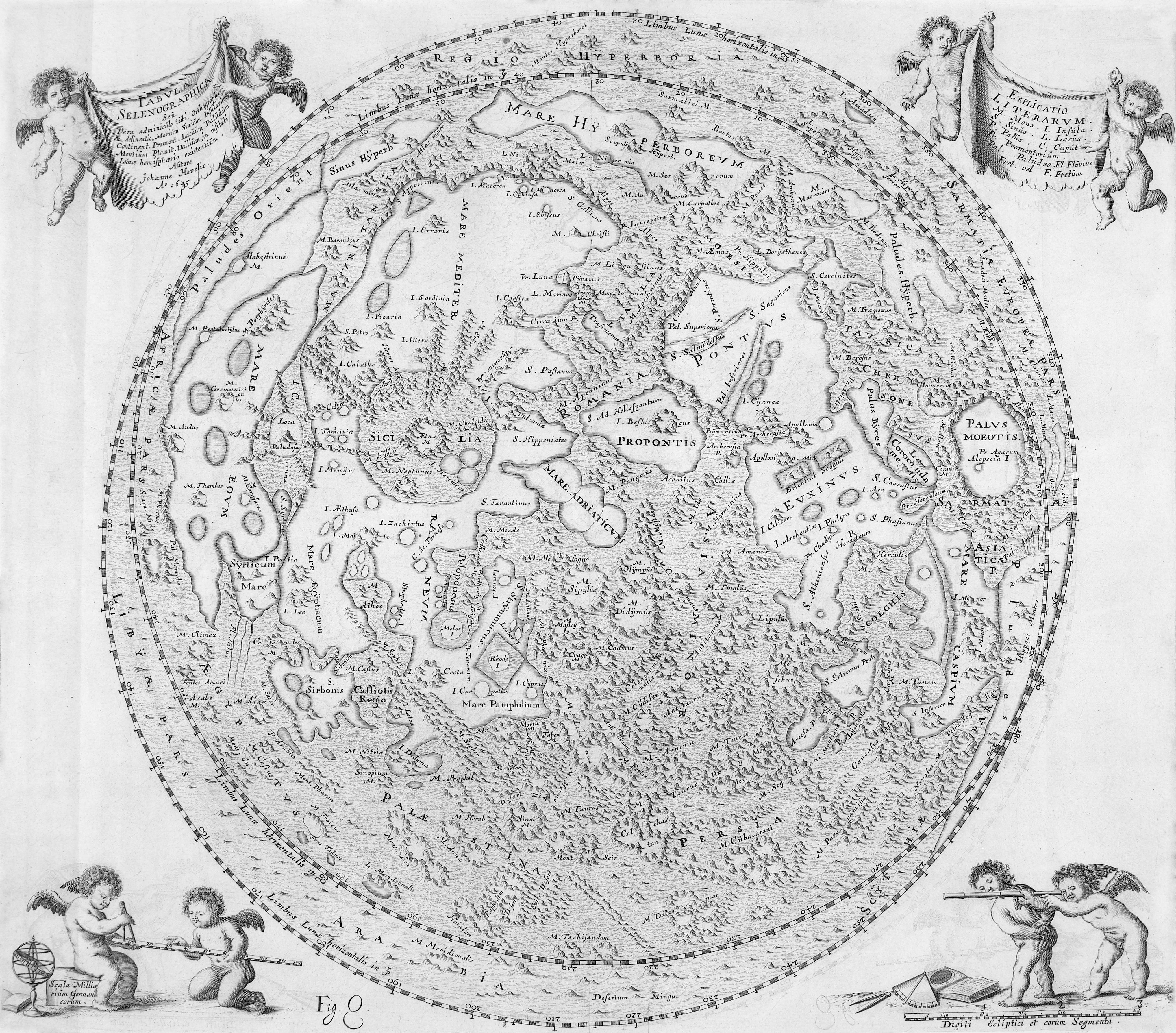
Johannis Hevelii Selenographia, Sive, Lunae Descriptio, 1647.

Au mois de mars suivant, deux libraires parisiens mettent en vente un livre intitulé L’Homme dans la Lune, ou Le Voyage chimérique fait au Monde de la Lune, nouvellement découvert par Dominique Gonzalès, aventurier espagnol, autrement dit Le Courrier volant. Mis en notre langue par J.B.D.. Il s’agit de la traduction (assez fidèle) par Jean Baudoin d’un roman de l'évêque anglican Francis Godwin, paru à Londres dix ans plus tôt sous le titre The Man in the Moone, or A Discourse of a Voyage thither, by Domingo Gonsales, The Speedy Messenger.
Il est certain que Cyrano a lu ce livre, auquel il emprunte, sinon l'idée même, du moins un grand nombre d'éléments de ses États et empires de la Lune, dont une première mouture circulera en manuscrit dans les premiers mois de 1650. Les trois versions manuscrites du roman qui ont été conservées ne sont que des copies et ne permettent pas d'en retracer la genèse.

#### Pour d'Assoucy, contre Soucidas…
En juillet de la même année 1648, d'Assoucy fait paraître son premier recueil de vers, Le Jugement de Pâris en vers burlesques de Mr Dassoucy. Les pièces liminaires sont signées, entre autres, de Chapelle, de La Mothe Le Vayer le fils, d'Henry Le Bret, de Tristan L'Hermite et de son frère Jean-Baptiste L'Hermite de Soliers.

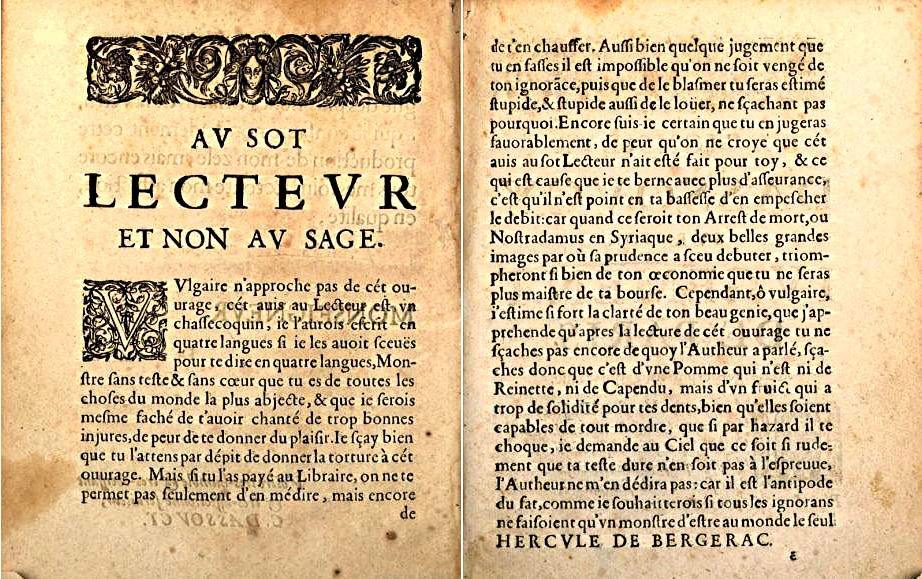
Avis au lecteur du Jugement de Pâris.

L'avis au lecteur qui suit la dédicace à Hugues de Lionne est titré « Au sot lecteur et non au sage » et signé « Hercule de Bergerac » :

« Vulgaire, n'approche pas de cet ouvrage. Cet avis au lecteur est un chasse-coquin. Je l'aurais écrit en quatre langues, si je les avais sues, pour te dire en quatre langues, monstre sans tête et sans cœur, que tu es, de toutes les choses du monde, la plus abjecte, et que je serais même fâché de t'avoir chanté de trop bonnes injures, de peur de te donner du plaisir. […] Cependant, ô vulgaire, j'estime si fort la clarté de ton beau génie que j'appréhende qu'après la lecture de cet ouvrage, tu ne saches pas encore de quoi l'auteur a parlé. Sache donc que c'est d'une Pomme, qui n'est ni de reinette ni de capendu, mais d'un fruit qui a trop de solidité pour tes dents, bien qu'elles soient capables de tout mordre. Que si par hasard il te choque, je demande au ciel que ce soit si rudement que ta tête dure n'en soit pas à l'épreuve. L'Auteur ne m'en dédira pas : car il est l'antipode du fat, comme je souhaiterais, si tous les ignorants ne faisaient qu'un monstre, d'être au monde le seul HERCULE DE BERGERAC. »

Il s'agit du premier texte imprimé de Savinien de Cyrano, qui a alors 29 ans.
Quelques jours ou quelques semaines plus tard, en tout cas avant le 12 septembre, le bouillant Hercule compose une terrible « Satire contre Soucidas d'Assoucy », qui circulera en manuscrit avant d'être publiée dans le recueil de 1654 :

« Monsieur le Viédaze, hé ! par la mort, je trouve que vous êtes bien impudent de demeurer en vie après m’avoir offensé, vous qui ne tenez lieu de rien au monde ou qui n’êtes au plus qu’une gale aux fesses de la nature ; vous qui tomberez si bas, si je cesse de vous soutenir, qu’une puce en léchant la terre ne vous distinguera pas du pavé ; vous, enfin, si sale et si bougre qu’on doute en vous voyant si votre mère n’a point accouché de vous par le cul. Encore, si vous m’eussiez envoyé demander permission de vivre, je vous eusse permis peut-être de pleurer en mourant. Mais sans vous enquêter si je trouve bon que vous viviez encore demain ou que vous mouriez dès aujourd’hui, vous avez l’impudence de boire et de manger comme si vous n’étiez pas mort. Ah ! je vous proteste de renverser sur vous un si long anéantissement que vous n’aurez pas même jamais vécu. Vous espérez sans doute m’attendrir par la dédicace de quelque nouveau burlesque. Point, point ! je suis inexorable, je veux que vous mouriez tout présentement ; puis, selon que mon tempérament me rendra miséricordieux, je vous ressusciterai pour lire ma lettre. […] J’entendais l’autre jour le libraire se plaindre de ce qu’il [Le Jugement de Pâris] n’avait pas de débit ; mais il se consola quand je lui répondis que Soucidas était un juge incorruptible, de qui on ne saurait acheter le jugement. Ce n’est point de lui seul que j’ai appris que vous rimassiez. Je m’en doutais déjà bien, parce que c’eût été un grand miracle si les vers ne s’étaient pas mis dans un homme si corrompu. Votre haleine seule suffit à faire croire que vous êtes d’intelligence avec la mort pour ne respirer que la peste […]. Je ne m’irrite point contre cette putréfaction, c’est un crime de vos pères mêlé au sang de qui vous trempez innocemment. Votre chair même n’est autre chose que de la terre crevassée par le soleil, et tellement fumée que si tout ce qu’on y a semé avait pris racine, vous auriez maintenant sur les épaules un grand bois de haute futaie. Après cela, je ne m’étonne plus de ce que vous prônez qu’on ne vous a point encore connu. Il s’en faut en effet plus de quatre pieds de crotte qu’on ne vous puisse voir. Vous êtes enseveli sous le fumier avec tant de grâce, que s’il ne vous manquait un pot cassé pour vous gratter, vous seriez un Job accompli. Ma foi ! vous donnez un beau démenti à ces philosophes qui se moquent de la création. S’il s’en trouve encore, je souhaite qu’ils vous voient, car je m’assure que le plus aheurté d’entre eux, vous ayant contemplé, ne doutera point que l’homme puisse avoir été fait de boue. Ils vous prêcheront et se serviront de vous-même pour vous retirer de ce malheureux athéisme où vous croupissez. Vous savez que je ne parle point par cœur ; combien de fois vous a-t-on entendu prier Dieu qu’il vous fît la grâce de ne point croire en lui ! […] J’avoue que votre sort n’est pas de ceux qui savent patiemment porter les pertes, car vous n’avez presque rien, et à peine le chaos entier suffirait-il à vous rassasier : c’est ce qui vous a obligé d’affronter tant de monde. Il n’y a plus de moyen que vous trouviez, pour marcher en cette ville, une rue non créancière, à moins que le roi fasse bâtir un Paris en l’air. L’autre jour, au Conseil de guerre, on donna avis à Monsieur le Prince de vous mettre dans un mortier pour vous faire sauter comme une bombe dans les villes de Flandres, parce qu’en moins de trois jours la faim contraindrait les habitants de se rendre. Je pense, pour moi, que ce stratagème-là eût réussi, puisque votre nez, qui n’a pas l’usage de raison, ce pauvre nez, le reposoir et le paradis des Chiquenaudes, semble ne s’être retroussé que pour s’éloigner de votre bouche affamée. Vos dents ? mais bons dieux, où m’embarrassé-je ? elles sont plus à craindre que vos bras. Je leur crie merci, aussi bien quelqu’un me reprochera que c’est trop berner un homme qui m’aime comme son âme. Donc, ô brave Soucidas, cela serait-il possible ? Ma foi, je pense que si je suis votre cœur, c’est [parce] que vous n’en avez point […] Hélas ! bon Dieu, comment vous octroyer ce que vous n’eûtes jamais. Demandez pour voir ce que vous êtes à tout le monde, et vous verrez si tout le monde ne dit pas que vous n’avez rien d’homme que la ressemblance d’un singe. Ce n’est pas pourtant, quoique je vous compare à un singe, que je pense que vous raisonnez. Quand je vous contemple si décharné, je m’imagine que vos nerfs sont assez secs et assez préparés pour exciter, en vous remuant, ce bruit que vous appelez langage ; c’est infailliblement ce qui est cause que vous jasez et frétillez sans intervalle. Apprenez-moi donc si vous parlez à force de remuer ou si vous remuez à force de parler ? Ce qui fait soupçonner que tout le tintamarre que vous faites ne vient pas de votre langue, c’est qu’une langue seule ne saurait dire le quart de ce que vous dites, et que la plupart de vos discours sont tellement éloignés de la raison qu’on voit bien que vous parlez par un endroit qui n’est pas fort près du cerveau. Enfin, mon petit Monsieur, il est si vrai que vous êtes toute langue, que s’il n’y avait point d’impiété d’adapter les choses saintes aux profanes, je croirais que saint Jean prophétisait de vous, quand il écrivait que la parole s’était faite chair. Et en effet, s’il me fallait écrire autant que vous parlez, j’aurais besoin de devenir plume ; mais puisque cela ne se peut, vous me permettrez de vous dire adieu. Adieu donc, mon camarade, sans compliment ; aussi bien seriez-vous trop mal obéi, si vous aviez pour serviteur, De Bergerac. »

#### … et contre Scarron

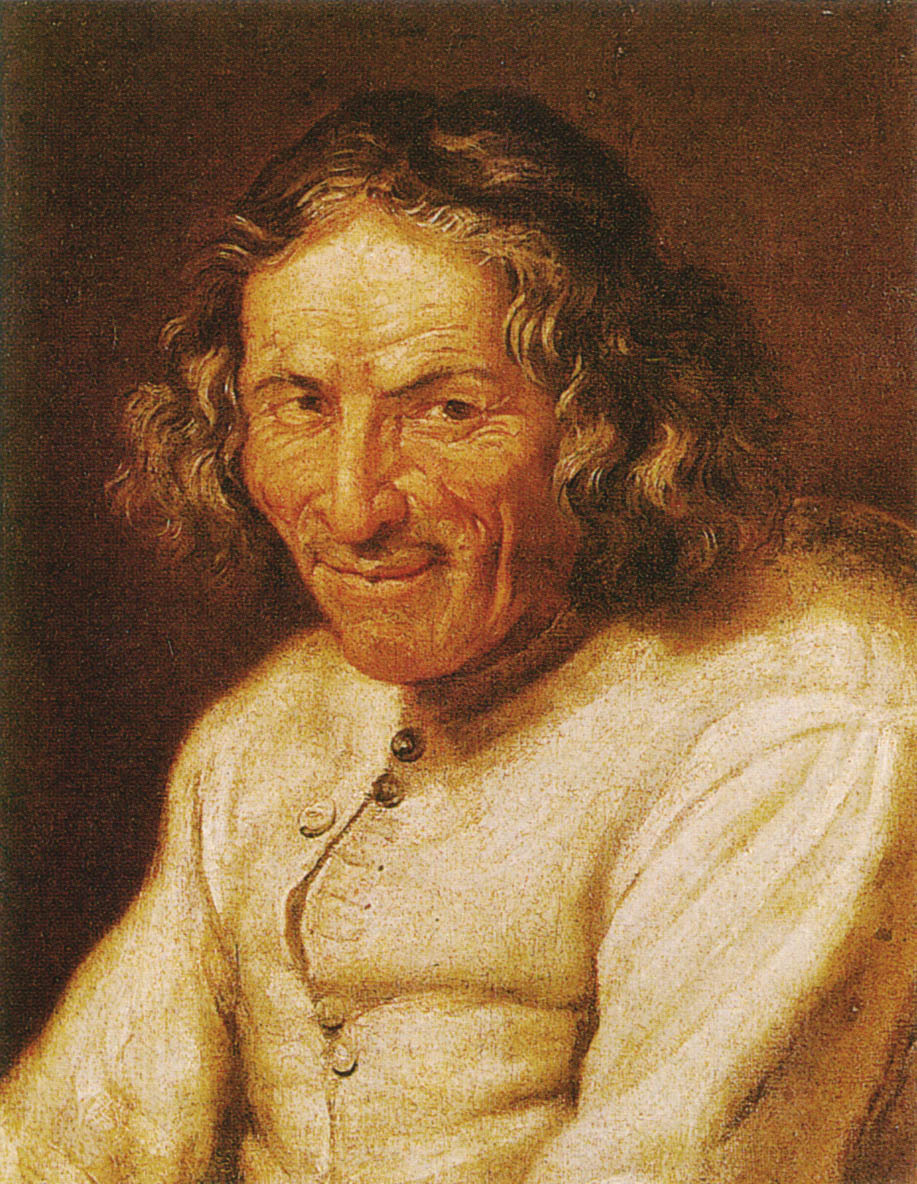
Portrait présumé de Paul Scarron, 1610-1660. Peinture de l'école française du XVIIe siècle, Musée de Tessé, Le Mans.

Il est possible que ce retournement de Cyrano à l'égard de d'Assoucy soit lié à l'évolution de ses rapports avec Paul Scarron. À défaut de connaître les motivations de Cyrano, on peut marquer les étapes de la détérioration de ces rapports triangulaires :
Dans son Jugement de Pâris, d'Assoucy faisait pour ainsi dire « allégeance » au maître du burlesque français, qui aux mois de février et juin précédents avait fait paraître les deux premiers livres de son Virgile travesti, parodie de l'Énéide en octosyllabes burlesques :
Fils de Paul et non fils de Pierre,

De qui les os percent la chaire,

Moi, fils de Pierre et non de Pol ,

Qui sur épaule ai tête et col,

Voudrais bien faire révérence

À votre maigre corpulence,

Devant qui la mort, ce dit-on,

N'oserait braquer son canon,

Ni montrer sa mine sauvage,

Tant lui faites mauvais visage.

Scarron, céleste original,

Qui parlez bien et marchez mal,

Esprit des esprits le plus rare,

Dont la France aujourd'hui se pare,

Et dont rare est aussi la chair,

Saint Paul, de Dieu l'ami très cher,

Saint martyr, sacré cul de jatte,

Par qui tout homme portant ratte

Du mal de ratte est délivré,

Sitôt qu'argent il a livré

Au sieur Quinet qui vend le livre

Qui la ratte de mal délivre ;

Scarron que j'aime autant que moi,

Par qui je jure, en qui je crois,

Avant que l'homicide Parque

M'embarque dans la sale barque

Du batelier nommé Caron,

Permettez moi, Monsieur Scarron,

Que, prosterné dessus la face

J'aille adorer votre carcasse,

Après avoir dans maint écrit

Adoré votre bel esprit.
À peu de temps de là, Cyrano fait circuler en manuscrit une lettre atroce « Contre Scarron, poète burlesque » :

« Monsieur, vous me demandez ce que je pense de ce poète renard qui trouve les mûres trop vertes où il ne saurait atteindre ; je vous réponds que je n’ai jamais vu de ridicule plus sérieux, ni de sérieux plus ridicule que le sien. Le peuple l’approuve : après cela concluez. Ce n’est pas que je n’estime son jugement d’avoir choisi pour écrire un style moqueur, puisque en vérité écrire comme il fait c’est se moquer du monde. Car de m’objecter qu’il travaille d’une façon où il n’a personne pour guide : je vous l’avoue ; mais aussi, par votre foi, n’est-il pas plus aisé de faire l’Énéide de Virgile comme Scarron que de faire l’Énéide de Scarron comme Virgile ? À la vérité, je n’ai jamais entendu grenouille mieux coasser dans les marais. Je sais bien que vous me reprocherez que je traite un peu mal ce monsieur, de le réduire à l’insecte ; mais sachez que je ne le dessine que sur le rapport de ses familiers, qui protestent que ce n’est pas un vrai homme, que ce n’est que façon, et en effet, à quoi le reconnaîtrions-nous ? Il marche à rebours du sens commun, et il en est venu à ce point de bestialité que de bannir les pointes de la composition. Quand il en trouve quelque part, on dirait, à le voir, qu’il soit surpris, qu’il est tombé des yeux sur un basilic ou du pied sur un aspic. […] Comment ! ce bon seigneur veut qu’on n’écrive que ce qu’on a lu, comme si nous ne parlions aujourd’hui français [que parce] que jadis on a parlé latin, et comme s’il l’on n’était raisonnable que quand on est moulé. Nous devons donc bien remercier Dieu de ce qu’il ne l’a pas fait naître le premier homme, car assurément il n’eût jamais parlé s’il eût entendu braire auparavant. Il est vrai qu’il se sert d’un tiercelet d’idiome qui donne toujours à admirer comment les vingt-quatre lettres de l’alphabet se peuvent assembler en tant de façons sans rien dire.
Après cela vous me demanderez le jugement que je fais de ce grand causeur ; hélas ! Monsieur, aucun, sinon qu’il faut que sa vérole soit bien enracinée, de n’en être pas encore guéri depuis plus de huit ans qu’il a le flux de bouche. Mais à propos de vérole, on dit qu’il n’a de l’esprit que depuis qu’il en est malade ; que sans qu’elle a désordonné l’économie de son tempérament, Nature l’avait taillé pour être un grand sot, et que rien n’est capable d’effacer l’encre dont il a barbouillé son nom sur le front de l’immortalité, qu’une once de mercure. On ajoute à cela qu’il ne vit qu’à force de mourir, parce que cette mésellerie que le bordel ne lui a pas donnée pour rien, il la revend tous les jours à Quinet. Mais ce sont des moqueurs, car je sais bien que, pourvu que rien ne manque à sa chaire, qu’il roulera toujours, le beau sire, avec ce pot-pourri de proverbes qu’il a pour tout potage. Il doit supplier Dieu dévotement qu’il ne prenne pas envie à Denise au grand chaperon d’introduire de nouvelles sentences à la place des vieilles, car on ne saurait plus dans quatre mois en quelle langue il aurait écrit. Mais hélas ! en ce terrestre séjour, qui peut répondre de son immortalité, quand elle dépend de la colère des harengères ? […] N’appréhende-t-il point de faire penser aux rieurs que, vu le temps qu’il y a qu’il dure sous l’archet, il doit être un bon violon. Ne vous imaginez pas, Monsieur, que je dise ceci pour m’escrimer de l’équivoque ; point du tout. Violon ou autre, à considérer le cadavre sec et corroyé de cette momie, je vous puis assurer que si jamais la Mort fait sarabande, elle prendra à chaque main une couple de Scarrons au lieu de castagnettes, ou tout au moins elle se passera leurs langues entre ses doigts, pour en faire des cliquettes de ladre.
Ma foi ! puisque nous y sommes, il vaut autant achever son portrait. Je m’imagine donc (car je ne l’ai jamais vu) que si ses pensées sont au moule de sa tête, il a la tête fort plate ; que ses yeux sont des plus grands, s’ils bouchent les coups de hache dont Nature a fêlé son cerveau. On dit qu’il y a plus d’un an que la Parque lui a tordu le col sans le pouvoir étrangler, et que personne aujourd’hui ne le regarde, courbé comme il est, qui ne croie qu’il se penche petit à petit pour tomber doucement en l’autre monde ; et ces jours passés, un de mes amis m’assura qu’après avoir contemplé ses bras tordus et pétrifiés sur les hanches, il avait pris ce corps pour un gibet où le Diable avait pendu une âme, ou qu’animant ce cadavre infect et pourri, le Ciel avait voulu jeter une âme à la voirie. Il ne doit pas s’offenser de ces saillies d’imagination, car quand je le ferais passer pour un monstre, depuis le temps que les apothicaires sont occupés à ratisser le dedans de sa carcasse, ce doit être un homme bien vidé. Et puis, que sait-on si Dieu ne le punit point de la haine qu’il porte aux pensées, vu que sa maladie n’est incurable que de ce qu’il n’a jamais pu souffrir personne qui sût bien penser ? Je me figure que c’est aussi pour cela qu’il me hait avec si peu de raison ; car on a remarqué qu’il ne se donna pas le loisir de lire une page de mes œuvres, qu’il conclut qu’elles puaient le portefeuille. Mais comment les eût-il regardées de bon œil, lui qui ne saurait même regarder le Ciel que de travers ? Ajoutez à cela qu’étant poivré comme il est, il n’avait garde qu’il ne me trouvât fade, et pour vous parler franchement, je crois que c’était une nourriture trop forte pour son estomac indigeste. Ce n’est pas que je ne fusse bien aise quelque jour de m’abaisser jusqu’à lui, mais j’aurais peur, si le pied me manquait, de tomber de trop haut, ou qu’il fallût me servir du langage d’Ésope pour lui expliquer le français. Voilà tout ce que j’avais à vous mander, à signer le "je suis" en le faisant tomber mal à propos, car il est tellement ennemi des pensées que s’il attrape ma lettre, il dira que je l’aurai mal conclue, lorsqu’il trouvera que je n’aurai pas mis, sans y penser : Monsieur, votre serviteur. »

Scarron aurait donc dédaigné de lire les « œuvres » de Cyrano, en déclarant qu' « elles puaient le portefeuille ». L'Alceste de Molière aurait dit qu'elles étaient bonnes à mettre au cabinet.
Au début du mois d'octobre de la même année 1648, le libraire Toussaint Quinet met en vente La Relation véritable de tout ce qui s’est passé en l’autre monde, au combat des Parques et des Poètes, sur la mort de Voiture, et autres pièces burlesques, par Mr Scarron. Le livre s'ouvre sur un avis « Au lecteur qui ne m'a jamais vu », allusion à la parenthèse de Cyrano (car je ne l'ai jamais vu) :

« Lecteur qui ne m’as jamais vu et qui peut-être ne t’en soucies guère, [parce] qu’il n’y a pas beaucoup à profiter à la vue d’une personne faite comme moi, sache que je ne me soucierais pas aussi que tu me visses, si je n’avais appris que quelques beaux esprits facétieux se réjouissent aux dépens du misérable et me dépeignent d’une autre façon que je ne suis fait. Les uns disent que je suis cul-de-jatte, les autres que je n’ai point de cuisses et que l’on me met sur une table dans un étui, où je cause comme une pie borgne, et les autres que mon chapeau tient à une corde qui passe dans une poulie et que je la hausse et baisse pour saluer ceux qui me visitent. Je pense être obligé en conscience de les empêcher de mentir plus longtemps, et c’est pour cela que j’ai fait faire la planche que tu vois au commencement de mon livre. Tu murmureras sans doute ; car tout lecteur murmure, et je murmure comme les autres quand je suis lecteur ; tu murmureras, dis-je, et trouveras à redire de ce que je ne me montre que par le dos. Certes, ce n’est pas pour tourner le derrière à la compagnie, mais seulement [parce] que le convexe de mon dos est plus propre à recevoir une inscription que le concave de mon estomac, qui est tout couvert de ma tête penchante, et que par ce côté-là aussi bien que par l’autre on peut voir la situation, ou plutôt le plan irrégulier de ma personne. Sans prétendre de faire un présent au public (car par Mesdames les Neuf Muses, je n’ai jamais espéré que ma tête devînt l’original d’une médaille), je me serais bien fait peindre, si quelque peintre avait osé l’entreprendre. Au défaut de la peinture, je m’en vais te dire à peu près comme je suis fait.

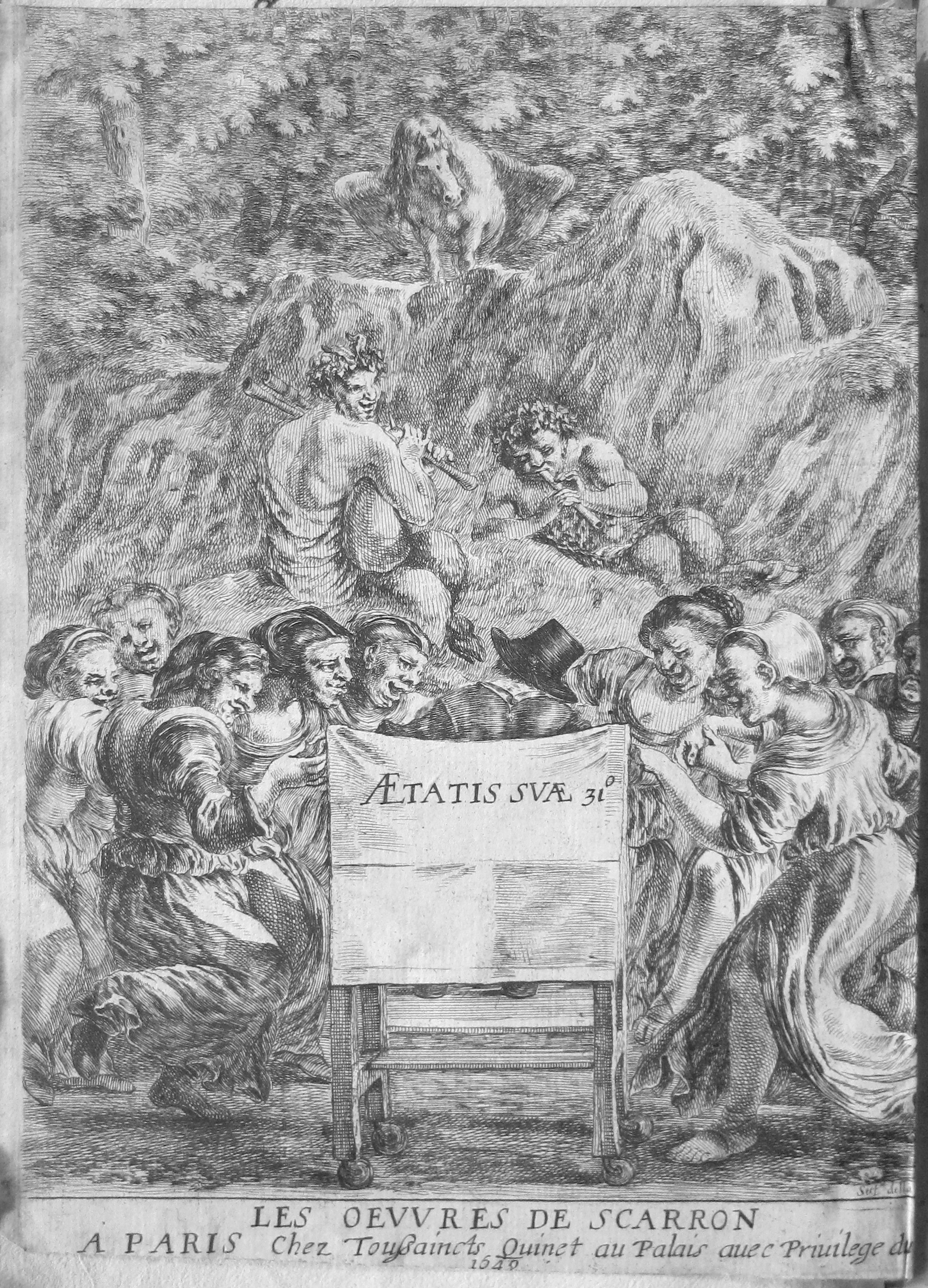
Scarron par Stefano Della Bella. Frontispice de titre de la Relation véritable, 1648.

J’ai trente ans passés, comme tu vois au dos de ma chaise. Si je vais jusqu’à quarante, j’ajouterai bien des maux à ceux que j’ai déjà soufferts depuis huit ou neuf ans. J’ai eu la taille bien faite, quoique petite. Ma maladie l’a raccourcie d’un bon pied. Ma tête est un peu grosse pour ma taille. J’ai le visage assez plein, pour avoir le corps très décharné ; des cheveux assez pour ne porter point de perruque ; j’en ai beaucoup de blancs en dépit du proverbe. J’ai la vue assez bonne ; quoique les yeux gros, je les ai bleus ; j’en ai un plus enfoncé que l’autre du côté que je penche la tête. J’ai le nez d’assez bonne prise. Mes dents, autrefois perles carrées, sont de couleur de bois et seront bientôt de couleur d’ardoise. J’en ai perdu une et demie du côté gauche et deux et demie du côté droit, et deux un peu égrignées (sic). Mes jambes et mes cuisses ont fait premièrement un angle obtus, et puis un angle égal, et enfin un aigu. Mes cuisses et mon corps en font un autre, et, ma tête se penchant sur mon estomac, je ne représente pas mal un Z. J’ai les bras raccourcis aussi bien que les jambes, et les doigts aussi bien que les bras. Enfin je suis un raccourci de la misère humaine. […]
J’ai toujours été un peu colère, un peu gourmand et un peu paresseux. J’appelle souvent mon valet sot, et un peu après Monsieur. Je ne hais personne. Dieu veuille qu’on me traite de même. Je suis bien aise quand j’ai de l’argent, et serais encore plus aise si j’avais la santé. Je me réjouis assez en compagnie. Je suis assez content quand je suis seul. Je supporte mes maux assez patiemment, et il me semble que mon avant-propos est assez long et qu’il est temps que je le finisse. »

Cet avis plein de pudeur et de dignité est suivi d'une épître « À Messieurs mes chers amis Ménage et Sarrasin, ou Sarrazin et Ménage », qui s’achève sur ces mots :

« Au premier livre que je vous dédierai […], j’espère que vous reconnaîtrez que mon style se sera fortifié par la lecture de quelques Épistoliers modernes, que je ne nomme point, de peur de noise. Je vous donne le bon soir, et suis de tout mon âme, Messieurs mes chers amis, votre très humble et très obéissant serviteur Scarron le Mesaigné. »

Au mois de décembre suivant, Toussaint Quinet publie le troisième livre du Virgile travesti. Scarron y conclut son avis au lecteur sur une nouvelle et dernière allusion à Cyrano :

« … Il me vient de souvenir que j’avais fait un avant-propos pour me défendre d’un homme qui met tout en œuvre, soit qu’il aime ou qu’il haïsse. Mais une personne de mérite m’a prié de supprimer ce que j’avais fait contre un des plus supprimables hommes de France. Je le rengaine donc, pour le dégainer, s’il lui prend jamais envie de faire contre moi à la plume (sic). »

Scarron ne dégainera pas son avant-propos défensif. Cyrano réécrira sa lettre avec plus de virulence encore et la fera paraître dans le recueil d’Œuvres diverses de 1654, où l'on pourra lire de surcroît, à la fin de la lettre « Contre les frondeurs », quelques nouvelles pages outrancièrement hostiles contre « le malade de la Reine ». Ces pages et la lettre seront cartonnées, probablement sur intervention de Scarron lui-même, avant d'être réintroduites dans la seconde édition, en 1659.

### 1649-1652: quatre années de frondes

#### Blocus de Paris et Mazarinades
Depuis huit mois, la Fronde oppose le Parlement de Paris et les deux têtes du pouvoir royal, la reine régente Anne d'Autriche et son ministre le cardinal Mazarin, quand dans la nuit du 5 au 6 janvier 1649, la cour quitte Paris pour le château de Saint-Germain-en-Laye. Les troupes royales, commandées par le prince de Condé, commencent l’investissement de la capitale. Le Parlement lève des troupes qu'il place sous le commandement du prince de Conti (frère cadet de Condé), nommé « généralissime de la Fronde ». Le siège et le blocus prendront fin avec la Paix de Rueil, signée le 11 mars.
Durant cette période, Cyrano habite rue de l'Hirondelle, dans la paroisse de Saint-André-des-Arts. Aucun document ne permet de savoir quelles ont été ses activités pendant cette période, ni a fortiori s'il est l'auteur des quelques mazarinades que certains historiens se sont empressés de lui attribuer depuis le XIXe siècle. Tout au plus peut-on signaler une lettre intitulée « Sur le blocus d'une ville », qui n'a pas de véritable contenu politique et ne sera publiée qu'en 1662.

#### Un coq en pâte chez le pâtissier Jacques Barat
Vers la mi-novembre 1649, une reconnaissance de dette signée le 3 août 1650 nous l'apprend, Cyrano prend pension chez Jacques Barat, maître pâtissier rue de la Verrerie. Il y restera au moins jusqu'au 27 juillet 1650. Cet hébergement lui a sans doute été procuré par Henry Le Bret, dont Barat est cousin germain par alliance.

#### LesŒuvres poétiqueset leTrophée d'armes héraldiquesde Royer de Prade
Entre septembre 1649 et juillet 1651, Jean Royer de Prade, qui, en 1648, a hérité de son oncle Isaac Thibault de Courville une assez considérable fortune, fait paraître cinq volumes in-quarto, dont un recueil d'Œuvres poétiques, achevé d'imprimer le 25 mai 1650, qui s'ouvre sur un avis « À qui lit », signé « S.B.D. » et attribué le plus souvent à Cyrano :

« Lecteur, comme l’imprimeur t’a déjà dit dans un autre avertissement qui précède Annibal et Silvanus, on doit faire grand état de tout le contenu de ce recueil de vers. Mais l’auteur n’est pas de même avis et m’a chargé de te dire qu’il a besoin de ton indulgence pour plusieurs pièces qui se sentent de la faiblesse de l’âge où il était lorsqu’il les composa. Ses commencements lui paraissent languissants, parce que la suite en est trop relevée, et la multitude de pensées qui se trouvent dans ses derniers ouvrages lui fait accuser les autres d’indigence. Il croit qu’il ne suffit pas d’écrire au goût du siècle, qui n’estime plus que les choses fades et ne s’attache qu’à la superficie, puisqu’il fait moins d’état d’un chef-d’œuvre bien imaginé que de quelques mots qu’à force de les polir on a comme arrangés au compas. Il tient au contraire que le feu qui se termine en pointe se manifeste toujours par des sentiments qui semblent retenir sa forme ; que la poésie, étant fille de l’imagination, doit toujours ressembler à sa mère, ou du moins avoir quelques-uns de ses traits ; et que, comme les termes dont elle se sert s’éloignent de l’usage commun par les rimes et la cadence, il faut aussi que les pensées s’en éloignent entièrement. C’est pourquoi il estime peu ses ouvrages qui ne sont pas de cette façon, et, n’eût été l’affection qu’un père a toujours pour ses enfants, quoique difformes, il les eût supprimés, à la réserve de cinq ou six pièces que tu connaîtras assez et qu’il t’offrira quelque jour plus achevées, avec un long ouvrage de même sorte qu’il va finir. En attendant, reçois ce présent avec reconnaissance, qui du moins te donnera la satisfaction de connaître qu’il en est plusieurs capables d’écrire en un âge où d’autres ont peine à parler. Adieu. S.B.D. »

On lit, à la page 22, un sonnet adressé « À l’auteur des États et Empires de la Lune » :
 Ton esprit qu’en son vol nul obstacle n’arrête

 Découvre un autre monde à nos ambitieux,

 Qui tous également respirent sa conquête

 Comme un noble chemin pour arriver aux cieux.

 Mais ce n’est point pour eux que la palme s’apprête :

 Si j’étais du Conseil des Destins et des Dieux,

 Pour prix de ton audace on chargerait ta tête

 Des couronnes des rois qui gouvernent ces lieux.

 Mais non, je m’en dédis, l’inconstante Fortune

 Semble avoir trop d’empire en celui de la Lune ;

 Son pouvoir n’y paraît que pour tout renverser.

 Peut-être verrais-tu, dans ces demeures mornes,

 Dès le premier instant ton État s’éclipser

 Et du moins chaque mois en rétrécir les bornes.
À la page suivante, c'est une épigramme « Au Pèlerin revenu de l’autre Monde » :
 J’eusse fait un plus long ouvrage

 Sur ce grand et fameux voyage

 Dont ton livre nous fait rapport,

 Mais ma veine la plus féconde

 Se glacerait à ton abord,

 Et déjà je me juge mort,

 À voir des gens de l’autre Monde.
Ces deux poèmes établissent que dès les premiers mois de 1650, une première mouture au moins des États et empires de la lune circulait en manuscrit parmi les amis de Cyrano.
Dans le Trophée d'armes héraldiques ou la Science du blason, achevé d'imprimer le même jour, et dédié au fils du philosophe La Mothe Le Vayer, la présence de Cyrano est plus discrète : on ne le trouve que dans la « Table des matières et des familles contenues dans ce livre », à la lettre S :

« Savinian (sic) de Cyrano sieur de Bergerac porte d'azur, au chevron d'or accompagné vers le haut de deux dépouilles de lion aussi d'or, liées de gueules, et en pointe un lion aussi d'or armé et lampassé de gueules, la queue passée en sautoir au chef cousu de gueules. »

Dans les éditions suivantes (1655, 1659, 1672), le nom de Cyrano aura disparu.

#### Le grave trio desPortraits des hommes illustres
Au début de l’année 1650, trois libraires parisiens, dont Charles de Sercy, mettent en vente un volume intitulé Les Portraicts des hommes illustres francois qui sont peints dans la galerie du Palais Cardinal de Richelieu : avec leurs principales actions, armes, devises, & eloges Latins, desseignez & gravez par les Sieurs Heince & Bignon, peintres & graveurs ordinaires du Roy. Dediez a Monseigneur le Chancelier Seguier Comte de Gyen, &c ; ensemble les abregez historiques de leurs vies composez par M. de Vulson, Sieur de la Colombiere, gentil-homme ordinaire de la Chambre du Roy, &c.
Il est probable que Pierre Séguier a financé l’opération : son nom, qui se lit en grandes capitales sur la page de titre, apparaît en tant que dédicataire jusque dans le frontispice.
Le peintre Zacharie Heince est l'auteur d’un hypothétique portrait de groupe représentant le trio Le Bret-Cyrano-Royer de Prade, d’après lequel sera gravé le portrait de Cyrano qui figure en frontispice des Œuvres diverses en 1654. La même année 1654, sera publiée une Généalogie de la maison des Thibaults, de Royer de Prade, en tête de laquelle se verra un portrait de l’auteur gravé par François Bignon d’après Heince.
L'essayiste et historien protestant Marc Vulson de La Colombière, l’un des maîtres de Royer de Prade dans la «science du blason», est l’auteur de plusieurs mazarinades, dont Le Mouchard, ou Espion de Mazarin, La Parabole du temps présent, dénottant les cruautez de Mazarin contre les François et prophétisant la victoire de Messieurs du Parlement, Raisons d’estat contre le ministère estranger.
Les portraits sont précédés de sept pièces liminaires, dont un sonnet signé De Prade, un huitain signé Le Bret, et deux épigrammes adressées à Heince et Bignon, et signées De Bergerac.
L'épître dédicatoire à Séguier et l'avertissement au lecteur sont signés de Heince et Bignon. Un projet d'épître, rédigé par Cyrano pour être signé par les deux artistes, est resté à l'état de manuscrit. Il a été publié par Frédéric Lachèvre en 1921:

« Quoique cette dédicace nous soit glorieuse, puisqu’elle vous fait marcher à la tête des hommes illustres et vous choisit pour être l’arbitre des éloges qu’on doit à leur vertu, notre dessein n’est pas toutefois de vous égaler en vous les comparant. Nous savons trop que leurs vertus sont des ruisseaux qui coulent depuis quatre siècles et s’assemblent en vous pour former une mer ; que la nature en les produisant s’essayait ; et quoiqu’on la fasse toute-puissante, qu’elle a sué à l’accouchement de votre Grandeur. Mais nous voulons, en vous mettant au frontispice de notre Panthéon, que vous ayez à votre suite des personnes qui ont laissé derrière elle les plus augustes princes de la terre. Cette troupe de héros français que nous vous présentons est ravie qu’étant le chef de justice de ce royaume, vous ordonniez de ce qu’ils méritent. C’est pourquoi, Monseigneur, ils vous conjurent, puisque vous n’êtes pas dans le temple, de choisir à la porte ceux qui seront dignes d’entrer. Nos illustres ne pouvaient vous offrir d’emploi plus honorable, y ayant des monarques parmi eux, que de vous établir le juge des rois. Voilà tout ce que peuvent des tableaux ; voilà tout ce que nous pouvons aussi après les acclamations générales de l’Europe ; mais encore que ce soit peu pour l’illustre Séguier, ce sera beaucoup pour nous, car s’il est vrai que cette galerie conserve le souvenir des grands hommes, nous aurons l’honneur de vous avoir gravé au temple de mémoire et de vous avoir traité à la façon des demi-dieux, à qui l’on dédiait des images. Mais parce que votre nom méritait une immortalité plus solide, afin que vous fussiez en bronze, nous vous avons buriné et nous avons mis, selon la coutume, aux pieds de votre statue, Monseigneur, vos très humbles… »

#### Le trio burlesque duParasite Mormon
Au cours de l'été 1650 est imprimé et mis en circulation, sans nom d'auteur, sans adresse de libraire et sans mention de permission ni de privilège, un livre de 204 pages intitulé Le Parasite Mormon, histoire comique, qui, en dépit de ces indications de clandestinité, ne paraît pas avoir fait l'objet de poursuites. L'auteur en est le jeune François de La Mothe Le Vayer, fils du philosophe, lequel a été nommé depuis peu précepteur de Philippe d'Anjou, frère de Louis XIV.
[…]

### 1653-1654: l'adieu à la liberté

#### Le choix d'un patron

##### Jean de Gassion

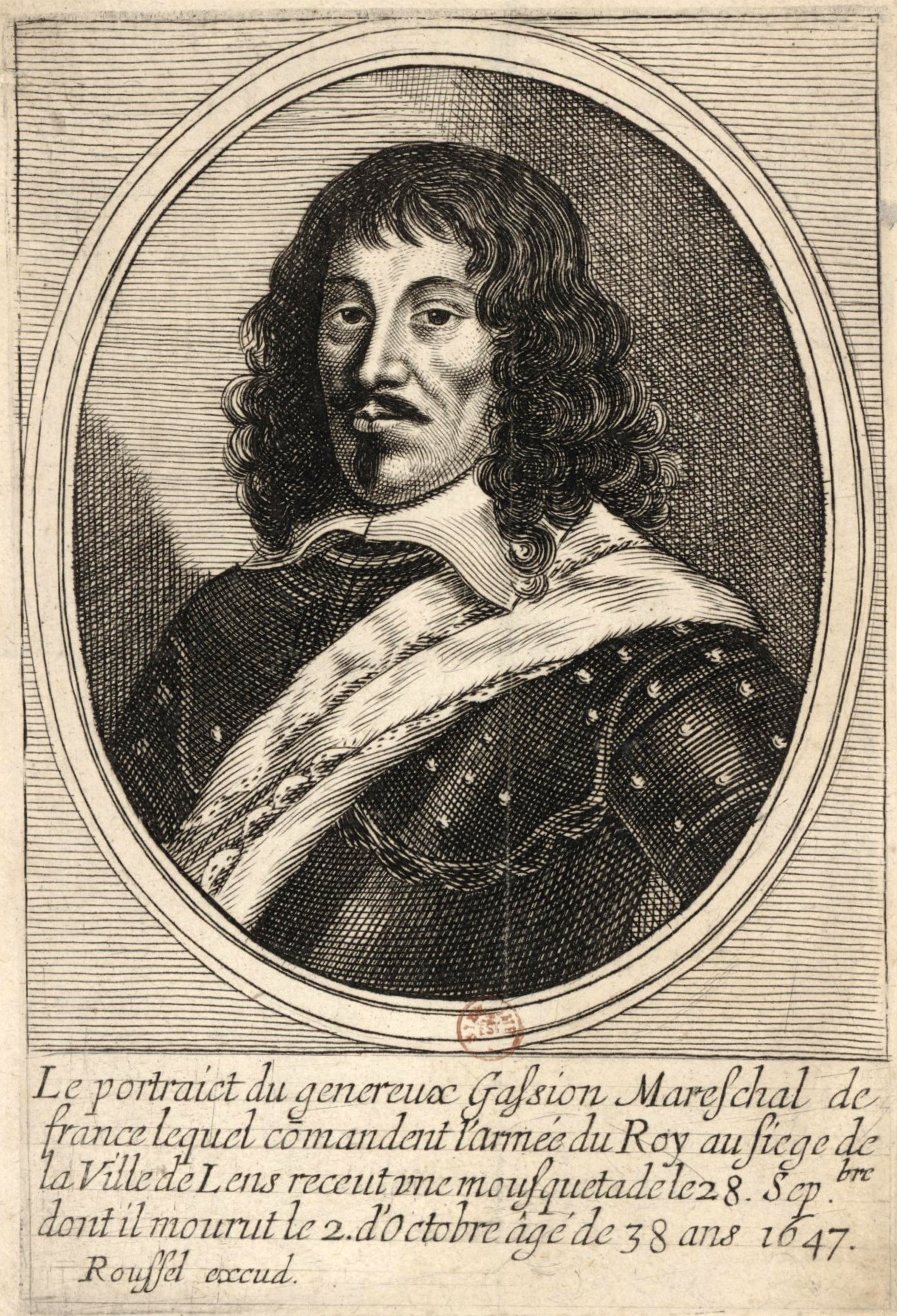
Portrait du maréchal Jean de Gassion.

Le Bret écrit dans la préface des États et empires de la lune de 1657 :

« Je crois que c’est rendre à Monsieur le maréchal de Gassion une partie de l’honneur qu’on doit à sa mémoire, de dire qu’il aimait les gens d’esprit et de cœur, parce qu’il se connaissait en tous les deux, et que, sur le récit que Messieurs de Cavois et de Cuigy lui firent de Monsieur de Bergerac, il le voulut avoir auprès de lui ; mais la liberté dont il était encore idolâtre (car il ne s’attacha que longtemps après à Monsieur d’Arpajon) ne put jamais lui faire considérer un si grand homme que comme un maître, de sorte qu’il aima mieux n’en être pas connu et être libre que d’en être aimé et être contraint. »

Il y avait pourtant une affinité d'humeurs certaine entre le cadet parisien et le maréchal gascon. De même que, s'il faut en croire Le Bret, Cyrano faisait montre « d'une si grande retenue envers le beau sexe qu'on peut dire qu'il n'est jamais sorti du respect que le nôtre lui doit », de même, selon ce que Théophraste Renaudot exposait à ses lecteurs dans un « Extraordinaire » de sa Gazette paru dix jours après la mort du grand homme, Gassion n'était pas seulement indifférent à l'amour, « il avait une si grande aversion aux filles et aux femmes, et à toutes les coquetteries qui en dépendent, qu’il est malaisé de concevoir comment, étant de cette humeur, il ne laissait pas de pratiquer fort adroitement la civilité et courtoisie, qui semble s’apprendre mieux avec ce sexe que dans toutes les écoles de la morale » .
De surcroît, Gassion était un homme cultivé, qui « entretenait un commerce de lettres avec un des plus beaux esprits et des plus savants hommes que le monde ait jamais vus [l'érudit protestant Claude Saumaise],. »
Gassion étant mort en octobre 1647, et Pierre Ogier de Cavoie n'étant âgé à cette date que de dix-neuf ans, l'offre que le maréchal aurait faite à Cyrano d'entrer à son service ne peut avoir eu lieu très longtemps auparavant, en tout cas après le siège d'Arras, qui, à en croire Le Bret, aurait mis fin à la période militaire de Cyrano.
Ici encore, comme à propos des duels, on peut s'étonner des éloges décernés au protestant Gassion par un homme qui s'apprête à consacrer le reste de sa vie à combattre les réformés de Montauban. Mais peut-être faut-il y voir une pique en direction de Louis d'Arpajon, qui, au dire de Tallemant des Réaux, « avait tant pesté » quand en 1643, après la victoire de Rocroi, Gassion, son cadet de près de vingt ans, s'était vu décerner le bâton de maréchal que lui, Arpajon, « mourait d'envie » de recevoir.

##### Louis d'Arpajon

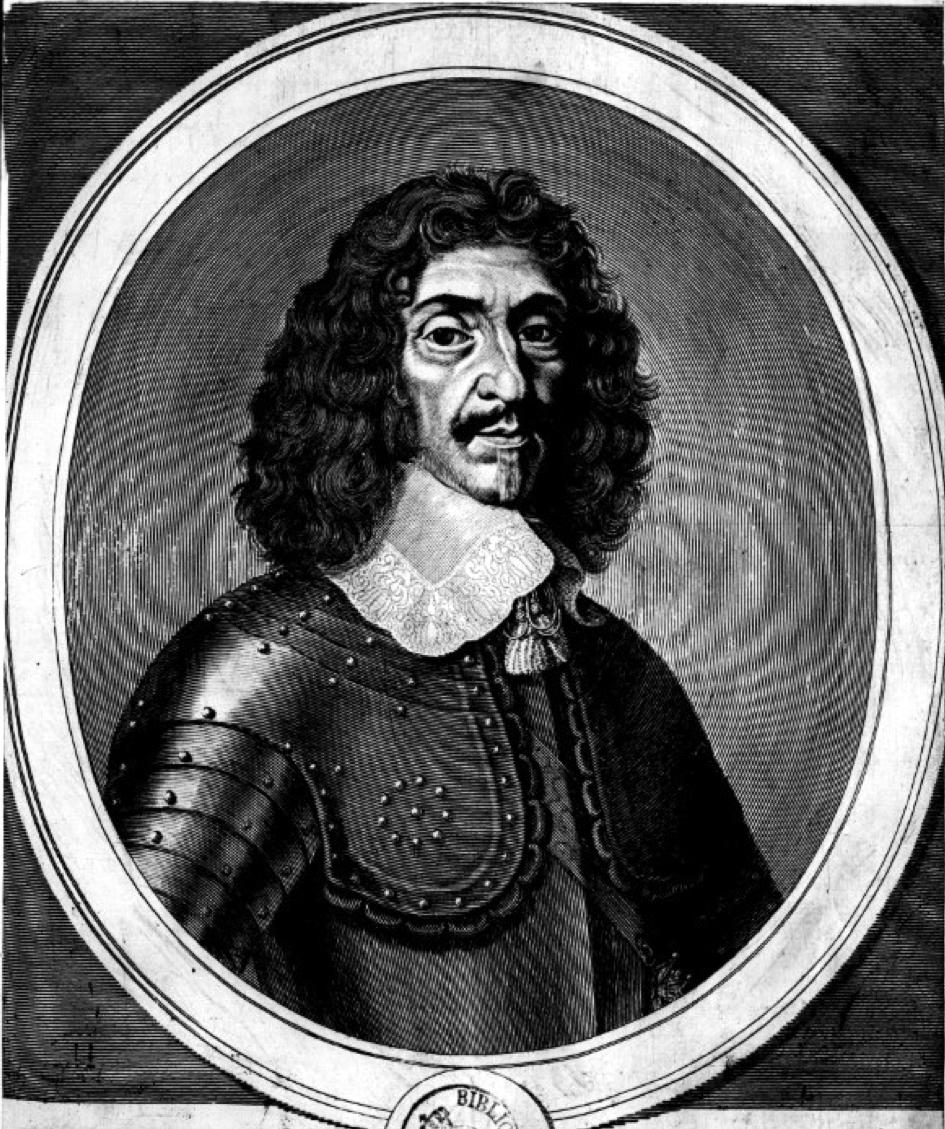
Louis, duc d'Arpajon, par Michel Lasne, 1653.

En juin 1653, « pour complaire à ses amis, qui lui conseillaient de se faire un patron qui l'appuyât à la cour ou ailleurs » [Le Bret], Cyrano accepte d'entrer au service du duc d'Arpajon.
Louis, vicomte d'Arpajon, marquis de Séverac, comte de Rodez, baron de Salvagnac, de Montclar, etc., né vers 1590, avait derrière lui une longue et brillante carrière militaire, quand, en 1648, Mazarin l'a nommé ambassadeur extraordinaire auprès du roi de Pologne. La réussite de cette mission de dix mois, dont on peut suivre les étapes semaine après semaine dans la Gazette de Renaudot, et sa fidélité au pouvoir royal au début de la « Fronde des princes » lui valent d'être créé, en décembre 1650, duc, pair de France et lieutenant général des armées du roi.
Veuf depuis dix-huit ans de Gloriande de Lauzières de Thémines (1602-1635), dont il a eu plusieurs enfants, il se remariera en février 1657 avec Marie-Élisabeth de Simiane de Moncha, qui mourra en couches neuf mois plus tard ; il se remariera une troisième fois en 1659 avec Catherine-Henriette d'Harcourt (1630-1701).
Ce personnage a été le plus souvent négligé par les biographes de Cyrano, qui ne se sont pas attardés sur les relations que celui-ci avait pu entretenir avec le duc et sa fille Jacqueline et sur la nature de ses activités au service de cette maison. « Il est difficile, s'étonne Madeleine Alcover, de comprendre pourquoi Cyrano a choisi ce protecteur, qui s'entourait d'écrivains pour le decorum et à qui Tallemant a fait une bien plaisante réputation. Sa relation avec Cyrano ne pouvait être qu'une bombe à retardement. »
Un manuscrit anonyme décrit l'homme en des termes plus flatteurs : « M. d’Arpajon, courageux, vaillant, irrésolu, changeant, Amadis et visionnaire. » Dans la seconde partie de sa Clélie, achevée d'imprimer en septembre 1655, Madeleine de Scudéry décrit le duc sous le nom de « prince d'Agrigente » :

« Il a de l’esprit, de l’étude, de la capacité et de l’expérience. Il est bon soldat et grand capitaine ; il sait tenir ses troupes dans une exacte discipline, et il sait admirablement l’art de se faire craindre et aimer de ses soldats en particulier et de ses sujets en général. Il a de plus tout à fait le procédé d’un homme de sa naissance ; car il est doux, civil et obligeant, principalement pour les dames. Il entend et parle avec facilité plusieurs langues ; il aime les lettres et toutes les belles choses ; il est magnifique et libéral, et a le cœur sensiblement touché de la belle gloire. Il prend tous les plaisirs des honnêtes gens, et il conserve un certain air galant qui fait voir à ceux qui s’y connaissent qu’il a eu le cœur très sensible à l’amour. »

En juillet 1649, le poète Saint-Amant lui a dédié la troisième partie de ses Œuvres. En février 1653, c'est au tour de Charles Beys de lui dédier ses Illustres fous.
En 1654, ce sera Arpajon, probablement, qui financera la publication, chez le libraire Charles de Sercy, de La Mort d'Agrippine et d'un recueil d'Œuvres diverses.

##### Jacqueline d'Arpajon
Jacquette-Hippolyte (dite Jacqueline d'Arpajon (1625-1695), fille unique du duc et de Gloriande de Lauzières de Thémines, est Philonice dans la seconde partie de Clélie, achevée d'imprimer le 15 septembre 1655. Son absence dans la première partie, achevée d'imprimer en août 1654, donne à penser qu'elle a fréquenté les fameux « samedis » de Madeleine de Scudéry, rue Vieille-du-Temple, pendant l'année 1654. Sapho fait d'elle un long portrait délicatement nuancé, qui suggère une relation particulièrement étroite entre les deux femmes.
Elle était arrivée à Paris, venant de Séverac, avec son père, après la fin de la Fronde des Princes, en février ou mars 1653. Partie prendre les eaux à Bourbon au cours de l'année 1655, elle n'en revint, semble-t-il, que pour entrer, en juillet de la même année, au couvent des Carmélites du faubourg Saint-Jacques, contre l'avis du duc et en dépit d'une « grande lettre » que lui adressa Madeleine de Scudéry pour tenter de l'en faire sortir. Dans la dernière partie de Clélie, un personnage qui s'inquiète de savoir « si l'aimable Philonice est toujours parmi les Vierges voilées », s'entend répondre qu' « une amie très fidèle qu'elle a laissée dans le monde la regrette continuellement ».
Cyrano composera pour elle un sonnet, qui se lit après l'épître dédicatoire des Œuvres diverses de 1654 :
Le vol est trop hardi, que mon cœur se propose :

Il veut peindre un soleil par les dieux animé,

Un visage qu'Amour de ses mains a formé,

Où des fleurs du printemps la jeunesse est éclose ;

Une bouche où respire une haleine de rose

Entre deux arcs flambant d'un corail allumé,

Un balustre de dents en perles transformé

Au-devant d'un palais où la langue repose ;

Un front où la pudeur tient son chaste séjour,

Dont la table polie est le trône du jour,

Un chef-d'œuvre où s'est peint l'ouvrier admirable.

Superbe, tu prétends par-dessus tes efforts :

L'éclat de ce visage est l'éclat adorable

De son âme qui luit au travers de son corps.

#### Imprimé in-quarto

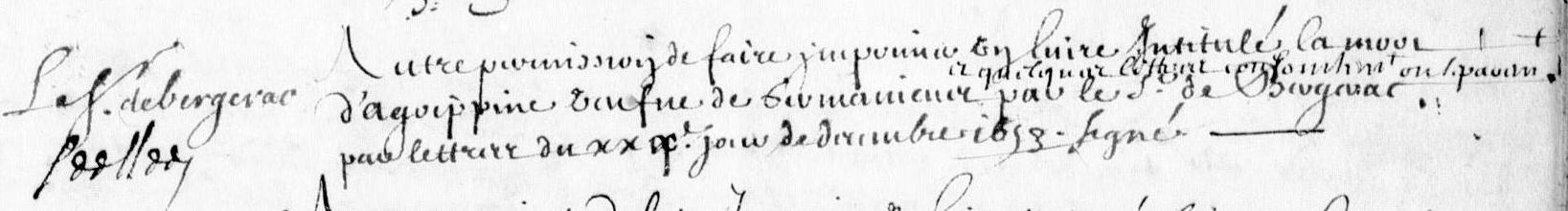
Permission d'imprimer La Mort d'Agrippine veuve de Germanicus et quelques lettres, décembre 1653.

En décembre 1653, Cyrano sollicite et obtient un privilège au nom du « sieur de Bergerac » pour l'impression de « La Mort d'Agrippine, veuve de Germanicus » et « quelques lettres conjointement ou séparément ». Le 8 janvier suivant, le libraire Charles de Sercy, à qui Cyrano aura « cédé et transporté » son privilège, le fera enregistrer. La tragédie et les lettres seront finalement publiées en deux volumes séparés.

##### La Mort d'Agrippine
La Mort d'Agrippine, tragédie par Mr de Cyrano Bergerac est publiée en premier, sans achevé d'imprimer, probablement dans les premiers jours de mai 1654. Un avis du libraire au lecteur, placé en tête du volume, annonce la parution imminente des lettres :

« Mon cher lecteur, après vous avoir donné l’impression d’un si bel ouvrage, j’ai cru vous devoir un volume des lettres du même auteur, pour satisfaire entièrement votre curiosité. Il y en a qui contiennent des descriptions, il y en a de satiriques, il y en a de burlesques, il y en a d’amoureuses, et toutes sont dans leur genre si excellentes et si propres à leurs sujets que l’auteur paraît aussi merveilleux en prose qu’en vers. C’est un jugement que vous en ferez, non pas avec moi, mais avec tous les hommes d’esprit qui connaissent la beauté du sien. Je fais rouler la presse avec autant de diligence qu’il m’est possible, pour vous en donner le contentement, et à moi celui de vous faire avouer que je vous ai dit la vérité. »

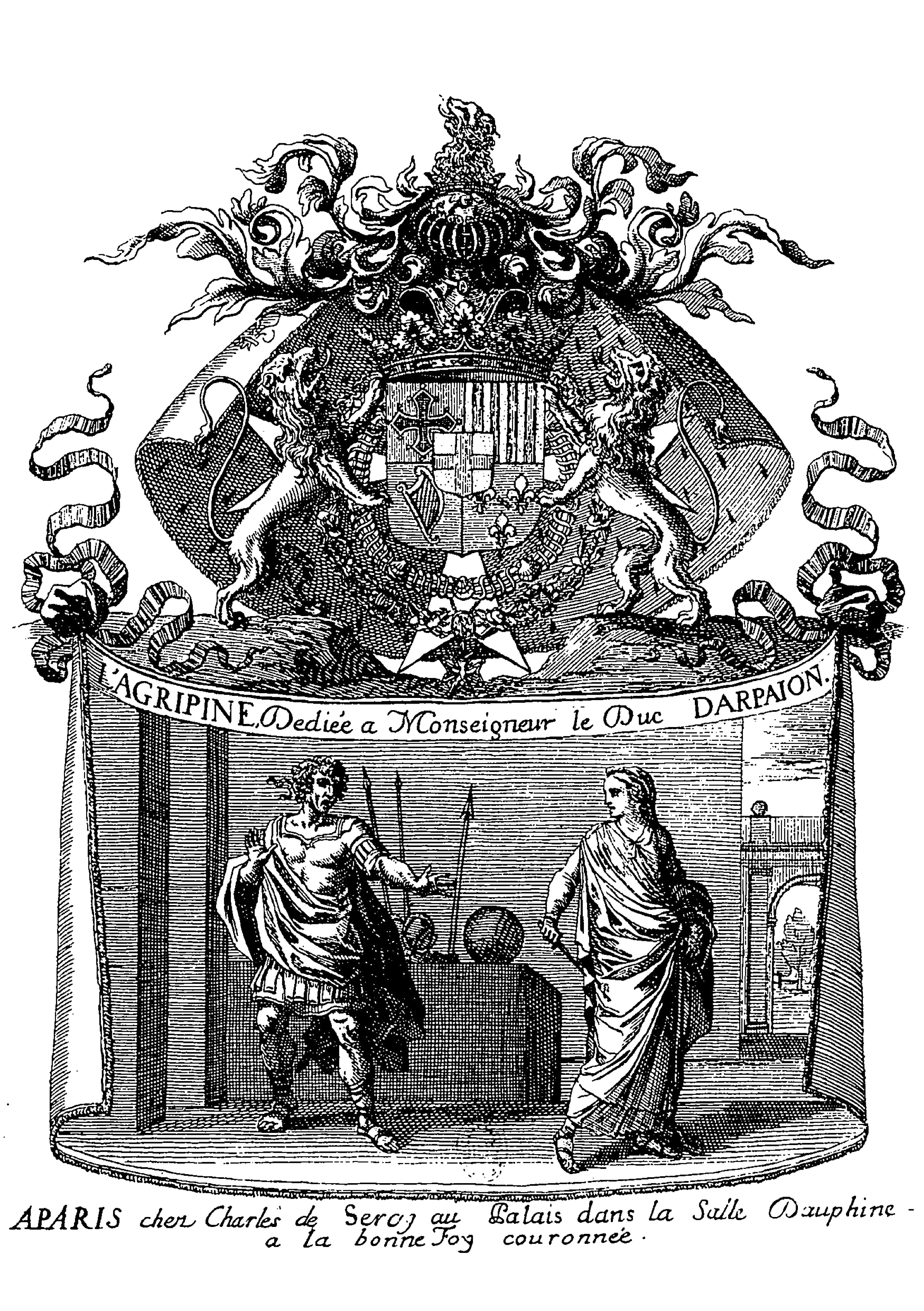
Frontispice de La Mort d'Agrippine, 1654.

L'un des plus récents éditeurs de la pièce écrit qu'elle « fut jouée, probablement à la fin de 1653 […] on peut penser que ce fut à l’Hôtel de Bourgogne. Elle aurait été retirée après quelques représentations, pour avoir choqué le public par quelques vers où s’exprimait un libertinage philosophique un peu trop net. » On peut objecter que si la pièce avait été retirée pour des raisons religieuses, le duc d'Arpajon, dont rien ne permet de mettre en doute la foi, n'en aurait probablement pas financé l'impression, et n'aurait accepté ni l'utilisation de ses armes, ni l'hommage que lui rend Cyrano.
Si la pièce n'a pas été jouée en public avant son impression, elle l'a été en tout cas après, et du vivant même de son auteur, comme en témoigne le physicien Christian Huygens, qui en verra une représentation donnée à Rouen le 12 juillet 1655.
Il n'est pas impossible, cependant, qu'elle ait été donnée en privé chez le duc d'Arpajon, comme semble l'avoir été, au cours du premier semestre de 1653, la tragédie de Zénobie, reine d’Arménie, de l’avocat Jacques Pousset de Montauban, dont l'auteur avait dédié l'impression à Jacqueline d'Arpajon en ces termes : «… Je vous demande seulement une protection que M. le Duc, votre père, m’a fait l’honneur de me dire que vous m’accorderiez. Il a vu Zénobie sur un superbe théâtre, et ce qu’il n’a pas cru indigne de ses yeux, il m’a assuré qu’il ne déplairait pas aux vôtres… » L'épître dédicatoire était suivi d'un sonnet liminaire signé du sieur de Saint-Gilles, ami de Cyrano.
Le frontispice, gravé tout exprès pour cette impression, n'est pas signé. Il représente, dans sa partie supérieure, les armes du duc d’Arpajon, et en dessous, une scène de théâtre sur laquelle Tibère, bouche ouverte dans un cri de frayeur ou d'horreur, tend les mains dans un geste de défense, tandis qu'Agrippine, le visage tourné vers lui, mais le corps à l'opposé, tient dans sa droite un poignard dont la pointe semble dirigée contre elle-même plutôt que contre Tibère.
L'épître dédicatoire au duc d'Arpajon pousse très loin la flatterie ; après avoir détaillé la brillante carrière militaire du duc, Cyrano va jusqu'à écrire : «Mais tant de glorieux succès ne sont point des miracles pour une personne dont la profonde sagesse éblouit les plus grands génies et en faveur de qui Dieu semble avoir dit par la bouche de ses prophètes que le sage aurait droit de commander aux astres…»

##### LesŒuvres diverses
Les Œuvres diverses de Mr de Cyrano Bergerac sont achevées d'imprimer le 12 mai 1654. Le volume s'ouvre, comme La Mort d'Agrippine, sur une épître dédicatoire au duc d'Arpajon :

« Monseigneur, Ce livre ne contient presque qu’un ramas confus des premiers caprices, ou, pour mieux dire, des premières folies de ma jeunesse. J’avoue même que j’ai quelque honte de l’avouer dans un âge plus avancé ; et cependant, Monseigneur, je ne laisse pas de vous le dédier, avec tous ses défauts, et de vous supplier de trouver bon qu’il voie le monde sous votre glorieuse protection. Que direz-vous, Monseigneur, d’un procédé si étrange ? Vous croirez peut-être que c’est manquer de respect pour vous, que de vous offrir une chose que je méprise moi-même, et de mettre votre nom illustre à la tête d’un ouvrage où j’ai bien de la répugnance de voir le mien. J’espère néanmoins, Monseigneur, que mon respect et mon zèle vous seront trop connus pour attribuer la liberté que je prends à une cause qui me serait si désavantageuse. Il y a près d’un an que je me donnai à vous, et depuis cet heureux moment tenant pour perdu tout le temps de ma vie que j’ai passé ailleurs qu’à votre service, et ne me contentant pas de vous avoir dévoué tout ce qui m’en reste, j’ai tâché de réparer cette perte en vous en consacrant encore les commencements, et, parce que le passé ne se peut rappeler pour vous être offert, vous présenter au moins tout ce qui m’en demeure et faire en sorte par ce moyen que n’ayant pas eu l’honneur d’être à vous toute ma vie, toute ma vie ne laisse pas en quelque façon d’avoir été pour vous. […] C’est ce qui me fait espérer, Monseigneur, que vous ne refuserez pas l’offrande que je vous fais de ces ouvrages, et que vous ne trouverez pas mauvais que je me dise, aussi bien au commencement de ces lettres qu’au commencement de l’Agrippine, Monseigneur, votre très humble, très obéissant et très obligé serveur, De Cyrano Bergerac. »

L'épître est suivie du sonnet à Mlle d'Arpajon reproduit ci-dessus.

#### Coup et blessure

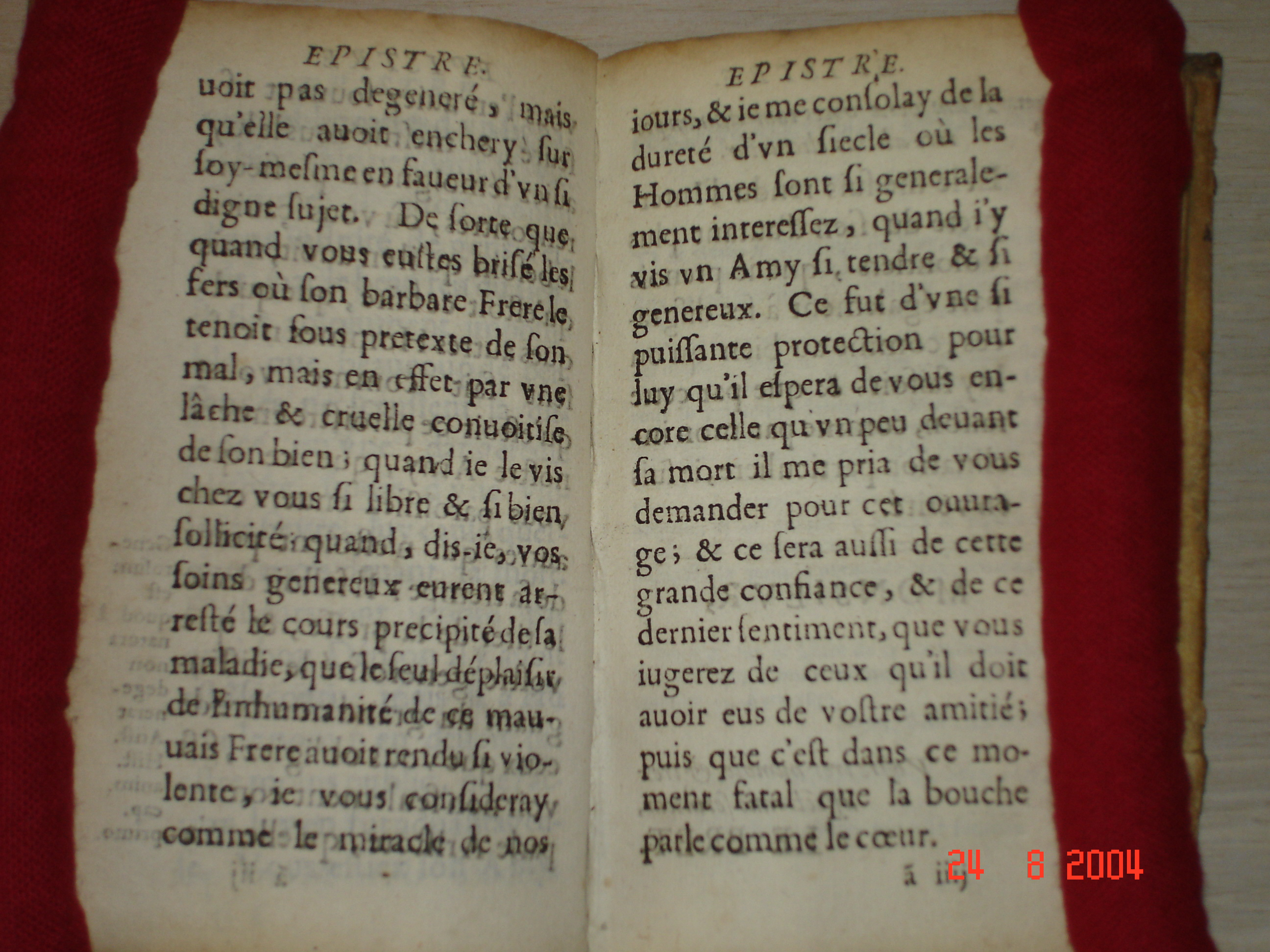
Pages d'une première version (non cartonnée) de l'épître dédicatoire de l’Histoire comique des États et empires de la Lune (1657), dans laquelle Le Bret accusait Abel II d'avoir séquestré son frère malade. Exemplaire conservé à la bibliothèque Pompidou de Châlons-en-Champagne.

Ici encore, il faut relire Le Bret, dont le témoignage manque hélas de clarté, au point qu'il donne lieu à plusieurs hypothèses, parfois contradictoires, concernant les derniers mois, voire les dernières années de la vie de Cyrano.
Dans l'épître dédicatoire des États et empires de la Lune, adressée à Tanneguy Regnault des Boisclairs, Le Bret écrit :

« Je satisfais à la dernière volonté d'un mort que vous obligeâtes d'un signalé bienfait pendant sa vie. Comme il était connu d'une infinité de gens d'esprit par le beau feu du sien, il fut absolument impossible que beaucoup de personnes ne sussent la disgrâce qu'une dangereuse blessure suivie d'une violente fièvre lui causa quelques mois devant sa mort. […] Quand vous eûtes brisé les fers où son barbare frère le tenait, sous prétexte de son mal, mais en effet par une lâche convoitise de son bien, quand je le vis chez vous si libre et si bien sollicité, quand, dis-je, vos soins généreux eurent arrêté le cours précipité de sa maladie, que le seul déplaisir de l'humanité de ce mauvais frère avait rendue si violente, je vous considérai comme le miracle de nos jours… »

Les termes de la préface sont différents. Le Bret évoque d'abord allusivement la fin dramatique des relations de Cyrano avec Arpajon, avant de mentionner le rôle joué successivement par Jacques Rohault et Tanneguy Regnault des Boisclairs :

« Pour complaire à ses amis qui lui conseillaient de se faire un patron qui l'appuyât à la cour ou ailleurs, il vainquit le grand amour qu'il avait pour sa liberté, et jusqu'au jour qu'il reçut à la tête le coup dont j'ai parlé, il demeura auprès de M. le duc d'Arpajon.
M. Rohault eut tant d'amitié pour M. de Bergerac, et s'intéressa de telle sorte pour ce qui le touchait, qu'il fut le premier qui découvrit les mauvais traitements que lui faisait son frère et qui rechercha soigneusement, avec tous ses amis, le moyen de le soustraire aux cruautés de ce barbare. Mais M. des Boisclairs […] crut trouver en M. de Bergerac une trop belle occasion de satisfaire sa générosité pour en laisser la gloire aux autres, qu'il résolut de prévenir et qu'il prévint en effet, dans une conjoncture d'autant plus utile à son ami que l'ennui de sa longue captivité le menaçait d'une prompte mort, dont une violente fièvre avait déjà commencé le triste prélude. Mais cet ami sans pair l'interrompit par un intervalle de quatorze mois qu'il le garda chez lui, et il eût eu, avec la gloire que méritent tant de grands soins et tant de bons traitements qu'il lui fit, celle de lui avoir conservé la vie, si ses jours n'eussent été comptés et bornés à la trente-cinquième année de son âge… »

Il n'est question, dans ces pages de Le Bret, ni de poutre, ni de tuile, ni d'aucun autre objet contondant. Ce n'est que trente-deux ans plus tard, dans l'article « Cyrano de Bergerac (N. de) » du Supplément ou troisième volume du Grand dictionnaire historique de Louis Moréri (1689), qu'apparaît la fameuse « pièce de bois » dont la plupart des biographes feront état par la suite : « La mort de Cyrano, écrit Pierre de Saint-Glas, abbé de Saint-Ussans, probable auteur de cet article, arriva en 1655 par un coup d'une pièce de bois qu'il reçut par mégarde sur la tête, quinze ou seize mois auparavant, en se retirant un soir de chez M. le duc d'Arpajon. » L'article entier n'étant qu'une paraphrase de la préface de Le Bret, rien ne permet d'accorder foi à ce qui apparaît comme une simple « broderie ».
L'imprécision du témoignage de Le Bret ne permet pas de décider si la blessure fatale fut le résultat d'un simple accident ou d'une véritable tentative d'assassinat.

#### Question de chronologie

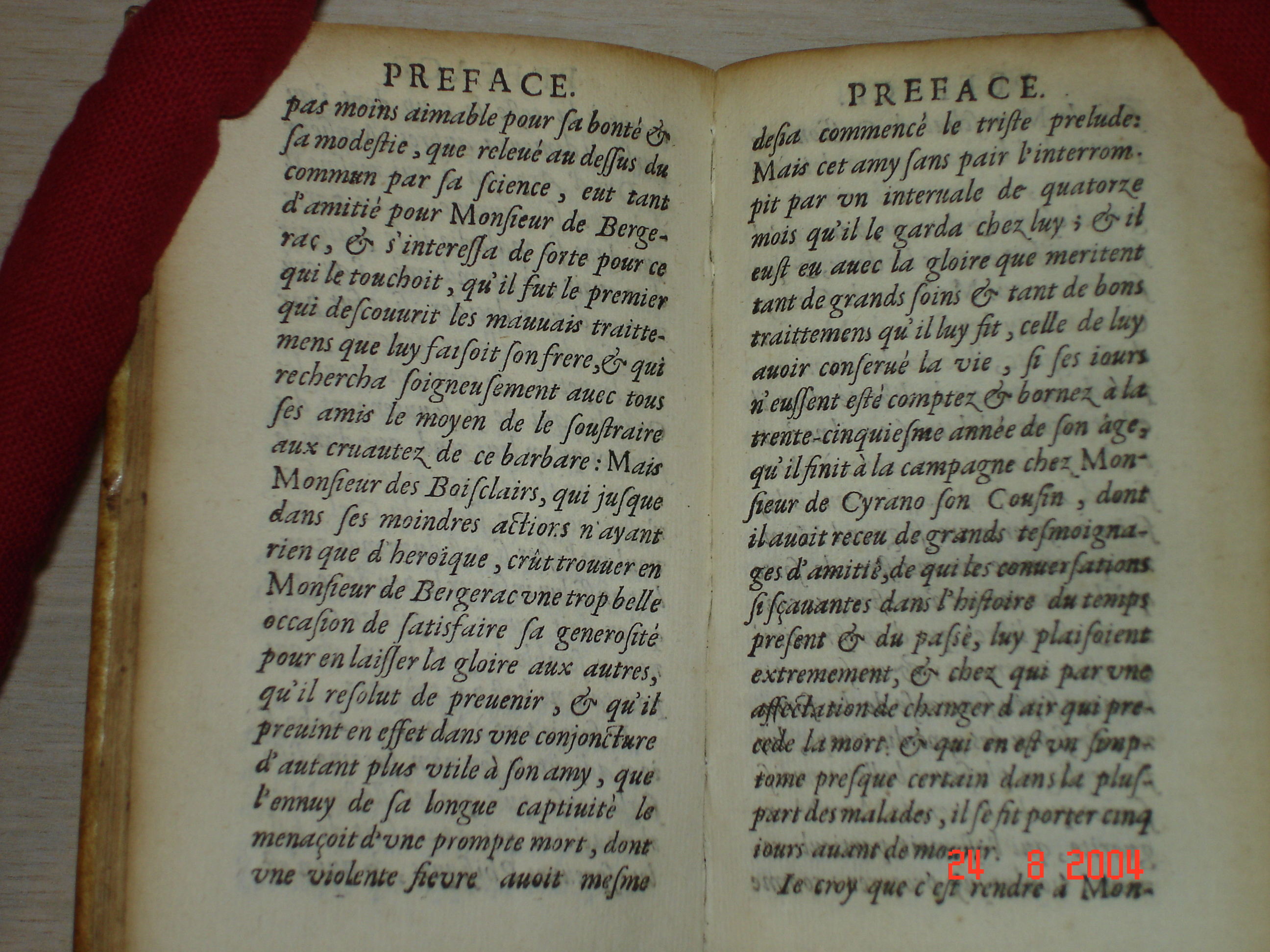
Pages de la version non cartonnée de la préface de l'Histoire comique des États et empires de la Lune.

Il n'est pas moins difficile d'établir une chronologie précise des événements qui devaient conduire à la mort de Cyrano.
Le texte de Le Bret fait se succéder quatre lieux et quatre temps de résidence pour cette dernière période :
- le domicile parisien du duc d'Arpajon (dans le Marais[Note 104]), où Savinien « demeura »[Note 105] jusqu'à ce qu'il reçoive, « quelques mois devant sa mort », le fatal « coup à la tête » ;
- la maison d'Abel II de Cyrano (au faubourg Saint-Jacques), où le blessé, en proie à une « violente fièvre », aurait connu une « longue captivité » ;
- la maison de Tanneguy Regnault des Boisclairs (rue de la Tissanderie, dans le Marais), où il aurait été hébergé et soigné pendant « quelques mois » [dans le texte de l'épître dédicatoire] ou « quatorze mois » [dans la préface] ;
- la demeure de son cousin Pierre II de Cyrano, sieur de Cassan (à Sannois), où « il se fit porter, cinq jours avant de mourir ».

Les « quelques mois » de l'épître s'accordant mal avec les « quatorze mois » de la préface (augmentés, qui plus est, de la « longue captivité » chez Abel), Madeleine Alcover choisit de privilégier la seconde version, parce qu'il est difficile, selon elle, « d'imaginer une erreur sur une information si précise (« quatorze mois »), tandis qu'il suffit d'imaginer une omission pour expliquer les « quelques mois » : elle propose donc de lire un an et quelques mois. » Cette hypothèse la conduit à situer le « coup à la tête » entre décembre 1653 — dans le temps même où Cyrano obtenait les permissions d'imprimer La Mort d'Agrippine et les Œuvres diverses — et la mi-mai 1654, durée qu'il faut réduire d'un certain nombre de semaines ou de mois, compte tenu de la « longue captivité » qui s'intercale entre le coup et la libération par Tanneguy des Boisclairs. Or, c'est dans cette fourchette que se situe un fait divers rapporté par Jean Loret dans sa Muze historique du 10 janvier 1654 : dans les premiers jours de la nouvelle année, le carrosse d'Arpajon a été la cible d'un guet-apens nocturne, au cours duquel un homme de la suite du duc a été « porté par terre, / Mortellement blessé, dit-on, / D'un sanglant coup de mousqueton ». Dans une telle hypothèse, Cyrano serait demeuré sept mois auprès du duc d'Arpajon, aurait été blessé dix-neuf mois avant sa mort, serait resté prisonnier de son frère pendant cinq mois, et c'est au cours de cette captivité que La Mort d'Agrippine et les Œuvres diverses auraient été imprimées et mises en vente.
Une autre hypothèse est possible ; au lieu d’une omission, on peut imaginer une confusion : le typographe chargé de composer le texte de la préface aurait lu quatorze au lieu de quatre. Quatre mois, ce sont en effet « quelques mois », et, compte tenu de la « longue captivité », on serait conduit à situer l’arrivée chez Tanneguy des Boisclairs vers la fin de mars 1655 et le coup à la tête dans les premiers mois de l’année. Un nouveau fait divers, rapporté par Loret dans sa Muze historique du 16 janvier 1655 et par Scarron dans sa gazette en vers du 21, viendrait conforter cette seconde hypothèse : une semaine auparavant, l’hôtel d’Arpajon a été partiellement ravagé par un incendie, au cours duquel Cyrano aurait pu être blessé. Dans la nouvelle chronologie ainsi dessinée, Cyrano serait demeuré dix-neuf mois auprès du duc d'Arpajon, il aurait reçu un coup à la tête sept mois avant sa mort et serait resté captif d'Abel pendant deux mois et demi.
Mais peut-être la blessure fatale n'est-elle liée à aucun des deux incidents rapportés par les gazettes, et l'on peut rester dans l'approximation du Dictionnaire de Moréri citée plus haut : « La mort de Cyrano arriva en 1655 par un coup d'une pièce de bois qu'il reçut par mégarde sur la tête, quinze ou seize mois auparavant…»

#### Chez Tanneguy Regnault des Boisclairs

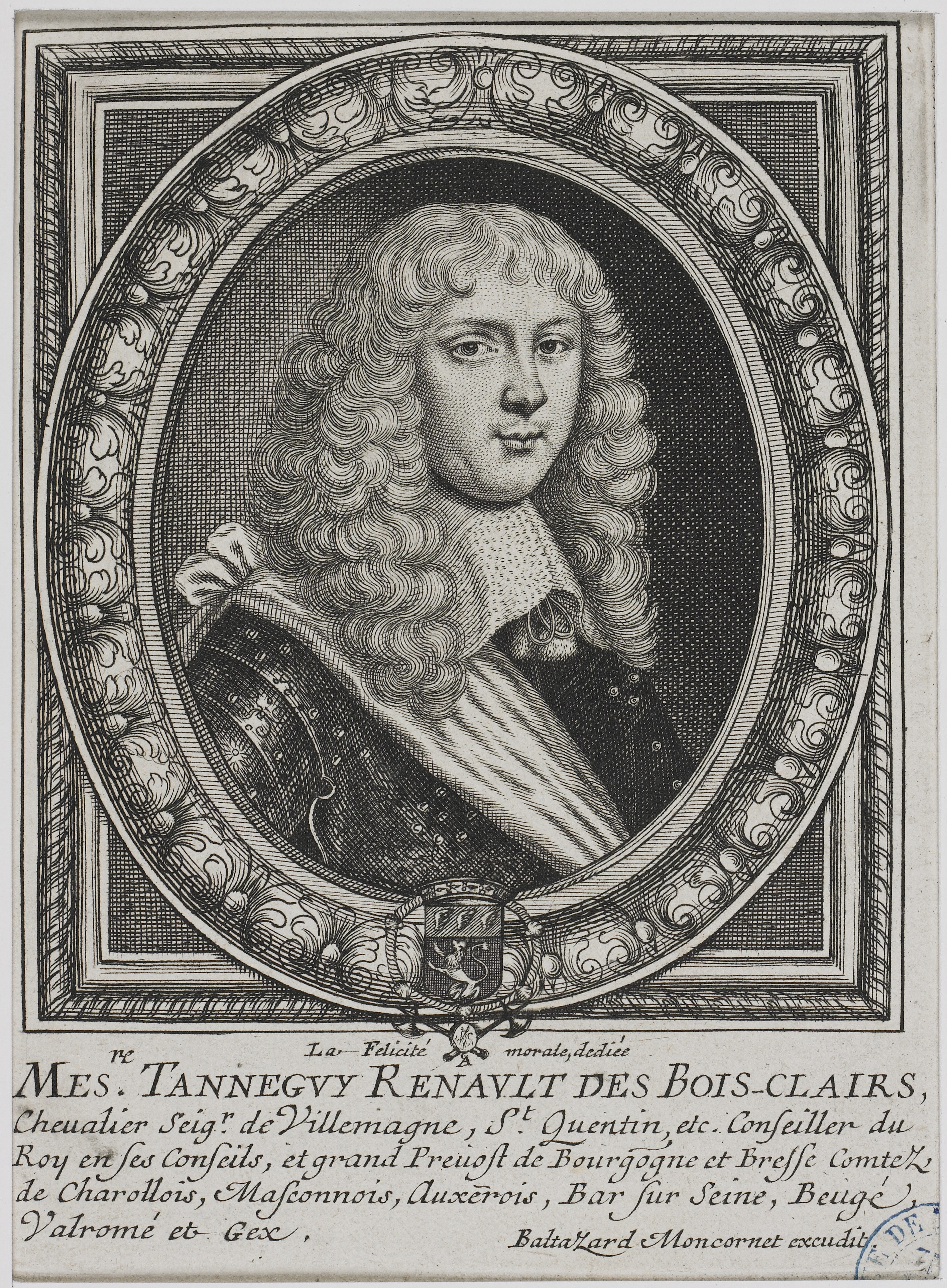
Tanneguy Regnault des Boisclairs, par Balthasar Montcornet.

Abandonné par le duc d'Arpajon pendant sa maladie (s'il faut en croire Le Bret), Cyrano est recueilli par Tanneguy Regnault des Boisclairs, qui héberge déjà chez lui, rue de la Tissanderie, paroisse Saint-Jean-en-Grève, un frondeur notoire, l'abbé Laurent de Laffemas, fils d'Isaac, l'ancien lieutenant civil et criminel de la prévôté de Paris sous Richelieu.

#### Les convertisseuses
Après avoir évoqué les amis de Cyrano et son refus d'entrer au service du maréchal de Gassion, Le Bret écrit :

« Cette humeur, si peu soucieuse de la fortune et si peu des gens du temps, lui fit négliger plusieurs belles connaissances que la révérende mère Marguerite [Marie de Senaux, épouse séparée de Raymond Garibal], qui l’estimait particulièrement, voulut lui procurer, comme s’il eût pressenti que ce qui fait le bonheur de cette vie lui eût été inutile pour s’assurer celui de l’autre. Ce fut la seule pensée qui l’occupa sur la fin de ses jours, d’autant plus sérieusement que Madame de Neuvillette [Madeleine Robineau], cette femme toute pieuse, toute charitable, toute à son prochain, parce qu’elle est toute à Dieu, et de qui il avait l’honneur d’être parent du côté de la noble famille des Béranger [sic, pour Bellanger], y contribua, de sorte qu’enfin le libertinage, dont la plupart des jeunes gens sont soupçonnés, lui parut un monstre, pour lequel je puis témoigner qu’il eut depuis cela toute l’aversion qu’en doivent avoir ceux qui veulent vivre chrétiennement. »

Ces quelques lignes ne permettent pas de savoir à quelle période de la vie de Cyrano et dans quelles circonstances la Mère Marguerite, tante par alliance de Pierre de Bertier, l’évêque de Montauban, dont Le Bret devient le bras droit au cours de l’année 1657, a tenté de le faire rencontrer ces «gens du temps» susceptibles d'assurer sa fortune, ni qui sont précisément ces «belles connaissances», qu'il faut très certainement chercher dans les milieux dévots. Le père Étienne-Thomas Souèges, auteur de La Vie de la vénérable Mère Marguerite de Jésus, professe du monastère de Ste-Catherine de Sienne à Toulouse, et fondatrice de ceux de S.-Thomas et de la Croix à Paris, nous fait connaître, p. 42, que la comtesse de Brienne, femme du secrétaire d’État, mère de Louis-Henri de Loménie de Brienne, jeune ami de Cyrano cité par Le Bret (voir ci-dessous) et qui, selon Mme de Motteville, était une intime, voire une confidente, de la reine Anne d'Autriche, était «grande amie de la Mère et singulièrement affectionnée à notre ordre».
Quant à la «toute charitable» baronne de Neuvillette, il ne paraît pas qu'elle soit venue en aide de manière concrète à son cousin impécunieux. Ce n'est pourtant pas manque de moyens : le jour de Noël 1656, elle fera un don considérable — 25 000 livres — pour activer les travaux de construction de l’Institution de l’Oratoire (ou noviciat des Oratoriens, devenu plus tard l'hôpital-hospice de Saint-Vincent-de-Paul), qui avait été fondé le 16 avril 1650, rue des Charbonniers, dans le faubourg Saint-Michel.

#### Derniers jours
Le 23 juillet 1655, « par une affectation de changer d'air qui précède la mort et qui en est un symptôme presque certain dans la plupart des malades » (Le Bret), Savinien se fait transporter à Sannois, chez son cousin et ami Pierre II de Cyrano, sieur de Cassan, trésorier général des offrandes du Roi.

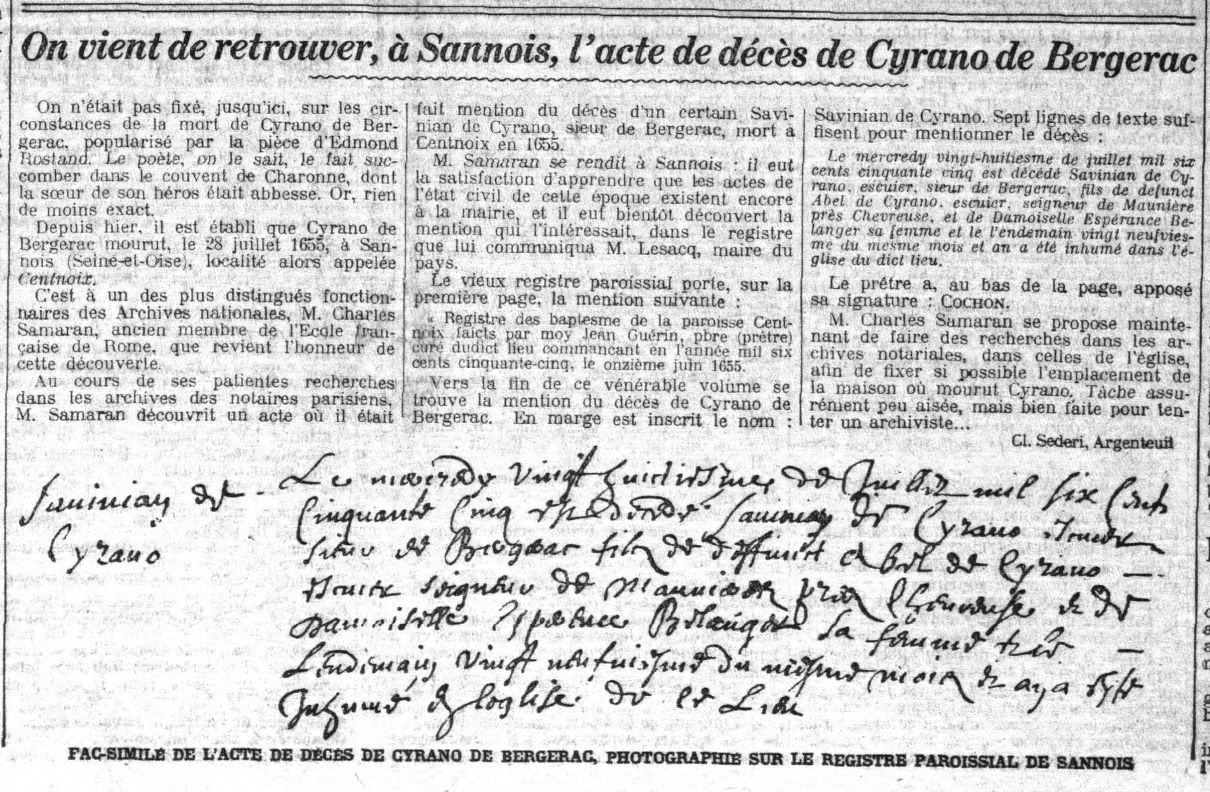
Article du Petit Parisien du 16 décembre 1910 annonçant la découverte par Charles Samaran de l'acte de décès de Cyrano.

Le 28 juillet, Cyrano meurt à Sannois. Il y sera inhumé le lendemain, comme l'atteste le certificat de décès délivré par le père François Cochon, curé de la paroisse :

« Je soubzsigné prebstre curé de Centnoix (sic) proche Argenteuil, certifie à qui il apartiendra que le mercredy vingt huictiesme juillet, jour et feste de saincte Anne (sic), l'an mil six cents cinquante-cinq, est deceddé en bon chrestien Savinian de Cyrano, escuier, sieur de Bergerac, fils de deffunct Abel de Cyrano, escuier, seigneur de Mauvières près Chevreuse, et de damoiselle Esperence Belanger sa femme, et le lendemain, vingt neufiesme du mesme mois et an a esté inhumé en l'église du dit Centnoix. Délivré le présent certificat le trentiesme jour de juillet mil six cents cinquante-cinq (Signé) : Cochon. »

Il n'existe aucune preuve que sa dépouille ait été transportée au couvent des Filles de la Croix de la rue de Charonne à Paris.
Dans les trois mois qui suivent, trois hommes dont Cyrano a croisé la route meurent à leur tour : Tristan L'Hermite, le 7 septembre, Laurent de Laffemas (voir ci-dessus), le 14 octobre, et Pierre Gassendi, le 24 octobre.

## Amis et connaissances de Cyrano
Ayant fait, dans sa préface aux Estats et empires de la lune, le décompte des qualités d'esprit, de cœur et de mœurs du défunt, Henry Le Bret entreprend de nommer quelques-uns de ses amis, « tous d'un mérite extraordinaire, tant il les avait bien su choisir ».

### Compagnons et témoins
Les premiers cités, après Royer de Prade, sont, sinon des camarades de régiment (encore que tous se soient illustrés sous les drapeaux dans les années 1640-1650), au moins des compagnons d'armes, témoins des prouesses spadassines de Cyrano.
« L'illustre Cavois, qui fut tué à la bataille de Lens, et la vaillant Brissailles, enseigne des gendarmes de Son Altesse Royale [le prince de Conti], furent non seulement les justes estimateurs de ses [de Cyrano] belles actions, mais encore ses glorieux témoins et ses fidèles compagnons en quelques-unes. » Ces « belles actions » sont de toute évidence des duels.
- Pierre Ogier de Cavoye (1628-août 1648), fils de François Ogier de Cavoye (capitaine des gardes puis des mousquetaires de Richelieu) et de Marie de Sérignan, était grand prévôt de Guyenne et enseigne au régiment des Gardes, quand il est mort, le 20 août 1648 (il venait d'avoir vingt ans), à la bataille de Lens. En 1650, son ami Jean Royer de Prade lui rendra un magnifique hommage dans son Trophée d'armes héraldiques[36].
- Hector Laubigeois de Rebault, sieur de Brissailles, fils d'Hector (lieutenant-colonel au régiment de Picardie, mort en 1636 au siège de Dôle) et de Marie Matharel, n'a laissé, en dépit de son « mérite extraordinaire », aucune trace dans l'histoire militaire. Un quatrain signé de son nom figure dans les Œuvres poétiques de Royer de Prade.

« J'ose dire que mon frère et M. de Zeddé, qui se connaissent en braves et qui l'ont servi et en ont été servis dans quelques occasions souffertes en ce temps-là aux gens de leur métier, égalaient son courage à celui des plus vaillants. » 
- Jacques Le Bret, sieur du Monceau (1629?-1658), capitaine au régiment de Conti […]
- Jean-Baptiste Zeddé, sieur de Vaux (1618?-1699), capitaine au régiment de Conti […]

« Et si ce témoignage était suspect à cause de la part qu'y a mon frère, je citerais encore un brave de la plus haute classe, je veux dire M. Duret de Monchenin, qui l'a trop bien connu et trop estimé pour ne pas confirmer ce que j'en dis. »
- Jean Duret, sieur de Montchenin, capitaine au régiment de Conti […]

« J'y puis ajouter M. de Bourgogne, maître de camp du régiment d'infanterie de Mgr le prince de Conti, puisqu'il vit le combat surhumain dont j'ai parlé, et que le témoignage qu'il en rendit, avec le nom d'intrépide qu'il lui en donna toujours depuis, ne permet pas qu'il en reste l'ombre du moindre doute, au moins à ceux qui ont connu M. de Bourgogne, qui était trop savant à bien faire le discernement de ce qui mérite de l'estime d'avec ce qui n'en mérite point, et dont le génie était universellement trop beau pour se tromper dans une chose de cette nature. »
- Louis de Bourgogne, sieur de Mautour (1620?-1656), « avait été plusieurs années capitaine de chevau-légers dans le régiment du prince de Conti, lorsqu’on lui accorda le grade de maréchal de camp par brevet du 4 octobre 1651. Il prit le parti des princes, rentra dans son devoir avec M. le prince de Conti [août 1653], et fut fait maître de camp, lieutenant du régiment d’infanterie de ce prince lors de son rétablissement, par commission du 11 mars 1654. Il le commanda à l’armée de Catalogne jusqu’à sa mort. » [Pinard, Chronologie historique-militaire, tome IV, p. 319] […]

### Amis civils, amis d'étude
Les noms suivants dans l'énumération de Le Bret sont, pour la plupart, ceux d'amis « civils », qui « eurent pour [Cyrano] toute l'estime qui fait la véritable amitié, dont à l'envi ils prirent plaisir de lui donner des marques très sensibles ». Plusieurs d'entre eux, beaucoup plus jeunes que Cyrano, ne l'ont sans doute rencontré qu'au début des années 1650.
- « Monsieur de Chavagne, qui court toujours avec une si agréable impétuosité au-devant de ceux qu'il veut obliger ». Henry Duret, sieur de Chevaigne, est le demi-frère de Jean Duret de Montchenin […]
- « Cet illustre conseiller, Monsieur de Longueville, qui a toutes les qualités d'un homme achevé». Charles-Jean-Baptiste Gont[h]ier, seigneur de Longeville, Thiais, Choisy et Grignon, né le 6 août 1622, fils de Jacques Gonthier, conseiller au Parlement de Paris en 1616, et de Marie de Bermont, a été reçu conseiller au Grand Conseil le 29 mars 1649 et sera reçu président en la chambre des Comptes de Paris, le 6 mai 1667, office qu'il occupera jusqu’en 1675. On lit, dans les « Notes sur le personnel de tous les parlements et cours des comptes du royaume, envoyées par les intendants des provinces à Colbert, sur sa demande, vers la fin de 1663 » [in Depping, Correspondance administrative sous le règne de Louis XIV, Paris, 1851, tome II, p. 54] : « Gontier : esprit farfadet, ridicule, débauché, faible, sujet à une femme qui lui coûte ; d’humeur niaise et facile ; a M. son père, honnête homme, conseiller au grand conseil. » Quel « mérite extraordinaire » lui a valu d'être choisi comme ami par Cyrano ? On l'ignore.
- « Monsieur de Saint-Gilles, en qui l'effet suit toujours l'envie d'obliger, et qui n'est pas un petit témoin de son [de Cyrano] courage et de son esprit ». N***, sieur de Saint-Gilles, sera capitaine au régiment de Conti dans les années 1650. Par deux fois en 1640, la Gazette de Renaudot a cité un Saint-Gilles dans ses relations du siège et de la prise de Turin. Peut-être apparenté au janséniste Antoine Baudry d’Asson de Saint-Gilles, qui assurera l'impression clandestine des Provinciales de Pascal, on le trouve, au début des années 1660, intendant de Louis-Henri de Loménie de Brienne. En 1662, c'est lui qui remet la tragédie d'Arsace, roi des Parthes, de Jean Royer de Prade, à Molière et à ses camarades de la Troupe de Monsieur, qui la créeront sans succès au mois de novembre. Vers la même époque, il est l'un des deux parieurs dans la fameuse « gageure sur les deux Jocondes (celle de Jean de Bouillon et celle de Jean de La Fontaine ». […]
- « Monsieur de Lignières, dont les productions sont les effets d'un parfaitement beau feu ». François Payot, sieur de Lignières (1626?-1704), est allié de Cyrano (sa cousine Louise Payot de Lignières a épousé Antoine Feydeau), de Tristan L’Hermite (par sa grand-mère paternelle, née Gabrielle Miron), et de Jacques Vallée des Barreaux (dont la grand-tante, Marie Vallée, sœur de Geoffroy Vallée le condamné, était la femme de Robert Miron). Un an après la mort de Cyrano, répondant à Lignières qui, dans une lettre très polémique avait éreinté La Pucelle ou la France délivrée, poème épique de Jean Chapelain, le jeune abbé de Montigny écrira : «Pour moi, je tiens que vous n’avez point eu d’autre motif en cela que […] de vous mettre un peu au monde et d’y passer pour ce qu’on appelle un bel Esprit de profession. Vous savez, Monsieur, quelle bête c’est qu’un bel esprit de ce genre-là ; que c’est un animal privé de sens commun, qui regimbe contre l’honneur et contre la coutume ; qui vous étourdit d’allusions et de basses équivoques, et qui vous dit éternellement des pointes des plus fausses et des plus provinciales. C’est un état de vie irrégulier et inconnu à nos pères, […] et une espèce de moinerie profane dont Cyrano a été l’instituteur. Vous avez suivi votre vocation en vous y fourrant ; vous y avez tant de talent qu’on vous y a reçu profès, malgré tout votre air de novice, et qu’on s’est étonné que la nature ait fait en vous en fort peu de temps ce qu’elle n’a pu faire qu’en plusieurs années dans les D’Assoucys et les Monmors. »
- « Monsieur de Chasteaufort, en qui la mémoire et le jugement sont si admirables et l'application si heureuse d'une infinité de belles choses qu'il sait ». Peut-être s'agit-il de Pierre Mérault, sieur de Gif et d'Orgemont, vicomte de Chasteaufort […]
- « Monsieur des Billettes, qui n'ignore rien, à vingt-trois ans, de ce que les autres font gloire de savoir à cinquante». Gilles Filleau, sieur des Billettes (1634-1720), est le frère de Nicolas Filleau de la Chaise (1631-1693), qui sera co-éditeur des Pensées de Pascal, et de François Filleau de Saint-Martin (1632-1695?), qui en 1677 publiera une traduction nouvelle du Don Quichotte de Cervantès. En 1699, il sera reçu membre de l’Académie des sciences. Fontenelle y fera son éloge[37]. […]
- « Monsieur de La Morlière, dont les mœurs sont si belles et la façon d'obliger si charmante ». Il ne s'agit assurément pas d'Adrien de La Morlière, natif de Montdidier, poète et historien d’Amiens, puisqu'il est mort en 1639 et que Le Bret parle de l'ami de Cyrano au présent. Les documents de l'époque font connaître de nombreux La Morlière, tous originaires de Picardie. L'un d'entre eux, Jean Milon de La Morlière, s’est distingué aux sièges de Corbie et de Montdidier en 1636 et sera lieutenant du roi à Montdidier. Un autre, Valentin de la Morlière, sieur du Palis, habite, en 1651, rue de la Tixeranderie (ou Tissanderie), dans un quartier où demeure également Tanneguy Regnault des Boisclairs.
- « Monsieur le Comte de Brienne, de qui le bel esprit répond si bien à sa grande naissance ». Plutôt que d'Henri-Auguste de Loménie de Brienne (1594-1666), secrétaire d’État de la maison du roi en 1638, secrétaire d’État des Affaires étrangères et ministre d’État depuis juin 1643, qui n'est pas ce qu'on appelle alors un «bel esprit», il s'agit très certainement ici de son fils Louis-Henri, dit le Jeune Brienne, né le 13 janvier 1636. Compagnon de jeu de Louis XIV enfant, il a fait ses études au collège des Grassins ; à peine ses études terminées, le 24 août 1651, à moins de seize ans, il a été nommé survivancier de son père, et, le 12 septembre suivant, conseiller d'État. Le 14 juillet 1652, il est parti pour un long voyage de formation, au cours duquel il a visité les cours étrangères. Il n’a été de retour à Paris que le 16 novembre 1655, quatre mois après la mort de Cyrano. S’il a connu ce dernier, c’est donc avant juillet 1652, alors qu’il n’était âgé que de seize ans au plus. Au moment où Le Bret rédige sa préface, le bruit court (Loret s’en fait l’écho dans ses Lettres des 18 et 25 novembre 1656) que le comte de Brienne s’est démis de sa charge en faveur de son fils. […]

### Deux amis d'exception
- « Je ne particulariserai rien de ce fort esprit, de ce tout savant, de cet infatigable à produire tant de bonnes et si utiles choses, M. l'abbé de Villeloin, parce que je n'ai pas eu l'honneur de le hanter, mais je puis assurer que M. de Bergerac s'en louait extrêmement et qu'il en avait reçu beaucoup de témoignages de beaucoup de bonté. » Michel de Marolles, abbé de Villeloin (1600-1681) […]
- « Cet illustre mathématicien, qui a tant fait de belles épreuves [= expériences] physiques, et qui n’est pas moins aimable pour sa bonté et sa modestie que relevé au-dessus du commun par sa science, eut tant d’amitié pour Monsieur de Bergerac, et s’intéressa de sorte pour ce qui le touchait, qu’il fut le premier qui découvrit les mauvais traitements que lui faisaient son frère et qui rechercha soigneusement, avec tous ses amis, le moyen de le soustraire aux cruautés de ce barbare». Jacques Rohault (1618-1672) […]

### Les ignorés de Le Bret
La préface de Le Bret passe sous silence un certain nombre d'amis et connaissances avérés de Cyrano — Chapelle, D'Assoucy et François de La Mothe Le Vayer fils —, dont les deux premiers au moins ont occupé dans sa vie une place beaucoup plus importante que la plupart des hommes cités plus haut.
[…]

## Œuvres (dans l'ordre de leur publication)

### La Mort d'Agrippine, tragédie(1654)
L'action de cette tragédie en cinq actes et en vers se situe sous le règne de l'empereur romain Tibère, en 31. On y suit le complot ourdi contre l'empereur par Agrippine l'Aînée, qui veut venger le meurtre de son époux Germanicus, par Séjan, qui la convoite, et par Livilla, maîtresse du préfet du prétoire.

Le thème dominant est le mensonge comme moteur du discours des hommes entre eux. Les dieux en sont exclus, notamment à travers une scène (acte II, scène IV, v. 635-640) qui fait scandale, dans laquelle Séjanus professe son athéisme en évoquant
 (...) Ces enfants de l'effroi,

 Ces beaux riens qu'on adore et sans savoir pourquoi,

 Ces altérés du sang des bêtes qu'on assomme,

 Ces dieux que l'homme a faits et qui n'ont point fait l'homme,

 Des plus fermes États ce fantasque soutien ;

 Va, va, Térentius, qui les craint ne craint rien.
Mis en vente par le libraire Charles de Sercy au printemps 1654, le livre s'ouvre sur une épître dédicatoire au duc d'Arpajon qui pousse très loin la flatterie ; après avoir détaillé la brillante carrière militaire du duc, Cyrano n'hésite pas à écrire : 

« Quelque maligne que soit la planète qui domine au sort de mon héroïne, je ne crois pas qu’elle puisse lui susciter des ennemis qu’impuissants, quand elle aura le secours de Votre Grandeur, vous, Monseigneur, que l’univers regarde comme le chef d’un corps qui n’est composé que de parties nobles, qui avez fait trembler jusque dans Constantinople le tyran d’une moitié de la terre, et qui avez empêché que son croissant, dont il se vantait d’enfermer le reste du globe, ne partageât la souveraineté de la mer avec celui de la lune. Mais tant de glorieux succès ne sont point des miracles pour une personne dont la profonde sagesse éblouit les plus grands génies et en faveur de qui Dieu semble avoir dit, par la bouche de ses prophètes, que le sage aurait droit de commander aux astres… »

L'édition, sinon la représentation, fait sensation, comme en témoigne cette anecdote rapportée par Tallemant des Réaux :

« Un fou nommé Cyrano fit une pièce de théâtre intitulée La Mort d'Agrippine, où Séjanus disait des choses horribles contre les dieux. La pièce était un vrai galimatias. Sercy, qui l'imprima, dit à Boisrobert qu'il avait vendu l'impression en moins de rien : "Je m'en étonne", dit Boisrobert. — "Ah ! Monsieur, reprit le libraire, il y a de belles impiétés !" »

### Les Œuvres diverses de Mr de Cyrano Bergerac(1654)
Ce recueil est achevé d'imprimer le 12 mai 1654 pour le compte du libraire Charles de Sercy.

#### Le frontispice

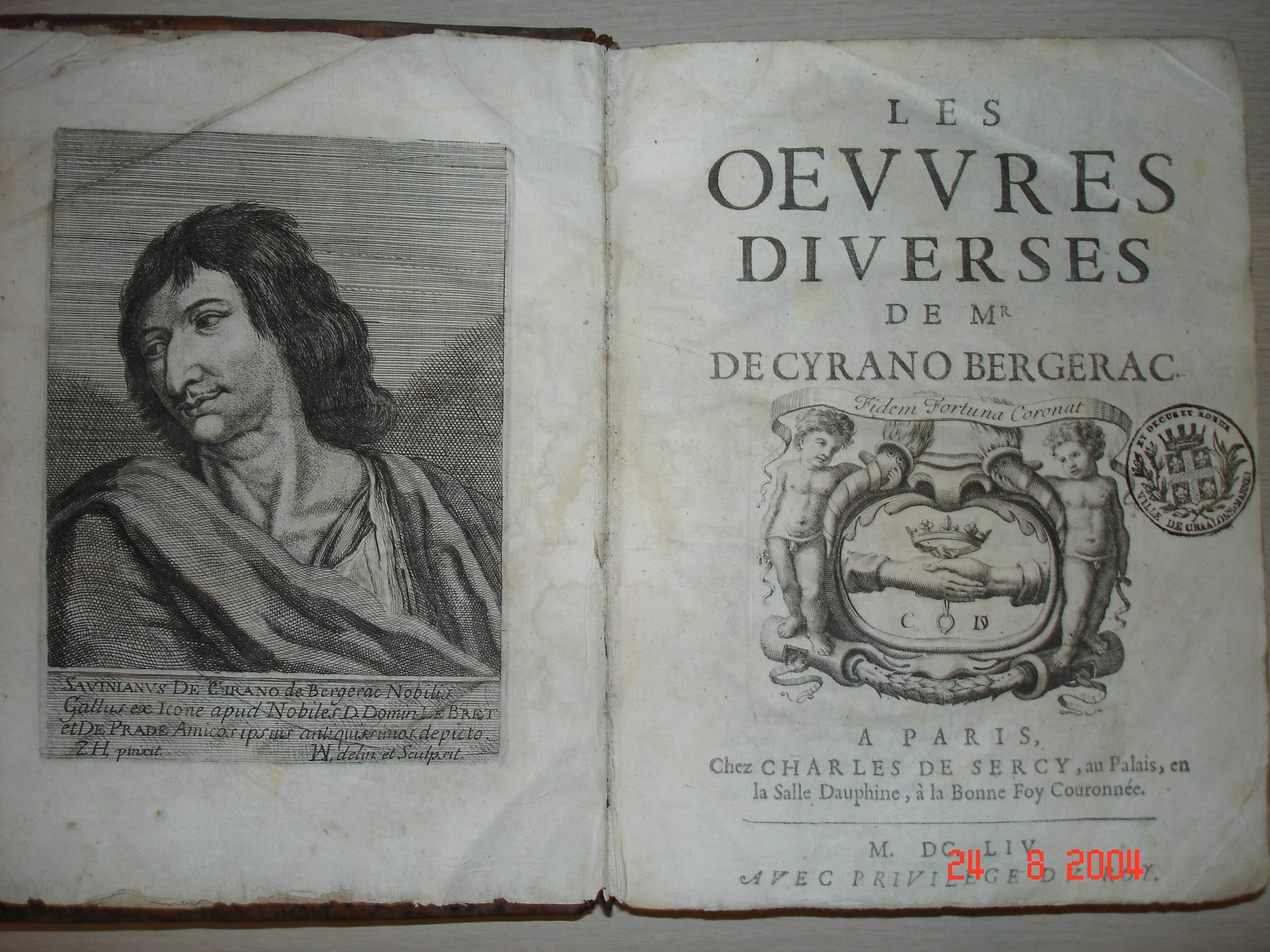
Édition originale des Œuvres diverses, 1654. Exemplaire de la bibliothèque Pompidou de Châlons-en-Champagne.

L'eau-forte donnée en frontispice est ainsi légendée :
« Savinianus de Cyrano de Bergerac Nobilis // Gallus ex Icone apud Nobiles D. Domin. Le Bret // et De Prade Amicos ipsius antiquissimos depicto // Z.H. pinxit. — [Monogramme mêlant un L, un A, un H :] delin. [= delineavit] et sculpsit. ».
Cette légende ne se traduit pas sans mal, le latin de son rédacteur étant apparemment hésitant ; en effet, l'ablatif masculin depicto ne peut se rapporter ni au nominatif Savinianus, ni à l'ablatif féminin icone. Sans doute faut-il comprendre que le tableau d'après lequel la gravure a été faite représentait les trois amis réunis et que le « noble Français Savinien de Cyrano de Bergerac » se trouvait donc auprès ou en compagnie de (apud) « Messieurs Le Bret et De Prade, ses amis les plus (ou très) anciens (antiquissimos amicos) ».
La gravure a été réalisée par un artiste dont le monogramme était inconnu, à partir d'un tableau du portraitiste Zacharie Heince. Tous les autres portraits de Cyrano dérivent de celui-ci : en 2022, Rémi Mathis découvre qui est l'auteur de cette gravure, qu'il attribue donc à Antoine-Léonor Houdin. Il existe un portrait de Royer de Prade gravé par François Bignon d’après un dessin de Heince.

#### LesLettres
Les quarante-sept lettres publiées sont de formes et d'inspirations diverses : poétiques, satiriques, amoureuses. La plupart sont adressées à des personnages réels : les poètes Scarron, Chapelle et d’Assoucy (sous le nom de Soucidas), le comédien Zacharie Jacob, dit Montfleury, François du Soucy de Gerzan, François de La Mothe Le Vayer fils.
Les historiens et les critiques sont partagés sur leur nature réelle. Pour Jacques Prévot, par exemple, elles relèvent moins de la réflexion que de l’exercice de style, voire du « poème en prose ». Telle n'est pas l'opinion de Jean-Luc Hennig, biographe de d'Assoucy, qui écrit :

« Arrêtons-nous sur les lettres d'amour de Cyrano. On a dit qu'elles étaient fabriquées, artificielles, factices. Pas du tout. Elles sont précieuses dans le ton (farcies de pointes, d'hyperboles et de toute la rhétorique amoureuse du temps), mais très précises pour leur destinataires (si on veut bien croire qu'elles étaient toutes destinées à des garçons). […] Toutes, en tout cas, renferment au moins un indice, un trait concret. Par exemple, cet Alexis (devenu Alexie à la publication) aux cheveux roux, qui paraît visiblement avoir été le grand amour de Cyrano à cette époque… »

Parmi les plus importantes sur le plan de la pensée de Cyrano, on peut citer les deux lettres « Pour les sorciers » et « Contre les sorciers », la lettre « Contre Soucidas » et la lettre « Contre les frondeurs », dédiée à L[a] M[othe] L[e] V[ayer] L[e] F[ils].

#### Le Pédant joué

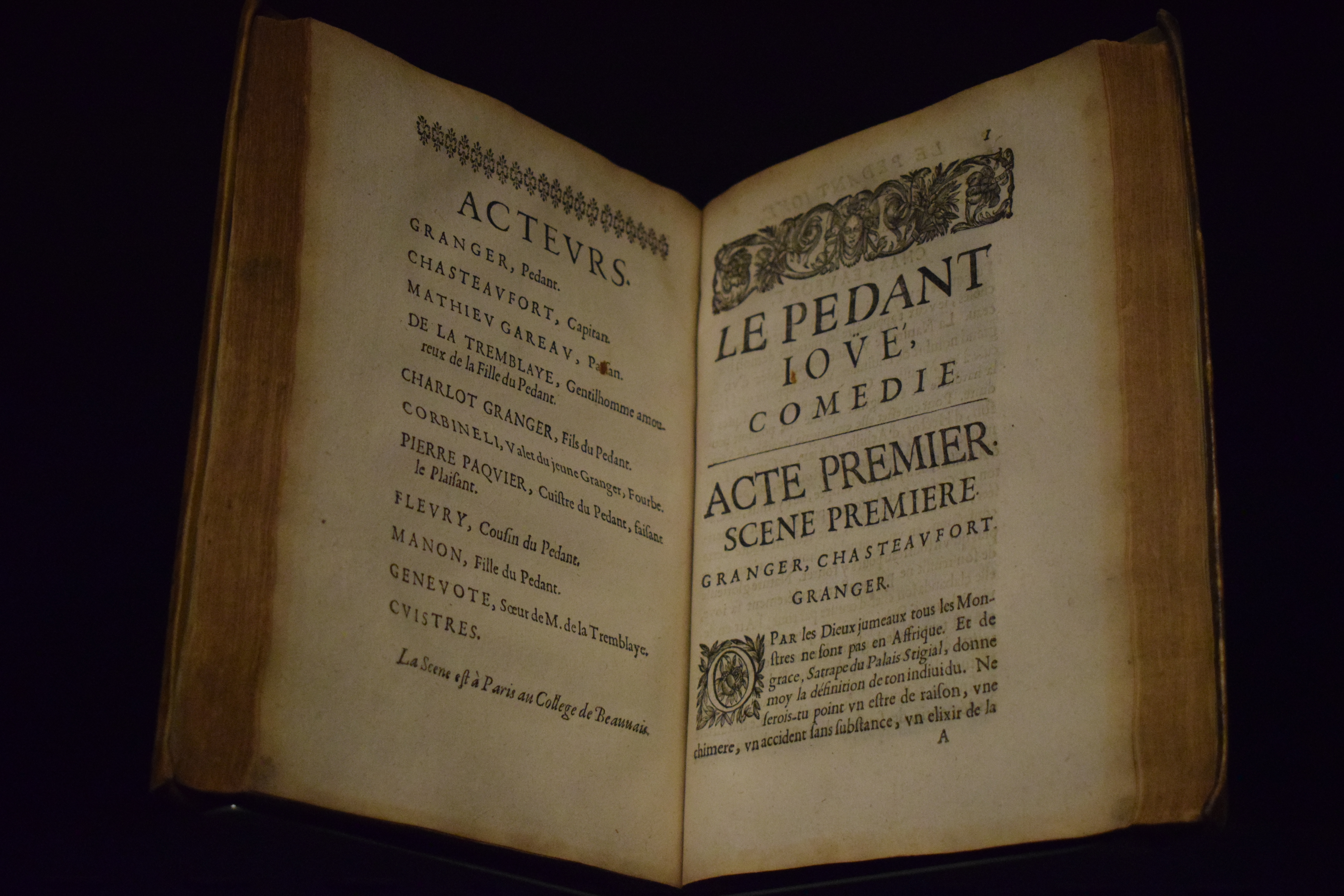
Le Pédant joué dans Œuvres diverses de Mr. de Cyrano Bergerac (1654).

Publiée par Charles de Sercy dans le même volume que les Lettres, avec une page de titre et une pagination séparées, cette comédie en cinq actes et en prose est librement inspirée du Chandelier, de Giordano Bruno, dont une traduction était parue en 1633 sous le titre Boniface et le pédant, comédie en prose, imitée de l'italien de Bruno Nolano.
La pièce a sans doute été composée au cours des années 1645-1646. En effet, il y est fait par deux fois allusion au récent mariage de la princesse Louise Marie de Gonzague avec le roi de Pologne Ladislas IV Vasa, représenté par le Palatin de Posnanie, mariage qui eut lieu à Paris au début du mois de novembre 1645.
L’intrigue renvoie à un schéma classique hérité du théâtre italien : un vieillard ridicule empêche deux couples de jeunes gens de réaliser leur amour, mais ceux-ci parviennent à le duper avec l’aide d’un valet rusé. Cyrano introduit dans cette structure des personnages typés jusqu’au paroxysme, parfois tout à fait étrangers à l’intrigue, s’exprimant en longues tirades et dont le discours relève toujours d’un usage particulier de la langue : Granger, le pédant ; Chasteaufort, le « soldat-fanfaron » ; Gareau, le paysan, et premier personnage à s’exprimer en patois sur la scène française.
Molière reprendra le même patois d'ïle-de-France dans le deuxième acte de son Festin de pierre (Dom Juan), et plusieurs situations du Pédant joué dans Les Fourberies de Scapin.

### L’Histoire comique des États et Empires de la Lune(1657)

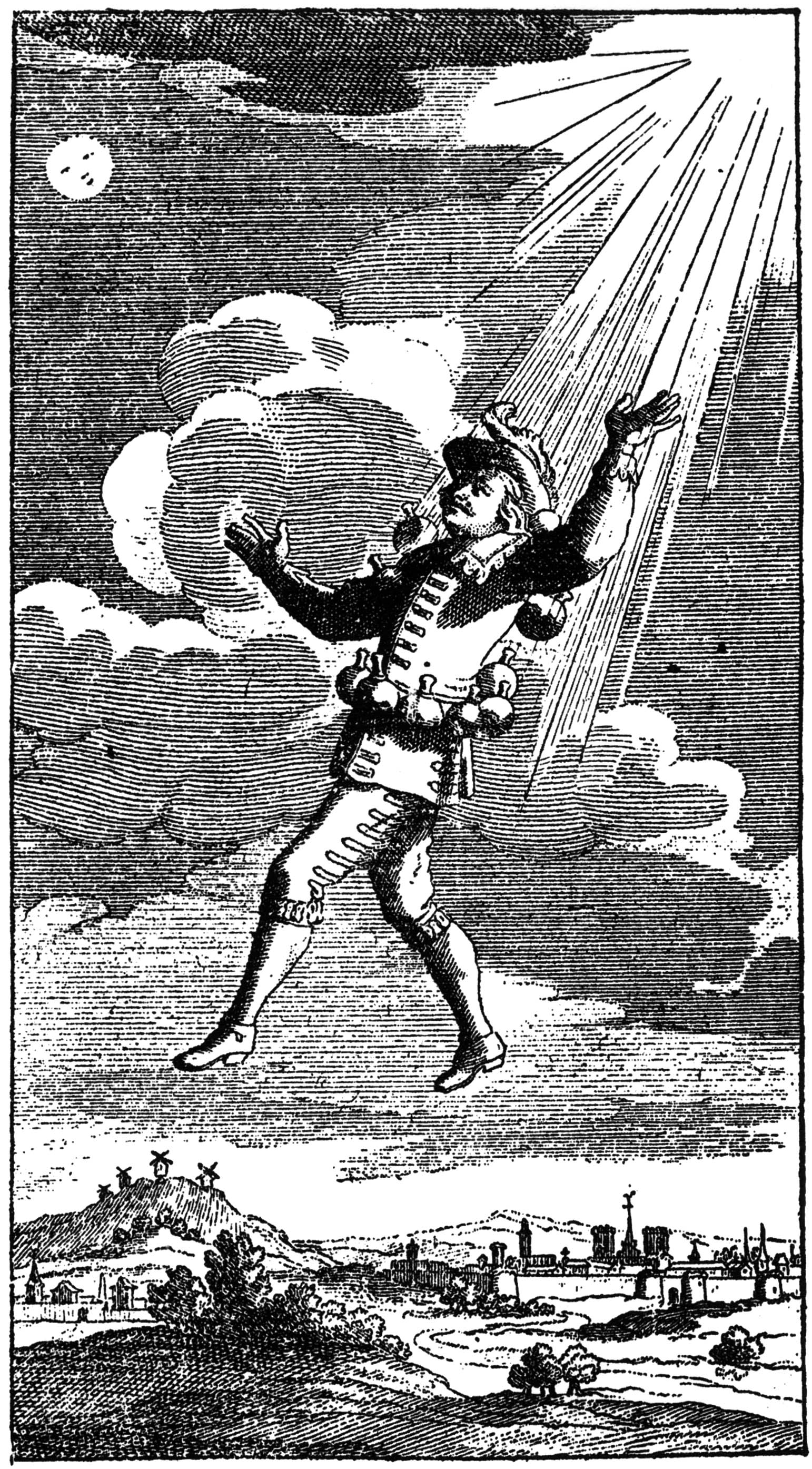
Frontispice de l’Histoire comique contenant les États et empires de la Lune dans le tome II des Œuvres de Monsieur de Cyrano Bergerac éditées par Jacques Desbordes, à Amsterdam, en 1709. Le narrateur s'élève dans les cieux grâce à des fioles de rosée.

Deux ans après la mort de Cyrano, Charles de Sercy fait paraître un modeste volume intitulé Histoire comique par Monsieur de Cyrano Bergerac, contenant les Estats & Empires de la Lune. Il est publié avec un privilège signé de Jean de Cuigy, secrétaire du roi, père de Nicolas de Cuigy, ami de Cyrano et de Le Bret.

#### Une préface problématique
L'épître dédicatoire à Tanneguy Renault des Boisclairs, signée Le Bret, est suivie d'une longue préface, dont la partie biographique au moins est de la plume du même Le Bret. Il y fournit, en quelques paragraphes, les données essentielles de la vie de Cyrano et une description de sa personnalité : goût de la liberté, haine du dogmatisme et du plagiat, austérité de mœurs, désintéressement, générosité, « retenue envers le beau sexe » (indifférence aux femmes). Un tel hommage est rare dans les pratiques éditoriales du XVIIe siècle, mais en dépit du grand intérêt qu'elle présente pour la connaissance de Cyrano, cette préface n'est plus reproduite dans les éditions modernes du roman.

### Les Nouvelles Œuvres de Monsieur de Cyrano Bergerac(1662)

#### L’Histoire comique des États et Empires du Soleil

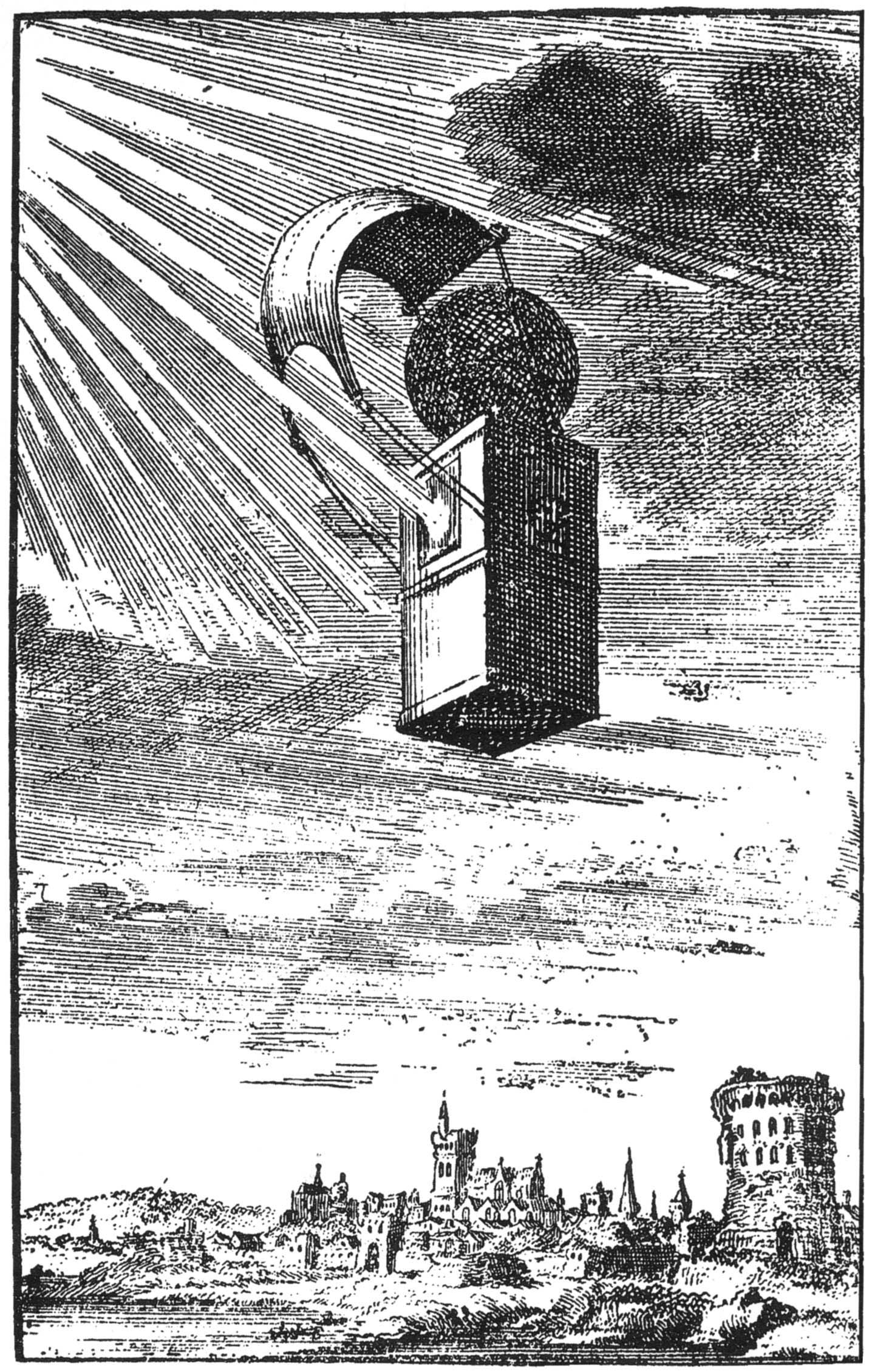
Illustration de Lorenz Scherm pour l’Histoire comique contenant les Estats et empires du Soleil (Amsterdam, 1710). Dyrcona s'envole de la tour où il était enfermé, à Toulouse, à bord d'une machine équipée d'une voile et surmontée d'un vase en forme d'icosaèdre.

En janvier 1662, Charles de Sercy met en vente un recueil intitulé Les Nouvelles Œuvres de Monsieur de Cyrano Bergerac, contenant l'Histoire comique des Estats et empires du Soleil, plusieurs lettres et autres pièces divertissantes.
Le volume s'ouvre sur une épître « À Monsieur de Cyrano de Mauvières » (Abel II, frère cadet de Savinien), signée du libraire et qui lave le dédicataire des accusations portées contre lui par Henry Le Bret dans l'épître dédicatoire et la préface de l'Histoire comique de 1657:
« … Il n’y a point de doute qu’à présent qu’il jouit de l’immortalité qu’il s’est acquise par ses travaux, et qu’il est secondé d’un frère en qui l’esprit et le bon sens ont fait une alliance très étroite, il n’étouffe pour jamais ces hydres renaissantes [l'envie et la médisance] avec autant de facilité que de promptitude, et qu’il ne leur fasse avouer, en expirant, pour la dernière fois, qu’on ne peut s’attaquer à deux frères dont l’amitié, malgré l’imposture de leurs ennemis, triomphe de la mort même, sans éprouver la rigueur de leur vengeance et sans porter les peines de leur témérité. »
L'épître est suivie d'une longue préface non signée (elle a été attribuée tantôt à Jacques Rohault, tantôt à l'abbé de Marolles), très semblable, dans sa manière, aux pages didactiques de la préface de 1657.
Viennent ensuite un Fragment d'histoire comique par Monsieur de Cyrano Bergerac, contenant les Estats et empires du Soleil, dix nouvelles lettres, les Entretiens Pointus et un Fragment de physique ou la Science des choses naturelles.

#### Commentaires sur les deux romans
Selon l'auteur connu sous le pseudonyme de Fulcanelli l'œuvre de Cyrano, qualifié de « plus grand philosophe hermétique des temps modernes », révèlerait une connaissance expérimentale de l’alchimie. Cette lecture est aujourd'hui fortement contestée,.
Certains commentateurs, dont Madeleine Alcover, considèrent les deux Voyages comme les deux volets d'un même projet romanesque, intitulé L'Autre monde. L'œuvre raconterait les voyages d'un même personnage, Je sur la Lune, et Dyrcona sur le Soleil (Dyrcona étant l'anagramme de D(e) Cyrano). La structure de chacune des deux parties est assez similaire : sur la Lune comme sur le Soleil, le narrateur rencontre différents personnages, êtres humains ou animaux, avec lesquels il aborde toutes sortes de sujets, et se retrouve en position d'accusé dans un procès qui se conclut par une condamnation, de laquelle il est sauvé par une intervention extérieure.
Cette œuvre est considérée comme un des premiers romans de science-fiction. L'auteur y décrit ses voyages dans la Lune et le Soleil et rend compte des observations qu’il a pu y faire de sociétés indigènes, dont le mode de vie est parfois totalement différent de celui des terriens, voire choquant, et parfois au contraire identique, ce qui lui permet d’en dénoncer indirectement les limites. Ces voyages imaginaires sont avant tout prétextes à exprimer une philosophie matérialiste. Celui qui conduit Dyrcona dans le soleil est un voyage initiatique : le narrateur se qualifie lui-même comme une « personne qui [n'a] risqué les périls d'un si grand voyage que pour apprendre ». Il ne cesse de questionner ceux qu'ils rencontrent pour s'informer de leurs mœurs, de leurs sciences, de leur philosophie… Cependant, à l'inverse du roman d'apprentissage classique, Dyrcona ne finit pas par découvrir des vérités ; bien au contraire, ce qu'il tenait pour vrai va être détruit. En effet, chacun de ses interlocuteurs énonce des vérités qui seront par la suite détruites par un autre interlocuteur. Il s'agit donc bien plus d'un roman épistémologique. On peut y voir une sorte de mise en garde contre la Vérité, rappelant la relativité de toute connaissance et de tout savoir (d'autant plus vrai à l'époque) ; ce qui donne toute sa place à cette œuvre dans le mouvement du libertinage intellectuel du XVIIe siècle.
Les États et Empires de la Lune et du Soleil a été inscrit en 2005 au programme du concours de l'agrégation de lettres modernes en France

#### LesEntretiens pointus
Ensemble de vingt-deux « pointes », c’est-à-dire de jeux de mots n’ayant d’autre valeur que leur effet comique immédiat, précédé d’une préface dans laquelle Cyrano fait l’apologie du calembour, assurant qu’il « réduit toutes choses sur le pied nécessaire à ses agréments, sans avoir égard à leur propre substance. »

### Œuvres apocryphes ou d'attribution incertaine

#### LeFragment de physique(1662)
S'il faut en croire son préfacier, ce fragment d'un traité de physique a été rajouté au dernier moment au volume des Nouvelles Œuvres. Sa très grande proximité avec le Traité de physique de Jacques Rohault (qui ne sera publié qu'en 1671, mais dont l'auteur avait obtenu une permission d'imprimer dès juin 1661) incite à mettre en doute son attribution à Cyrano.

#### LesMazarinades(1649)
Sept Mazarinades (six en prose, une en vers burlesques) ont été attribuées à Cyrano par Paul Lacroix, puis, en 1921 par Frédéric Lachèvre qui pensait reconnaître derrière les signatures B.D. ou D.B., « la bonne plume de Cyrano »,,,,,,. L'historien Hubert Carrier défendait encore cette attribution en 2001 dans son édition des Mazarinades, mais les études récentes de Madeleine Alcover semblent l'avoir définitivement ruinée,.

#### L’Art de persuader(seconde partie des années 1640)
Le manuscrit anonyme d'une comédie en 5 actes intitulée L'Art de persuader est acheté en salle des ventes à Angoulême par un bibliophile qui la pense écrite par Molière. En 2021, le document est confié à deux spécialistes de littérature ancienne, Guy Fontaine et Robert Horville, qui l'étudient de près et concluent que, tant sur la forme (papier, encre) que sur le fond (style, contexte historique), de nombreux éléments concourent à attribuer la pièce à Cyrano de Bergerac.
Une première lecture publique de L'Art de persuader est donnée le 21 avril 2024 au palais des Congrès du Touquet-Paris-Plage, en clôture du festival Le Printemps baroque,. La publication du manuscrit dans la collection des Classiques Garnier est prévue courant 2024.

## Publications

### Éditions originales
: document utilisé comme source pour la rédaction de cet article.
- Cyrano de Bergerac, La Mort d'Agrippine, tragedie. Par Mr de Cyrano Bergerac, Paris, Charles de Sercy, 1654 (lire en ligne).
- Cyrano de Bergerac, Les Œuvres diverses de Mr de Cyrano Bergerac, Paris, Charles de Sercy, 1654 (lire en ligne).
- Cyrano de Bergerac, Histoire comique par Monsieur de Cyrano Bergerac contenant les Estats & Empires de la Lune, Paris, Charles de Sercy, 1657 (lire en ligne).
- Cyrano de Bergerac, Les Nouvelles œuvres de Monsieur de Cyrano Bergerac. Contenant l'Histoire comique des Estats et Empires du Soleil, plusieurs lettres et autres pieces divertissantes, Paris, Charles de Sercy, 1662 (lire en ligne).
- Cyrano de Bergerac, Les Œuvres diverses de Monsieur de Cyrano Bergerac, Amsterdam, J. Desbordes, 1709 (lire en ligne), partie 1.
- Cyrano de Bergerac, Les Œuvres diverses de Monsieur de Cyrano Bergerac, Amsterdam, J. Desbordes, 1709 (lire en ligne), partie 2.

### Éditions critiques
: document utilisé comme source pour la rédaction de cet article.
- Cyrano de Bergerac (Nouvelle édition, revue et publiée avec des notes et une notice historique par Paul Lacroix Jacob, bibliophile.), Histoire comique des États et empires de la Lune et du Soleil, Paris, Adolphe Delahays, 1858 (lire en ligne).
- Cyrano de Bergerac (Nouvelle édition, revue et publiée avec des notes par Paul Lacroix Jacob, bibliophile.), Œuvres comiques, galantes et littéraires, Paris, Adolphe Delahays, 1858 (lire en ligne).
- Frédéric Lachèvre, Les Œuvres libertines de Cyrano de Bergerac, Parisien (1619-1655), précédées d'une notice biographique. Tome premier : L'Autre monde: I. Les Estats et Empires de la Lune texte intégral, publié pour la première fois, d'après les manuscrits de Paris et de Munich, avec les variantes de l'imprimé de 1657). — II. Les Estats et Empires du Soleil (d'après l'édition originale de 1662), Paris, Librairie ancienne Honoré Champion, 1921 (lire en ligne).
- Frédéric Lachèvre, Les Œuvres libertines de Cyrano de Bergerac, Parisien (1619-1655), précédées d'une notice biographique. Tome second : Le Pédant joué, comédie, texte du Ms. de la Bibl. nat., avec les variantes de l'imprimé de 1654. — La Mort d'Agrippine, tragédie. — Les Lettres, texte du Ms. de la Bibl. nat. avec les var. de 1654. — Les Mazarinades: Le Ministre d'Etat flambé; Le Gazettier des-interessé, etc. — Les Entretiens pointus. — Appendice: Le Sermon du curé de Colignac, etc., Paris, Librairie ancienne Honoré Champion, 1921 (lire en ligne).
- Cyrano de Bergerac (Texte établi et présenté par Claude Mettra et Jean Suyeux suivi d'une posface, d'un dictionnaire des personnages, de tableaux chronologiques et de notes, illustré de gravures empruntées aux ouvrages scientifiques du temps.), Histoire comique des État et empire de la Lune et du Soleil, Paris, Jean-Jacques Pauvert et Club des Libraires de France, 1962
- Cyrano de Bergerac (Édition critique par Madeleine Alcover), L’Autre Monde ou les Estats et Empires de la lune, Paris, Honoré Champion, coll. « Société des textes français modernes », 1977
- Cyrano de Bergerac (Édition critique de Christopher Gossip), La Mort d’Agrippine, Exeter, University of Exeter, coll. « Textes ittéraires » (no 44), 1982, 90 p. (ISBN 0-85989-182-8).
- Cyrano de Bergerac (Édition critique de Jacques Prévot, comportant introduction, chronologie, bibliographie), L'Autre monde : Les États et empires de la Lune. Les États et empires du Soleil, t. I, Paris, Gallimard, coll. « Bibliothèque de la Pléiade / Libertins du XVIIe siècle », 1998.
- Cyrano de Bergerac (Texte établi et annoté par Jean-Charles Darmon et Alain Mothu), Lettres satiriques et amoureuses, précédées de Lettres diverses, Paris, Desjonquères, 1999.
- Cyrano de Bergerac (Édition critique, textes établis et commentés par Madeleine Alcover), Œuvres complètes : L’Autre Monde ou les États et Empires de la lune. Les États et empires du soleil. Fragment de physique, t. I, Paris, Honoré Champion, 2001, 616 p. (ISBN 978-2-7453-1452-9).
  - Réédition :  Cyrano de Bergerac, Les États et Empires de la Lune et du Soleil (avec le Fragment de physique), Paris, Honoré Champion, coll. « Champion Classiques / Littératures », 2004.
- Cyrano de Bergerac (Édition critique. Textes établis et commentés par Luciano Erba pour les Lettres et les Entretiens pointus, et par Hubert Carrier pour les Mazarinades.), Œuvres complètes : Lettres. Entretiens pointus. Mazarinades. lune. Les États et empires du soleil. Fragment de physique, t. II, Paris, Honoré Champion, 2001, 502 p. (ISBN 978-2-7453-0429-2).
- Cyrano de Bergerac (Édition critique. Textes établis et commentés par André Blanc), Œuvres complètes : Théâtre, t. III, Paris, Honoré Champion, 2001, 366 p. (ISBN 978-2-7453-0419-3).
- Cyrano de Bergerac (Chronologie, présentation, notes, dossier, bibliographie, lexique, par Bérengère Parmentier), Les États et Empires du Soleil, Paris, Flammarion, coll. « GF », 2003.
- Cyrano de Bergerac (Édition établie et annotée par Françoise Gomez), La mort d’Agrippine, Paris, Le livre de poche (collection Le théâtre de poche), 2019, 288 p.  (ISBN 978-2-2530-0516-2).
- Cyrano de Bergerac (Édition préfacée par Pierre Senges), Lettres satiriques & Mazarinades, éditions vagabonde, 2025, 256 p.  (ISBN 978-2-919067-64-0)[55].